# Pont-Sainte-Maxence
Pour les articles homonymes, voir Pont (toponyme).
Pont-Sainte-Maxence est une commune française située dans le département de l'Oise, en région Hauts-de-France.

## Géographie

### Situation
- 1Carte dynamique
- 2Carte OpenStreetMap
- 3Carte topographique
- 4Carte avec les communes environnantes

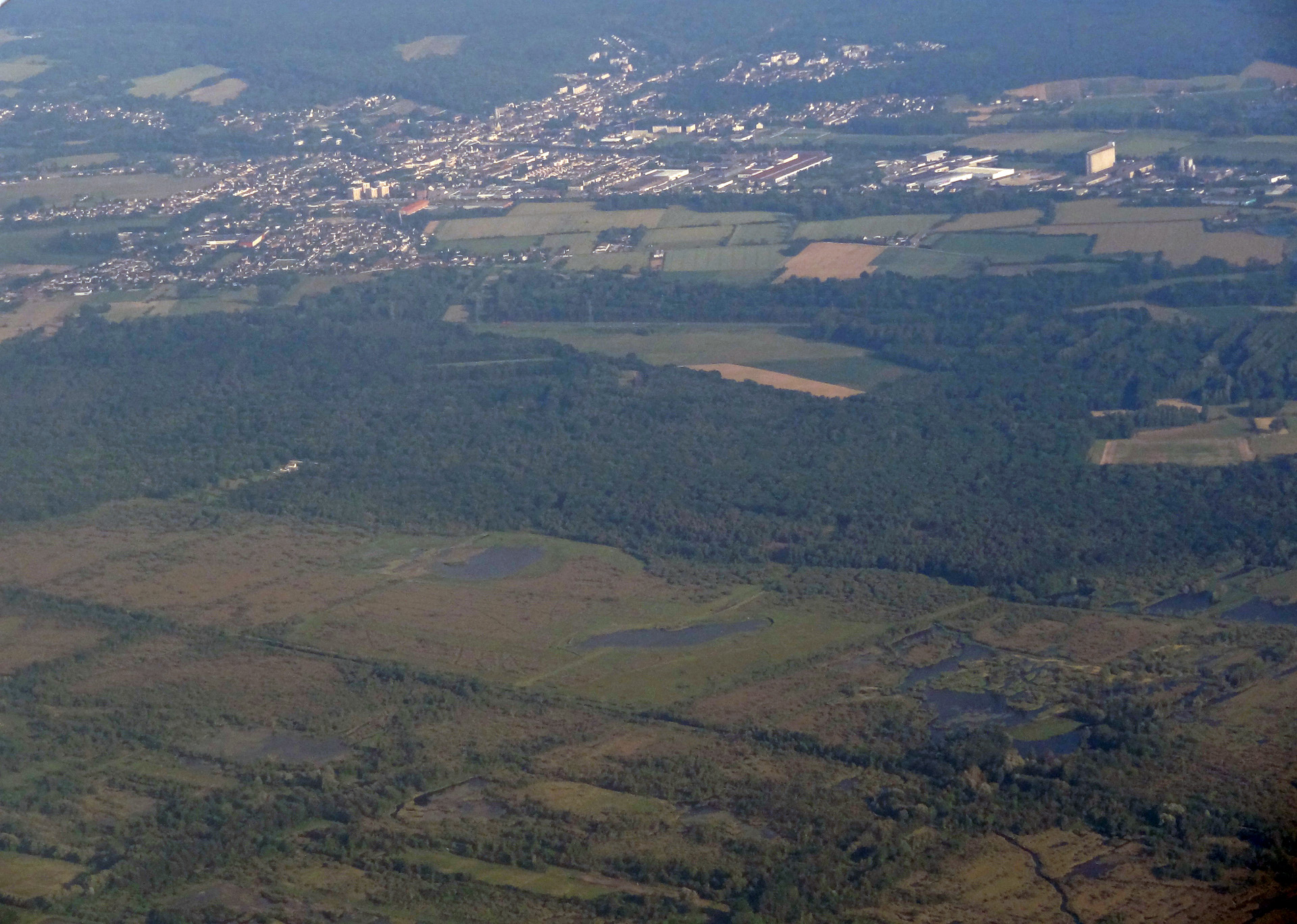
Vue aérienne du marais de Sacy-le-Grand et de Pont-Sainte-Maxence en 2014.

La commune de Pont-Sainte-Maxence est située dans le Bassin parisien, dans le sud de la région Hauts-de-France et au nord du massif des Trois Forêts. Elle appartient historiquement à la région du Beauvaisis, plus rarement, on la place dans le Valois.
Pont-Sainte-Maxence est située, à vol d'oiseau, à 41 km de Beauvais, 69 km d'Amiens et 53 km de Paris.
En 2015, Pont-Sainte-Maxence est le centre d'une unité urbaine (ou agglomération au sens de l'Insee) regroupant les communes des Ageux et Pontpoint totalisant 16 904 habitants en 2012. La commune elle-même se compose de la ville qui lui donne son nom, du village de Sarron et du hameau de Villette (anciennement Le Plessis-Villette), anciennes communes de l'Oise.

### Communes limitrophes
Pont-Sainte-Maxence compte treize communes limitrophes au total. Certaines d'entre elles ne touchent le territoire communal de Pont-Sainte-Maxence que sur une longueur très limitée : 150 m pour les deux communes de Sacy-le-Grand et Cinqueux, 350 m pour Brenouille et 750 m pour Saint-Martin-Longueau.
| Monceaux               | Saint-Martin-Longueau Les Ageux | Bazicourt Houdancourt   |
| Beaurepaire Brenouille | Pont-Sainte-Maxence             | Pontpoint               |
| Verneuil-en-Halatte    | Fleurines                       | Villers-Saint-Frambourg |

### Géologie et relief
La commune est située dans la frange nord du Bassin parisien, une vaste zone sédimentaire formée par des dépôts successifs de sédiments et par des séries de transgressions marines. Le sous-sol du territoire se constitue de couches de calcaire grossier et de calcaire coquillier d'âge tertiaire. Ces couches ont formé, au sud de la commune, le plateau du Valois-Multien qui s'élève en pente douce vers le nord. Entre ces plateaux, l'Oise forme une plaine alluviale,.
Pont-Sainte-Maxence a un sous-sol relativement récent puisque les roches affleurantes les plus anciennes datent de l'Éocène. Le fond de vallée, occupé par les quartiers en rive droite — Faubourg de Flandre et Sarron — ainsi qu'une partie du centre-ville en rive gauche est installé sur des alluvions d'âge quaternaire déposées par l'Oise. En rive droite, d'autres strates sédimentaires recouvrent le territoire communal. Les argiles plastiques et lignites du Soissonnais datant de l'Yprésien affleurent sur une partie du quartier de Sarron et dans le bois homonyme. Des sables de Bracheux, plus anciens (Thanétien), affleurent dans le hameau de Villette.
La rive gauche présente un profil géologique plus complexe qu'en rive droite. On retrouve l'affleurement d'argiles plastiques et lignites du Soissonnais sur un axe qui suit la RD 120, menant à Beaurepaire, et la RD 123, menant à Pontpoint. Les flancs de vallée sont recouverts par une couche de sables de Cuise datant toujours de l'Yprésien. Sur la frange sud de la commune, installée sur le plateau du Valois et occupée par la forêt d'Halatte, est recouverte de roches datant du Lutétien puis du Bartonien à mesure du rapprochement du Mont Pagnotte et de la butte de Saint-Christophe. Des colluvions sont également présents sur la montagne de Calipet. Ces dépôts de pente sont des roches détritiques composées d'un mélange de sables de Cuise, de sables dolomitiques lutétiens et de blocs de calcaire grossier.
Le relief s'adapte à la nature géologique des sols. Le fond de vallée constitue une plaine alluviale humide. L'urbanisation s'est fait le long du coteau boisé du Valois-Multien qui occupe le sud du territoire communal.
La superficie de la commune est de 1 476 hectares, ce qui équivaut à la superficie moyenne d'une commune de France métropolitaine qui est d'environ 1 510 hectares. Son altitude varie de 27  à   126 mètres Le point le plus haut de la commune est situé au poteau de la Croix du Grand Maître dans la forêt d'Halatte en limite des communes de Pontpoint et Villers-Saint-Frambourg. Le point le plus bas est situé au bord de l'Oise à la limite de la commune de Brenouille.

### Hydrographie

#### Réseau hydrographique
La commune est située dans le bassin Seine-Normandie. Elle est drainée par l'Oise, la Frette, le ruisseau de Popincourt, la dérivation de Sarron, la Petite la rivière, le Fossé de la Cascade, le ru du Poirier et le ruisseau Fosse Traxin,,.
L'Oise prend sa source en Belgique, à 309 mètres d'altitude, dans l'ancienne commune de Forges et se jette dans la Seine à 20 mètres d'altitude, au Pointil en rive droite et en aval du centre de Conflans-Sainte-Honorine dans le département des Yvelines. D'une longueur 341 kilomètres, elle est presque entièrement navigable et bordée de canaux sur 104 kilomètres.
Un autre cours d'eau, la Frette, naît dans les marais de Sacy-le-Grand et conflue avec l'Oise au niveau du Faubourg de Flandre. Elle marquait la limite communale entre Pont-Sainte-Maxence et Sarron avant leur fusion et maintenant avec Les Ageux. D'autres cours d'eau de plus faible importance parcourent le territoire communal en rive gauche. Le Fossé de la Cascade est divers bras de l'Oise qui coule en aval de la ville au lieu-dit la Grande Pièce et rejoint la rivière au niveau de Beaurepaire. Un autre cours d'eau prend sa source dans le quartier de Fond Robin et se jette dans l'Oise au niveau de l'ancienne piscine.

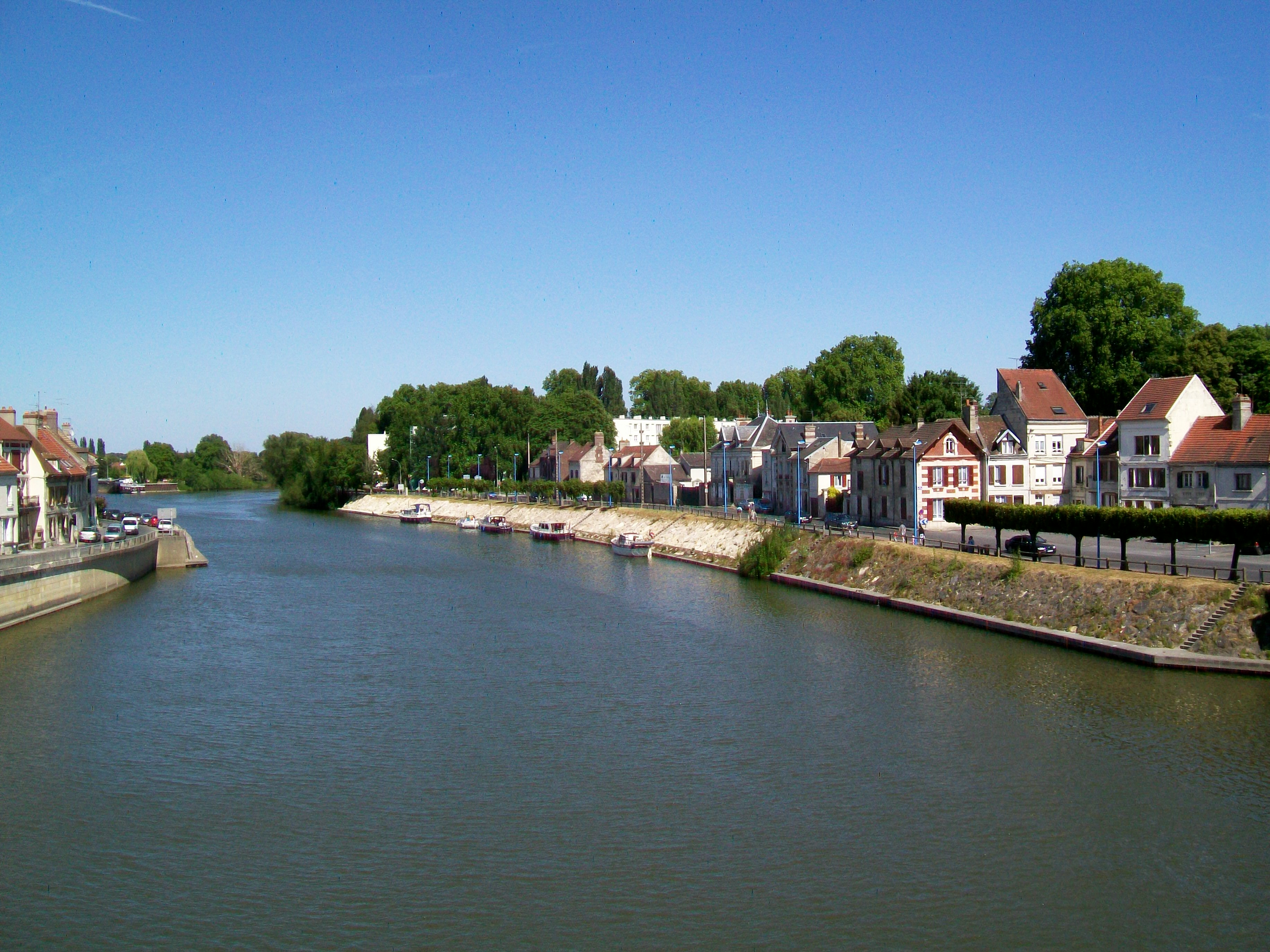
Vue de l'Oise depuis le pont.
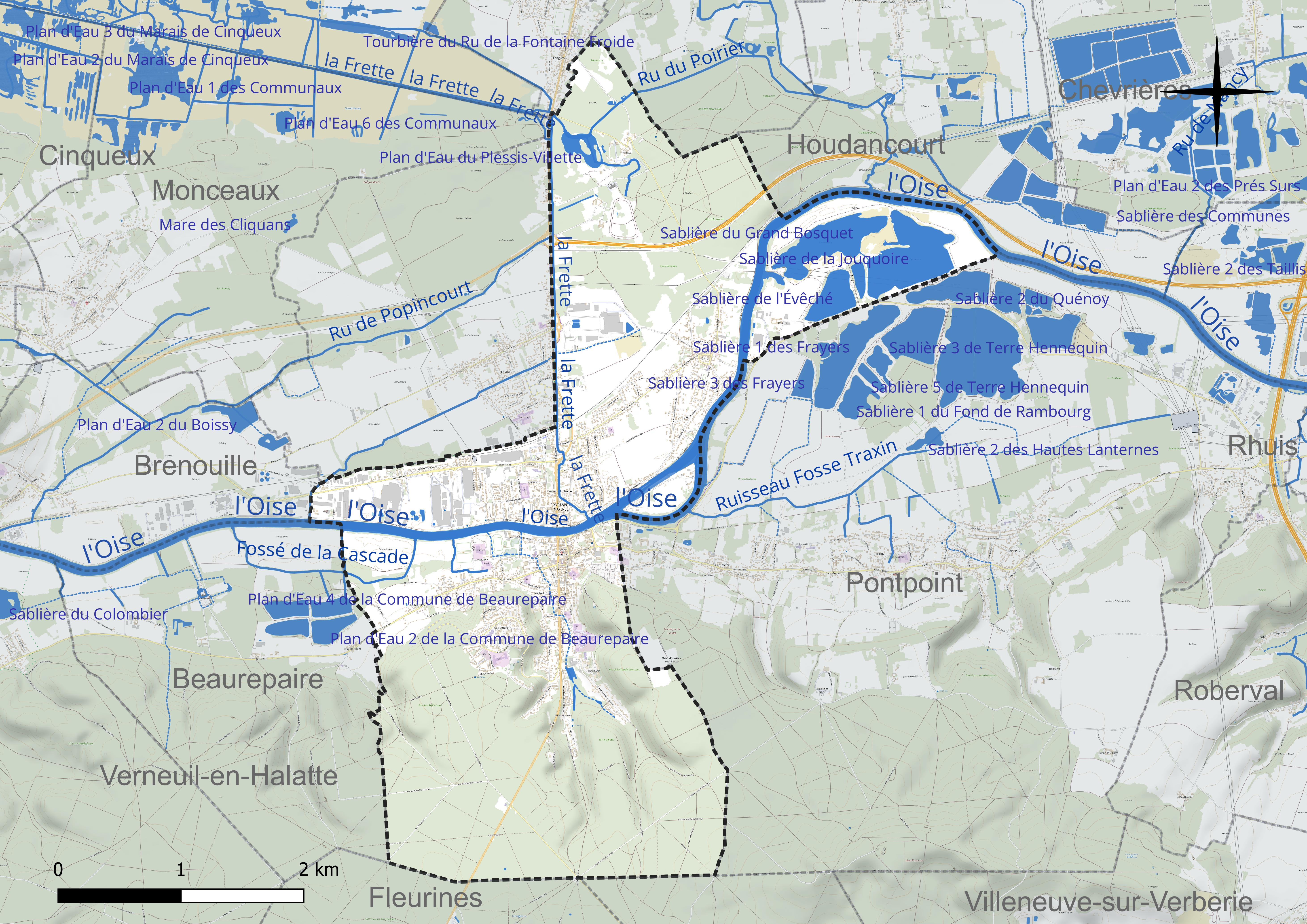
Réseau hydrographique de Pont-Sainte-Maxence.

Quatre plans d'eau complètent le réseau hydrographique : la sablière de la Jouquoire (31 ha), la sablière de l'évêché (9,8 ha), la sablière du Grand Bosquet (21,1 ha) et le plan d'eau du Plessis-Villette (4,9 ha),.

#### Gestion et qualité des eaux
Le territoire communal est couvert par le schéma d'aménagement et de gestion des eaux (SAGE) « Sensée ». Ce document de planification concerne un territoire de 789 km2 de superficie, délimité par trois bassins versants en totalité ou en partie (Aisne, Oise et Aronde). Le périmètre a été arrêté le 16 octobre 2001 et le SAGE proprement dit a été approuvé le 8 juin 2009, puis révisé le 27 novembre 2019. La structure porteuse de l'élaboration et de la mise en œuvre est le syndicat mixte Oise-Aronde.
La qualité des cours d'eau peut être consultée sur un site dédié géré par les agences de l'eau et l'Agence française pour la biodiversité.

### Climat
Pour des articles plus généraux, voir Climat des Hauts-de-France et Climat de l'Oise.
En 2010, le climat de la commune est de type climat océanique dégradé des plaines du Centre et du Nord, selon une étude du CNRS s'appuyant sur une série de données couvrant la période 1971-2000. En 2020, Météo-France publie une typologie des climats de la France métropolitaine dans laquelle la commune est dans une zone de transition entre le climat océanique et le climat océanique altéré et est dans la région climatique Nord-est du bassin Parisien, caractérisée par un ensoleillement médiocre, une pluviométrie moyenne régulièrement répartie au cours de l'année et un hiver froid (3 °C).
Pour la période 1971-2000, la température annuelle moyenne est de 10,9 °C, avec une amplitude thermique annuelle de 15 °C. Le cumul annuel moyen de précipitations est de 700 mm, avec 10,4 jours de précipitations en janvier et 8,5 jours en juillet. Pour la période 1991-2020, la température moyenne annuelle observée sur la station météorologique la plus proche, située sur la commune de Creil à 10 km à vol d'oiseau, est de 11,2 °C et le cumul annuel moyen de précipitations est de 662,2 mm,. Pour l'avenir, les paramètres climatiques de la commune estimés pour 2050 selon différents scénarios d'émission de gaz à effet de serre sont consultables sur un site dédié publié par Météo-France en novembre 2022.

### Milieux naturels
Les bois occupent une grande partie de la commune au nord et au sud. Au nord, le bois de Sarron est une chênaie humide voire chênaie acidiphile lorsque le sol est sableux. Au sud, la forêt d'Halatte est principalement constituée de chênaie-hêtraie, de chênaie-charmaie et de chênaie acidiphile. La forêt fait l'objet d'un classement en zone naturelle d'intérêt écologique, faunistique et floristique (ZNIEFF) et en zone Natura 2000.
Les prairies ne subsistent qu'à Sarron et au faubourg Cajeux. Les prairies humides se retrouvent en fond de vallée, au lieu-dit la Grande Pièce. Les prairies de Sarron sont, quant à elles, des prairies fauchées. Des friches herbacées et arbustives, résultant de l'abandon de toute exploitation, sont présentes au Champ Lahyre, au faubourg Cajeux et à Villette. La présence de mares et d'étangs est attestée dans la boucle de Pontpoint, dans le bois de Sarron et près de l'abbaye du Moncel.

## Urbanisme

### Typologie
Au 1er janvier 2024, Pont-Sainte-Maxence est catégorisée centre urbain intermédiaire, selon la nouvelle grille communale de densité à sept niveaux définie par l'Insee en 2022.
Elle appartient à l'unité urbaine de Pont-Sainte-Maxence, une agglomération intra-départementale regroupant quatre  communes, dont elle est ville-centre,,. Par ailleurs la commune fait partie de l'aire d'attraction de Paris, dont elle est une commune de la couronne,.

### Occupation des sols
L'occupation des sols de la commune, telle qu'elle ressort de la base de données européenne d'occupation biophysique des sols Corine Land Cover (CLC), est marquée par l'importance des forêts et milieux semi-naturels (47,9 % en 2018), en diminution par rapport à 1990 (48,7 %). La répartition détaillée en 2018 est la suivante :
forêts (47,9 %), zones urbanisées (22,9 %), eaux continentales (11,4 %), terres arables (6,8 %), prairies (3,5 %), zones industrielles ou commerciales et réseaux de communication (3,1 %), espaces verts artificialisés, non agricoles (2,4 %), zones agricoles hétérogènes (2 %). L'évolution de l'occupation des sols de la commune et de ses infrastructures peut être observée sur les différentes représentations cartographiques du territoire : la carte de Cassini (XVIIIe siècle), la carte d'état-major (1820-1866) et les cartes ou photos aériennes de l'IGN pour la période actuelle (1950 à aujourd'hui).

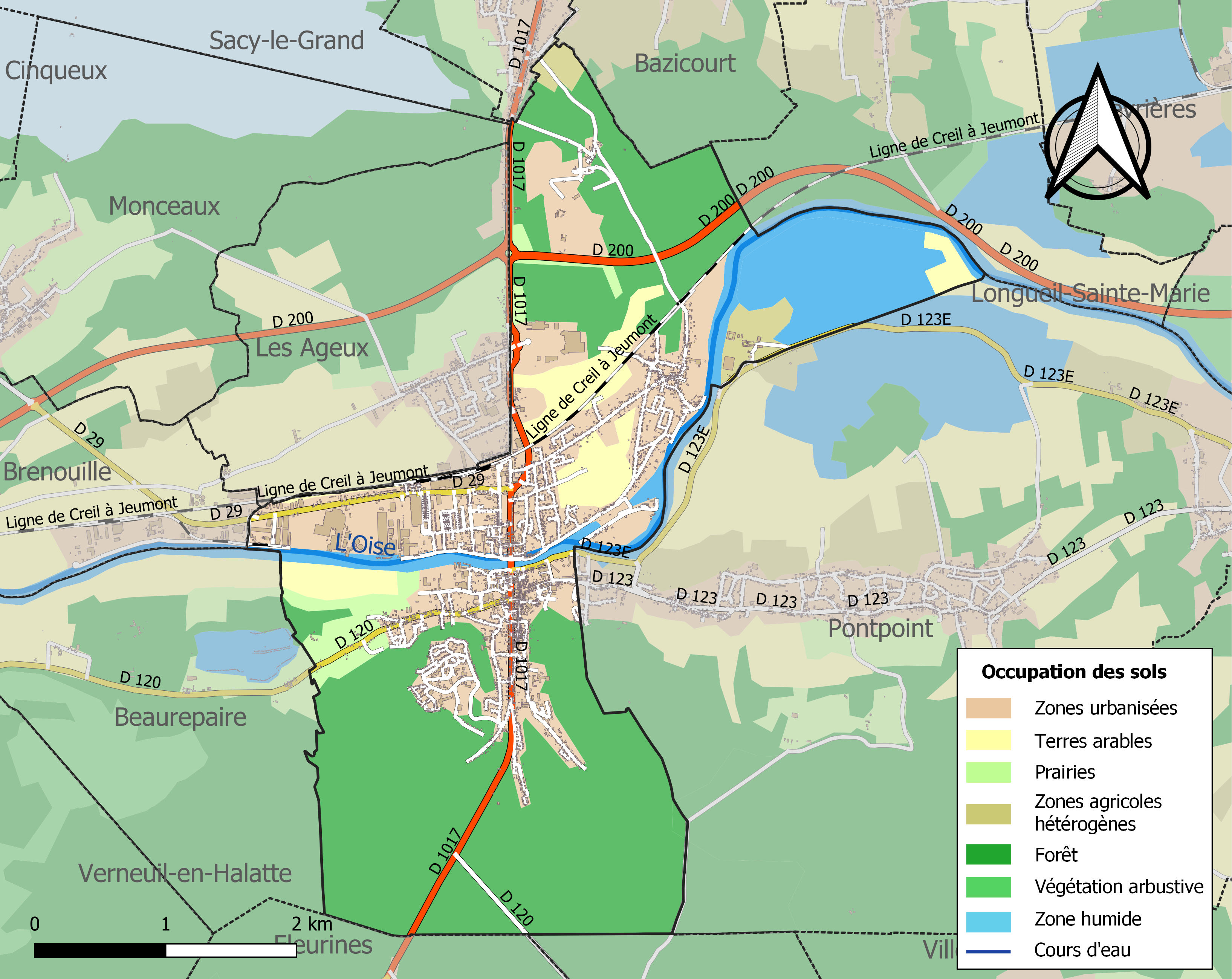
Carte des infrastructures et de l'occupation des sols de la commune en 2018 (CLC).

### Morphologie urbaine
Le territoire de Pont-Sainte-Maxence est segmenté en plusieurs parties :
- un espace boisé au nord par le bois de Sarron et au sud par la forêt d'Halatte sur les coteaux et le plateau ;
- une zone humide formée par l'Oise et les plans d'eau à l'est de la commune ;
- une zone d'activités sur la rive droite de la rivière ;
- une zone urbanisée qui s'étend de part et d'autre de la rivière avec un mélange d'habitats individuels et d'habitats collectifs.

L'urbanisation suit un axe est-ouest le long de l'Oise et un axe nord-sud le long de la route nationale.

#### Centre-ville
Le centre-ville de Pont-Sainte-Maxence s'étend des deux côtés des rives de l'Oise dans le périmètre des anciens remparts. Le quartier s'articule autour des deux voies structurantes que sont la RD 1017 (route des Flandres) et la rue Charles Lescot. Il accueille les petits commerces de proximité et des services, regroupés dans les rues Henri Bodchon et Charles Lescot. Le bâti a souffert des conflits mondiaux du XXe siècle, les habitations datent du XIXe siècle dans la rue Charles Lescot mais deviennent plus récentes en s'éloignant du centre. Le réseau de voies est dense, tout comme le bâti. L'habitat s'organise en maisons individuelles et en petit collectif de faibles hauteurs d'où émergent l'église Sainte-Maxence et l'hôtel de ville.

#### Faubourg du Moncel
Le faubourg du Moncel s'étend à l'est du centre-ville, en limite de Pontpoint. Il doit son nom à l'abbaye du même nom toute proche. Dans ce quartier se trouve le château Primet, déjà présent sur une carte du XVIIe siècle. Le parc du domaine de Saultemont, dépendant du château, a été reconverti dans les années 1970 en parc de logements collectifs constitué de barres d'immeubles. Le château a quant à lui été réhabilité dans les années 2000.

#### Les fonds (Fond Robin / Montignette / Source aux Moines)

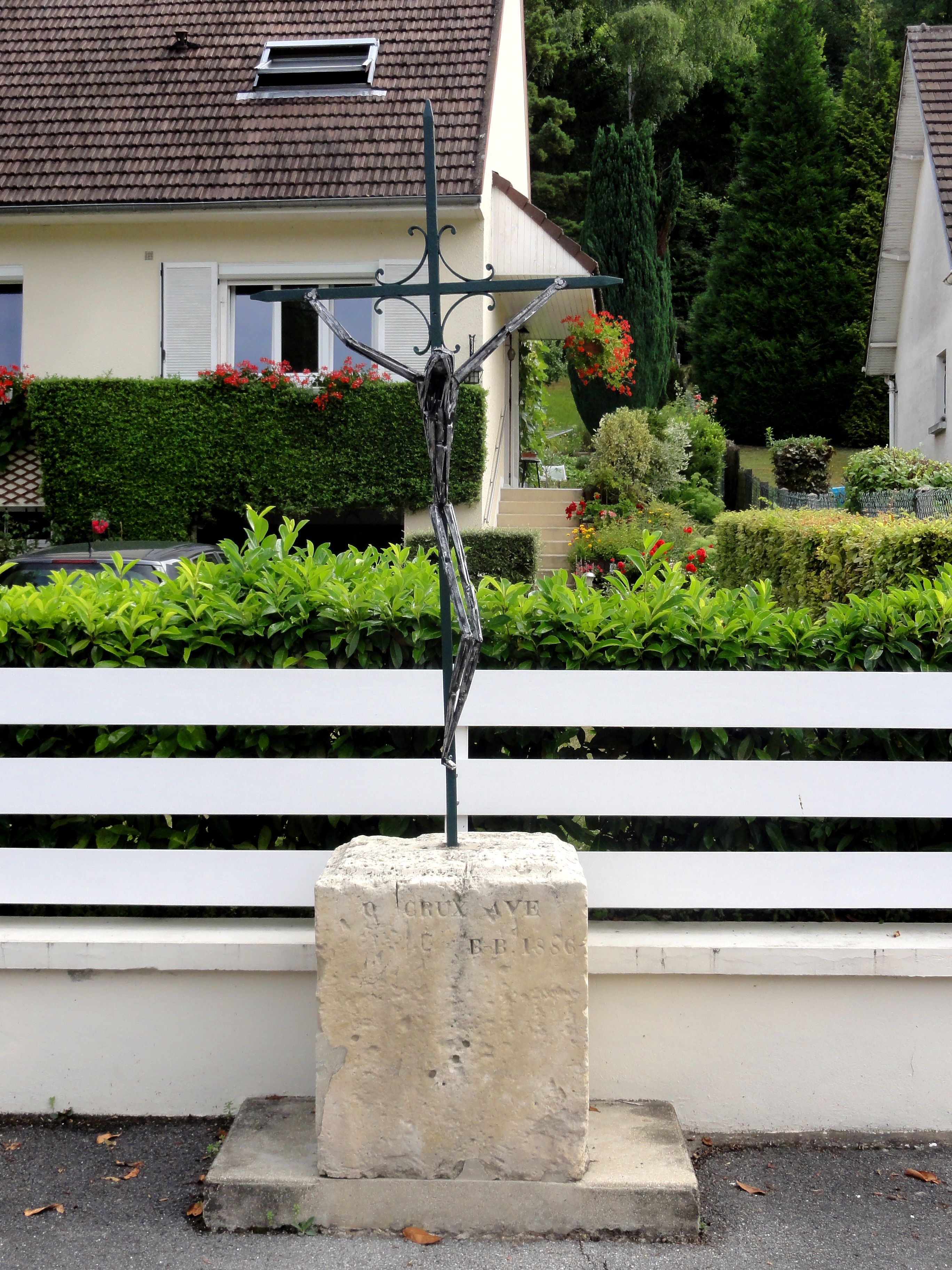
Le calvaire de la rue de la Chapelle-Saint-Jean.

Les fonds se trouvent au sud de la commune, dans des fonds de vallée au pied des coteaux menant à la forêt d'Halatte. La configuration topographique du secteur conduit à une urbanisation en « doigts de gant ». Cette configuration fait qu'il n'existe aucune liaison directe entre les fonds de vallée. Les cartes et témoignages anciens attestent d'une occupation humaine comme l'indiquent la chapelle Saint-Jean et le moulin de l'étang de la Source aux Moines qui démontre l'humidité régnante dans ces fonds. L'habitat qui s'y développe est essentiellement individuel avec des pavillons. On note la présence d'un grand ensemble à Fond Robin et d'une cité d'urgence à la Source aux Moines. Le quartier de Fond Robin accueille l'hôpital Georges-Decroze ainsi qu'une entreprise.

#### Faubourg Cajeux
Le faubourg Cajeux s'étend le long de la rue Louis Boilet, à l'entrée ouest de la ville en venant de Beaurepaire. Il est délimité au sud par le coteau de la forêt d'Halatte. Le quartier est ancien : un pâté de maisons se regroupait déjà autour de la porte de Creil. Ces habitations se sont étendues plus à l'ouest ; en 1830, un groupe d'habitations est présent au lieu-dit Mainbertin (nom de l'époque). Le faubourg Cajeux conserve un bâti discontinu jusqu'à la fin du XXe siècle, la construction de nouvelles habitations venant combler les vides.
Mimbertin est aujourd'hui le nom d'une cité. C'est anciennement un hameau situé à l'extérieur des remparts. Le lieu-dit était principalement marécageux mais on y cultivait le chanvre et la vigne. Mimbertin a ensuite donné son nom à la rue qui menait vers Creil à l'ouest.

#### Les Terriers
Le quartier des Terriers est le plus récent de la commune. Il s'agit d'une zone d'aménagement concertée (ZAC) créée dans les années 1970. Initialement appelé Les Jonquilles, le quartier est construit sur le plateau et domine le centre-ville. Si aujourd'hui, les Terriers rassemblent le tiers de la population, il reste mal relié au reste de la commune puisqu'une seule voie routière permet d'y accéder. Cette situation renforce le sentiment d'isolement. L'habitat s'organise autour d'un grand ensemble de logements collectifs ceinturé par un ensemble de maisons pavillonnaires. La voie d'accès pénètre dans le quartier par le sud-est et fait le tour du grand ensemble. Des voies secondaires s'en détachent pour desservir les lotissements pavillonnaires.
Le quartier accueille en outre la piscine municipale Jacques Moignet et le collège public Raymond et Lucie Aubrac,. Une partie des Terriers est classée quartier prioritaire depuis 2015, avec 1 300 habitants pour un taux de pauvreté de 39 %, contre 19 % pour l'ensemble de la ville, en 2020.

#### Quartier de la Gare
Si le chemin de fer arrive à Pont en 1847, le secteur ne commence à s'urbaniser qu'un demi-siècle plus tard, impulsé par les usines à l'ouest et l'urbanisation le long de la route des Flandres. Situé à la limite des Ageux, le quartier présente un paysage hétérogène : des maisons individuelles accolées les unes aux autres aux pavillons s'étendant le long de la Frette en passant par le grand ensemble Pompidou construit à partir de 1967. Outre la gare, le quartier dispose d'une résidence pour personnes âgées ainsi qu'un centre commercial.

#### Quartier des Usines
Le quartier des Usines est situé en rive droite et se prolonge en zone industrielle sur la commune de Brenouille. Il est délimité au nord par la voie ferrée et au sud par les berges de l'Oise. C'est un quartier récent qui se développe à la fin du XIXe siècle, après l'arrivée des premières usines et du chemin de fer. Les premiers bâtiments se concentraient à l'est, près de la gare et du centre-ville puis le quartier des usines se développe vers l'ouest, le long de la route départementale menant à Brenouille. Ce quartier conserve un lourd héritage industriel. L'implantation des usines s'accompagne de la construction de logements formant des cités ouvrières. Le déclin de l'industrie a amené le quartier à se diversifier et à se redynamiser ; l'arrivée d'une crèche doit accompagner ce mouvement,.

#### Sarron

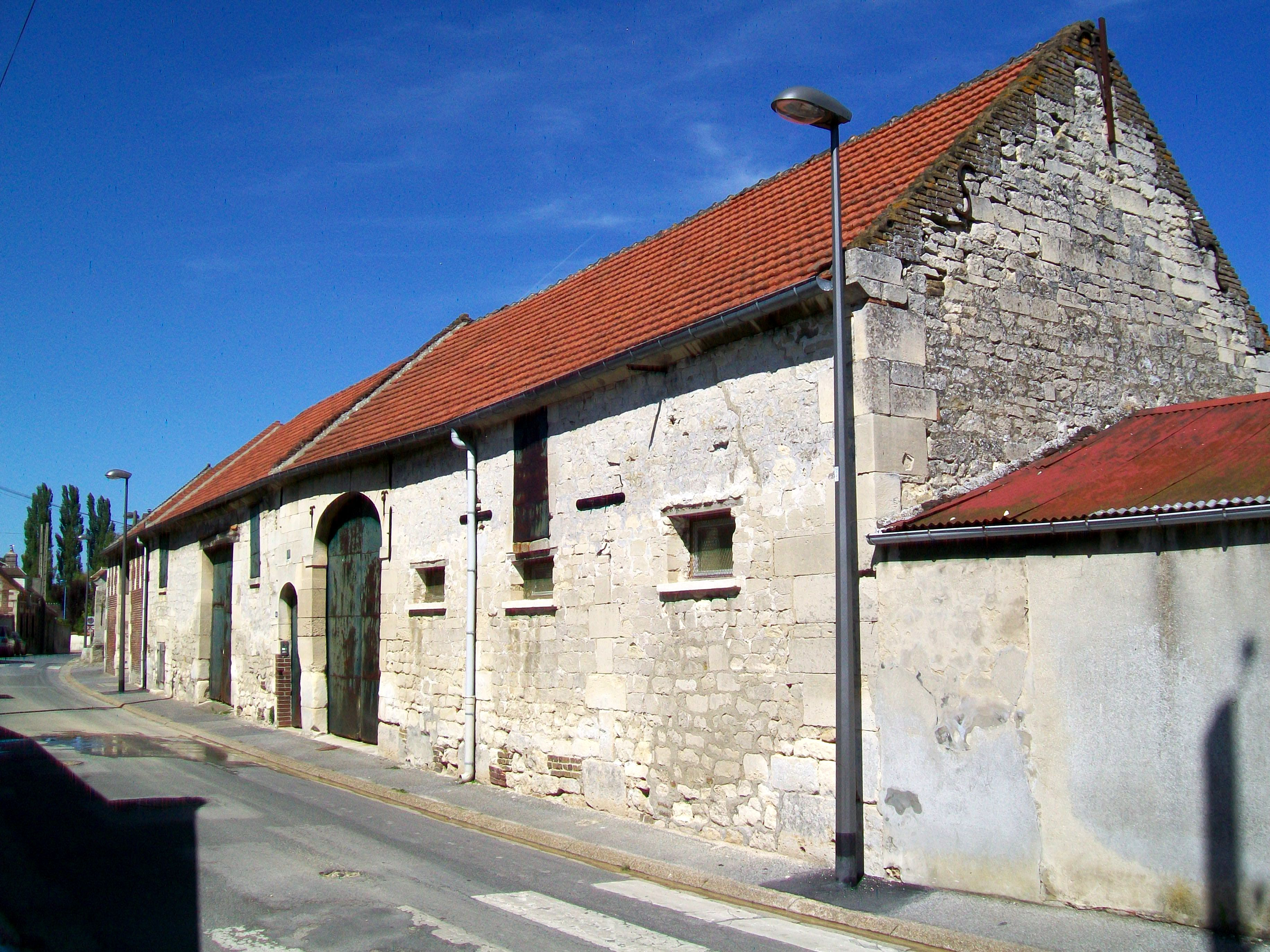
Un ancien corps de ferme dans le quartier de Sarron en 2011.

Sarron est une ancienne commune rattachée à Pont-Sainte-Maxence en 1951. Elle dépendait administrativement du canton de Liancourt et de l'arrondissement de Clermont. C'est un village rural ancien qui s'organise selon le schéma classique du village-rue autour de la place des Prés-Hauts, de l'église, de la rue Pelée, de la rue Pernot, de la rue de la Plaine et du sentier du Clos qui en constituent le cœur historique. Après le rattachement, le centre du bourg s'est considérablement développé avec la construction de pavillons récents le long des rues. Le quartier conserve son identité « villageoise » mais l'absence de commerces ne lui donne qu'une vocation résidentielle.
Sarron s'est étendu en direction de Pont-Sainte-Maxence durant la seconde moitié du XXe siècle à travers les espaces agricoles qui forment la Plaine de Sarron. L'urbanisation s'est faite en continuité le long de la rue Robert Heschel vers la gare et du quai de la Libération vers la ville qui prennent place sur d'anciens chemins vicinaux. Il ne reste qu'un îlot d'espaces agricoles au milieu de ces maisons. Toute la zone est exclusivement résidentielle, l'école maternelle en est le seul équipement.
La dérivation de l'Oise pour la mise en place de l'écluse a amené la création d'un île artificielle qui n'est accessible que par un unique pont routier. Elle est traversée du nord-est au sud-ouest par une seule rue qui longe le canal de dérivation. Quelques pavillons s'y trouvent, orientés vers la plaine agricole de Sarron.

#### Le Plessis-Villette

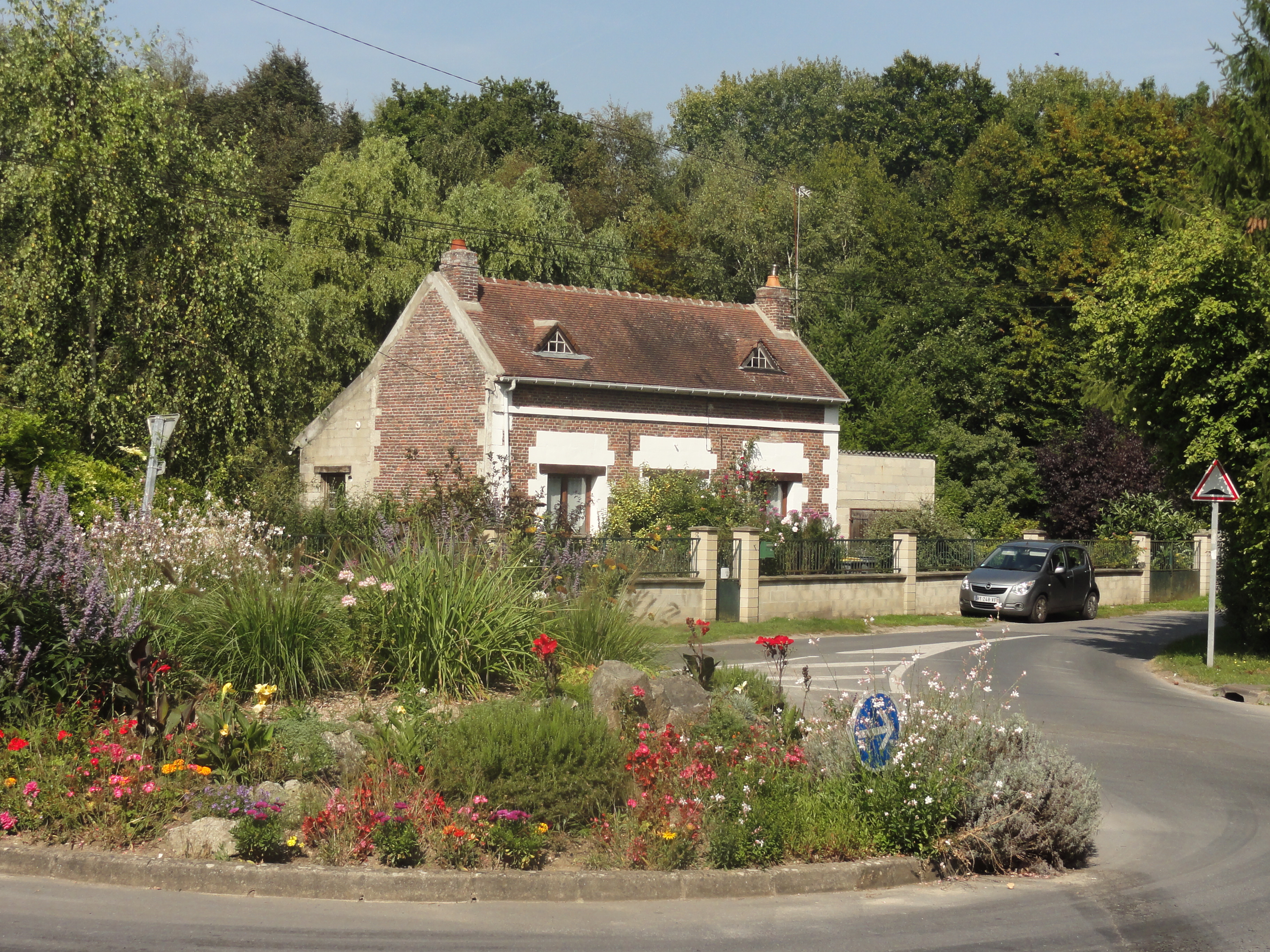
Le hameau de Villette en 2014.

Le Plessis-Villette ou hameau de Villette est une ancienne commune rattachée à Sarron en 1826. Le hameau s'est constitué autour d'un château et de son parc et est délimité à l'est par le bois de Sarron. Il est relié par deux routes à Saint-Martin-Longueau et par une voie communale à Sarron.

#### L'Évêché
Le lieu-dit la Ferme de l'Évêché est un écart de Sarron en rive gauche dans la boucle de Pontpoint. Cet écart est constitué d'un ancien corps de ferme auquel se sont ajoutés des hangars, des dépôts et des ateliers. Quelques cabanes se sont installées sur les berges.

### Habitat
Selon le recensement de la population mené par l'Insee, l'évolution du parc de logement de Pont-Sainte-Maxence entre 2011 et 2016 était :
| Logements                                        | Nombre en 2016 | % en 2016 | nombre en 2011 | % en 2011 |
| ------------------------------------------------ | -------------- | --------- | -------------- | --------- |
| Total                                            | 5 627          | 100 %     | 5 444          | 100 %     |
| Résidences principales                           | 5 282          | 93,9 %    | 5 096          | 93,6 %    |
| → Dont HLM                                       | 1 914          | 36,2 %    | 1 771          | 34,8 %    |
| Résidences secondaires et logements occasionnels | 76             | 1,4 %     | 36             | 0,7 %     |
| Logements vacants                                | 268            | 4,8 %     | 311            | 5,7 %     |
| Dont :                                           |                |           |                |           |
| → maisons                                        | 2 648          | 47,1 %    | 2 642          | 48,5* %   |
| → appartements                                   | 2 968          | 52,7 %    | 2 798          | 51,4 %    |

En 2013, le nombre total de logements dans la commune était de 5 639, alors qu'il était de 5 218 en 2008. Ces logements étaient pour 47,9 % d'entre eux des maisons individuelles et pour 51,9 % des appartements. La proportion des résidences principales, propriétés de leurs occupants était de 42,8 %, en baisse par rapport à 2008 (44,8 %). La part de logements HLM loués vides était de 36,7 % contre 34,6 %, leur nombre étant en augmentation (233 logements).
La part des logements, résidences principales de leurs occupants, est légèrement plus élevée à Pont-Sainte-Maxence qu'au niveau départemental (93,4 contre 90,9). La part des logements vacants est légèrement inférieure au niveau de la commune qu'au niveau du département (6,1 contre 6,6). En revanche, la part des ménages propriétaires de leur logement est nettement plus faible à Pont-Sainte-Maxence que dans l'Oise (42,8 contre 61,8),,.
Le besoin de construction de logements sociaux est important en 2019, année ou 450 foyers ont demandé à être logés ou relogés dans le parc de logements sociaux.

### Projets d'aménagement et aménagements récents
En signant la charte du parc naturel régional Oise-Pays de France, Pont-Sainte-Maxence s'engage à réaliser une étude urbaine de son territoire avant de réviser son PLU. En 2014, cette étude urbaine est intégrée au PLU.

#### Aménagements récents
En 2003, la ville approuve le Schéma Départemental d'Accueil des Gens du Voyage (SDAGV) et propose une aire d'accueil d'une capacité de 30 places au lieu-dit du Champ Lahyre.

#### Projets d'aménagement
Dans le cadre de l'amélioration des conditions de circulation à Pont-Sainte-Maxence, un projet de déviation de la ville est en étude.
Début 2015, des projets d'aménagement émergent à Sarron comme la création de jardins familiaux ou une aire de résidentialisation pour les gens du voyage. L'un de ces projets concerne la reconversion de la plaine agricole centrale. Ce projet est à l'état de concertation au début de l'année.
Un projet de construction d'un nouveau gymnase est prévu pour la fin de l'année 2015. Ce gymnase doit comprendre une salle d'évolution, une salle d'activités, un dojo et une salle d'escrime.
En 2015 est lancée la première tranche de la construction d'un ensemble de logements sociaux, dont une partie en accession sociale à la propriété à l'angle de la rue Saint-Amand et du quai de la Pêcherie par l'OPAC de l'Oise sur les plans de l'architecte Guy Saint-Macary. La seconde tranche débute fin 2019 et permet la construction de 68 logements, dont 36 destinés à la location, parmi lesquels 10 appartements seront réservés aux seniors, le surplus étant destiné à être vendu en accession sociale à la propriété.
En 2017, la municipalité décide de poursuivre ses efforts pour susciter la création de nouveaux logements de statuts diversifiés : une quinzaine de logements de standing dans l'ancienne maison des associations, 20 logements à Sarron en promotion, ou réhabiliter le parc existant (réhabilitation du quartier de la Source aux Moines, d'un coût total de 2 millions d'euros, puis à terme la rénovation du quartier des Terriers).
En 2020 s'engage la requalification des abords de l'ex-RN 17, depuis la gare de Pont-Sainte-Maxence vers Les Ageux, avec la transformation d'une friche commerciale par un promoteur qui y réalise 44 logements. La construction d'un lycée est programmée pour 2022 de l'autre côté de la route

### Voies de communication et transports

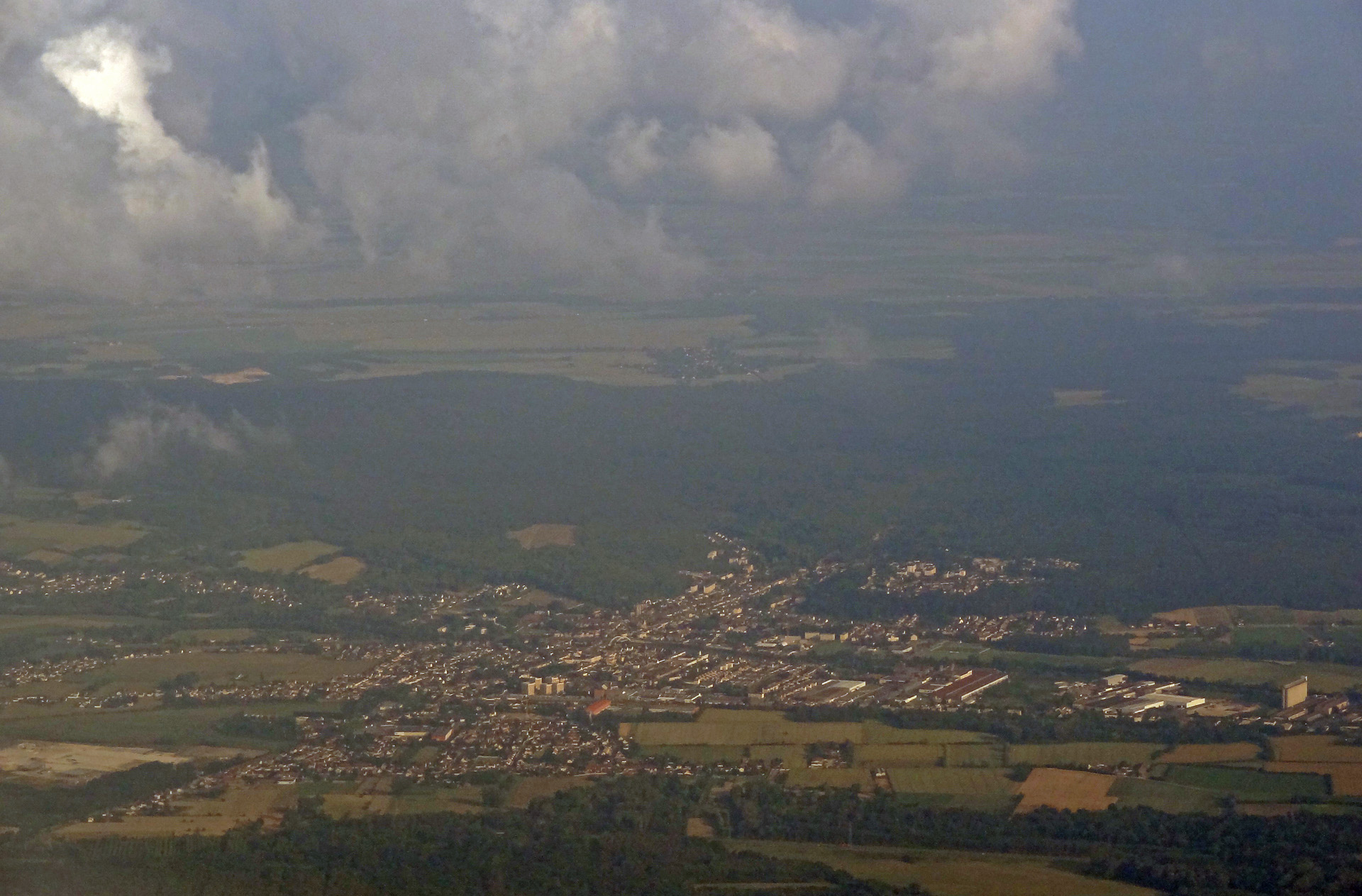
Vue aérienne de Pont-Sainte-Maxence en direction du sud.

#### Réseau routier
Pont-Sainte-Maxence est située sur un important axe nord-sud, l'ex-RN 17 (actuelle RD 1017). Elle relie Le Bourget dans l'agglomération parisienne à l'ancienne région du Nord-Pas-de-Calais, et sur un plan local, Pont à Senlis (12 km), ainsi qu'à l'aéroport Roissy-Charles-de-Gaulle (40 km). Le pont de l'Oise situé sur cette route constitue un point de passage obligatoire entre Creil et Verberie pour les déplacements locaux entre les deux rives.
Dans le sens est-ouest, Pont-Sainte-Maxence est concernée par plusieurs routes départementales. Sur la rive gauche de l'Oise, la RD 123 relie la ville à Pontpoint, Verberie et Compiègne, et la RD 120 mène à Verneuil-en-Halatte et Creil (ainsi qu'à Villers-Saint-Frambourg par la forêt d'Halatte). Sur la rive droite de l'Oise, la RD 29 permet de rejoindre la voie express de la RD 200 en direction de Creil. Cette route coupe également la RD 1017 au nord de Pont, et traverse le territoire communal entre Sarron et le hameau de Villette.
La RD 200, qui relie Creil à Compiègne donne accès à l'échangeur no 9 « Pont-Sainte-Maxence » de l'autoroute A1, distant de 11 km. Son élargissement à deux fois deux voies entre Pont-Sainte-Maxence et Creil commence en 2020, pour une fin de chantier escomptée en 2030.

#### Transport en commun

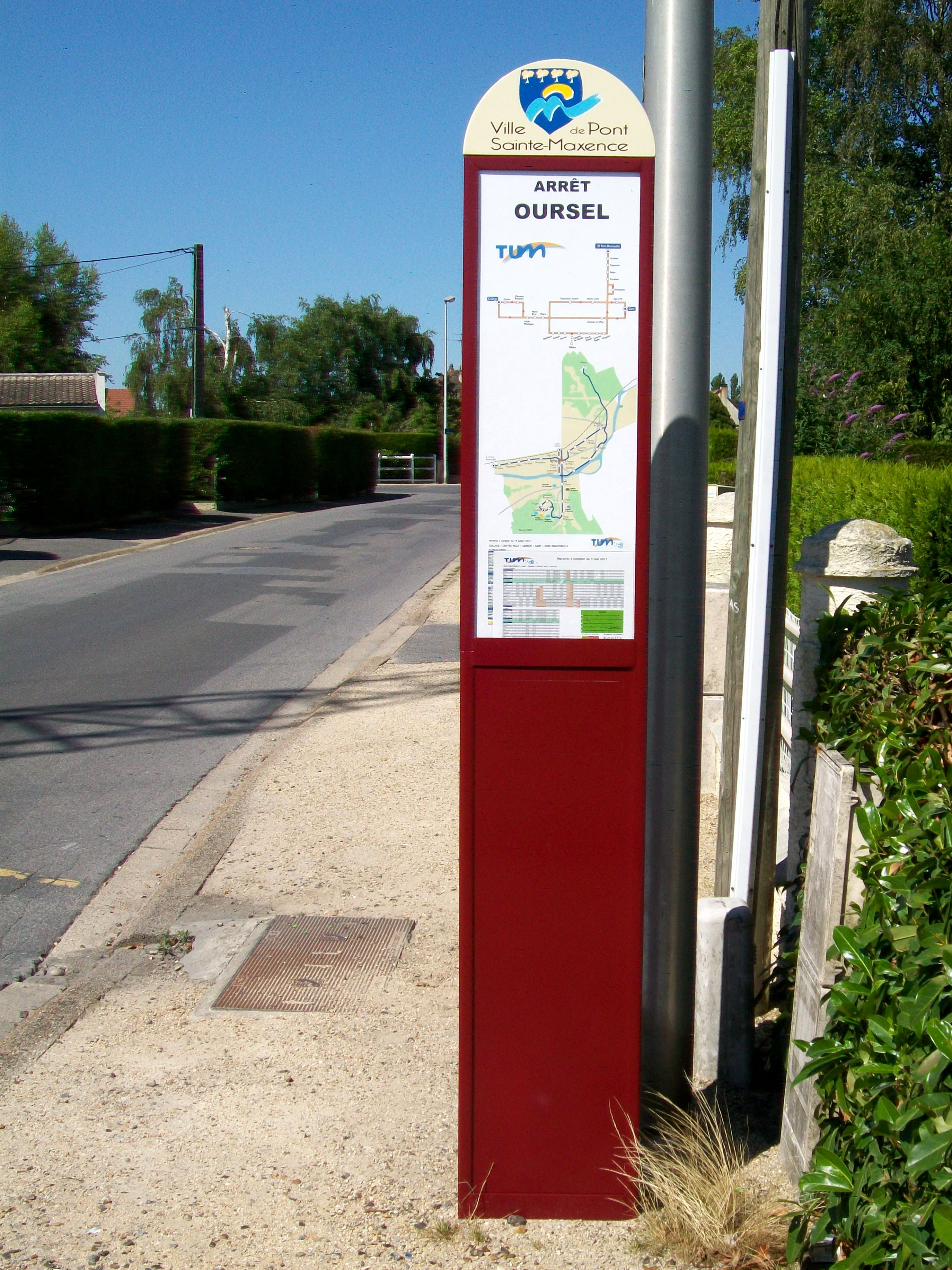
Poteau d'arrêt du bus urbain TUM, à Sarron.

La gare de Pont-Sainte-Maxence est le principal arrêt entre Creil, à 12 km, et Compiègne, à 22 km. L'ensemble des TER Hauts-de-France circulant sur cette relation, quelle que soit la trame de desserte, s'arrête dans cette gare. En 2023, le nombre de trains proposés en direction de Compiègne est de vingt-sept du lundi au vendredi et de dix le week-end. En direction de Creil, le nombre de trains proposés est de vingt-cinq du lundi au vendredi, et de douze le week-end. La plupart de trains sont en provenance ou à destination de la gare de Paris-Nord ; des changements en gare de Creil n'étant nécessaires que pour un train sur six environ. La distance ferroviaire entre Pont-Sainte-Maxence et Paris-Nord est de soixante-deux kilomètres.
La commune est desservie, en 2023, par les lignes 629, 638, 640, 641, 6215, 6216, 6217, 6218, 6247, 6301 et 6323 du réseau interurbain de l'Oise. La desserte est orientée essentiellement vers les besoins des élèves des communes voisines scolarisés à Pont-Sainte-Maxence, et des lycéens de Pont-Sainte-Maxence scolarisés à Senlis. L'offre de transports en commun reste faible en dehors des périodes scolaires.
La communauté de communes des Pays d'Oise et d'Halatte dispose d'un réseau de transports en commun, la ville de Pont-Sainte-Maxence ayant transférée la compétence en 2022, entièrement gratuit baptisé TOHM.

#### Transport fluvial

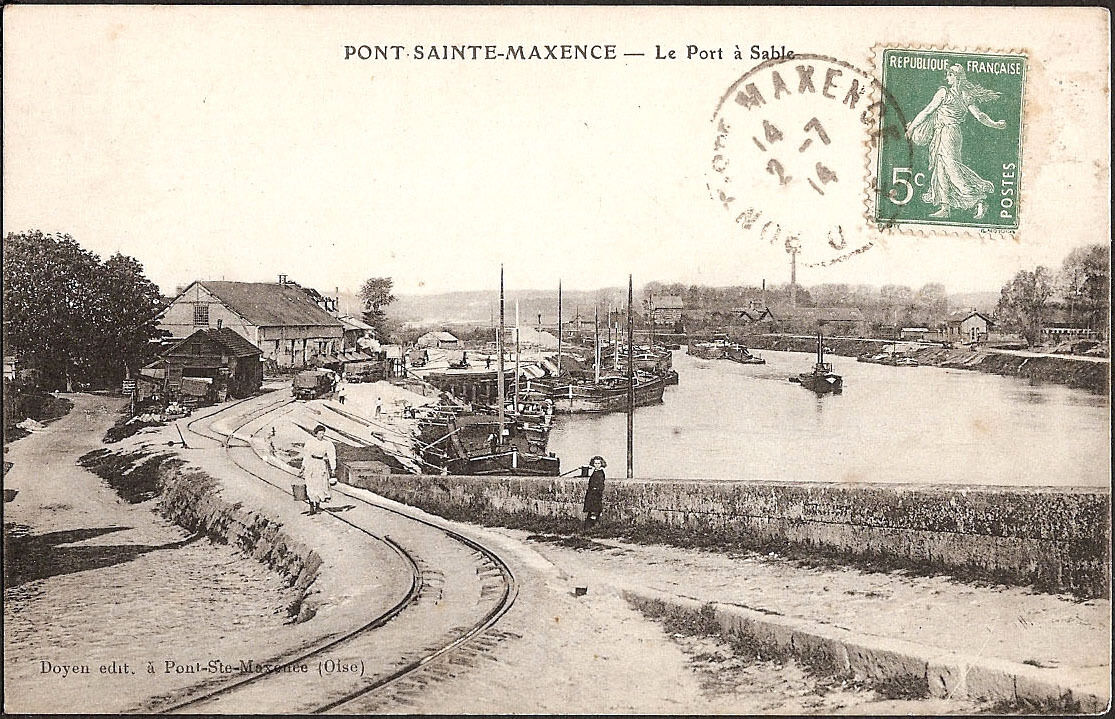
Le port à sable, avec l'arrivée du chemin de fer de Fleurines et Villers-Saint-Frambourg à Pont-Sainte-Maxence (1914).

L'Oise est une voie navigable importante. Elle fait la jonction entre le Bassin parisien et le Nord de la France.
À Sarron, un premier barrage sur l'Oise est créé à la suite de la loi du 5 août 1821. Le barrage est adapté aux chalands de 7,5 m et d'une capacité de 200 t. En 1891, un canal de dérivation est creusé pour faciliter la navigation avec une deuxième écluse. Des travaux de réaménagement sont effectués en 1976. En 2008, environ 800 bateaux de plaisance et 6 500 bateaux de marchandises sont passés par l'écluse. Un nouveau barrage est construit en 2009. Le barrage de Sarron est l'un des sept construits sur l'Oise.
L'activité fluviale a également été importante à Pont. La ville possédait un port en amont du pont. Il servait au transport de marchandises, notamment le blé et le vin. Il y avait également un port à sable en aval du pont et un port à bois situé quai du Mesnil-Châtelain. L'activité portuaire décline avec l'arrivée de nouveaux moyens de transport. Aujourd'hui, la commune compte un port de commerce près de la zone industrielle. C'est un port principalement céréalier, considéré comme le premier de la vallée de l'Oise. En 2008, 270 000 t de produits, majoritairement des céréales y ont été chargées tandis que 25 000 t de produits y ont été déchargées.

### Risques majeurs
Pont-Sainte-Maxence fait partie de la zone inondable de l'Oise dont l'atlas a été diffusé le 23 mars 2004. La commune a fait l'objet de sept arrêtés portant reconnaissance de l'état de catastrophe naturelle depuis 1993. À ce titre, elle adhère au plan de prévention du risque inondation (PPRI) de Compiègne-Pont. La commune est concernée par la zone rouge (gel de l'urbanisation) et la zone bleue (construction sous conditions). Sur le territoire, les parties en zone rouge sont les abords de l'Oise, l'île de Sarron, le lieu-dit la Grande Pièce et l'Évêché. En zone bleue sont concernés le Faubourg de Flandre, une partie de la zone industrielle et les abords du stade municipal.
La localité est exposée à l'aléa retrait-gonflement des argiles entraînant des fissures dans les bâtiments. L'importance de cet aléa est liée à la nature géologique des sols. Sur le territoire communal, les zones situées en aléa fort correspondent aux terrains datant de l'Yprésien. Le reste de la commune est situé en aléa moyen sauf la forêt d'Halatte et le quartier des Terriers.
Pont-Sainte-Maxence est située en zone de sismicité très faible de niveau 1 sur une échelle de 1 à 5 tout comme le reste de l'Oise.
L'entreprise Hüttenes Albertus, située dans la zone industrielle de Pont-Brenouille, a été classée Seveso niveau haut en mai 2000. Sa présence a nécessité la mise en place d'un plan de prévention des risques technologiques (PPRT) pour les communes de Beaurepaire, Brenouille, Pont-Sainte-Maxence et Les Ageux. Les activités de cette entreprise sont susceptibles d'engendrer des risques d'incendie et de diffusions de vapeurs toxiques et nocives.

## Toponymie
La commune aurait porté les noms de Litanobriga, Levandriac, Levandrie, Pont, Pont-Maxence, Pont-Montagne, Pont-la-Montagne, Pont-sur-Oise. Le nom actuel est adopté en 1794. Les formes anciennes de la ville sont ad sanctam Maxentiam en 673 puis Portos ad sancta Mascentia en 779.
D'après Maurice Lebègue et Jacques Chaurand, le nom de la commune provient du nom latin pons/pontem signifiant « pont » et du déterminatif sancta Maxentia désignant Sainte Maxence, l'église lui est dédiée.
Selon la légende, Maxence a vécu au Ve siècle. Elle était la fille de Malcolm, roi des Scots en Irlande et a été convertie à la chrétienté par saint Patrice. Son père la promet à un prince païen nommé Avicin mais Maxence préfère s'enfuir. Elle traverse la Manche sur un navire, débarque en Gaule puis parvient au bord de l'Oise. Là, elle jette trois pierres dans la rivière pour la franchir car l'accès au pont lui aurait été interdit. Ces pierres seraient toujours présentes dans le fond du lit. Cependant, Avicin la retrouve et, voyant Maxence persister à refuser ses avances, il lui tranche la tête avec son épée. C'est alors que Maxence se lève, ramasse sa tête avant de la nettoyer et marche jusqu'au lieu où elle veut être enterrée, près d'une fontaine située dans l'actuelle rue Sainte Maxence
Le toponyme Sarron, selon Ernest Nègre, provient du nom de personne germanique Sarrato(n). L'ancienne commune est connue sous les noms de Sarodo en 766, villa Sarodo en 1037, Serronem en 1151, Charron en 1221. La forme actuelle apparaît dès 1217.
Le toponyme Le Plessis-Villette provient du marquis Charles de Villette qui y construit un château en 1763. Auparavant, il s'agissait d'un hameau dépendant de Saint-Martin-Longueau connu sous les noms de Plessier lez longueaue en 1539, Plessier les Longueseaux en 1637 et enfin Le Plessis Longueau. D'après Émile Lambert, Plessis vient de plesse ou plaisse, une « haie, clôture faite de branches tressées, entrelacées ». Le plessis désigne alors un « terrain clos, entouré de palissades, village protégé par une clôture de haies ».
Mimbertin, ancien hameau en dehors de la ville, est connu sous les noms de Mainbertin en 1212, Maubertin en 1336 et Main Berthain en 1711. Le nom actuel existe déjà en 1377.

## Histoire

### Origines
L'Homme occupe déjà cette partie de la vallée de l'Oise durant la Préhistoire.
En effet, des fouilles archéologiques ont mis au jour l'existence d'un site néolithique final dans un méandre de l'Oise, au niveau des lieux-dits les Poiriers, la Jonquoire, le Pont de Pierre, la Ferme de l'Évêché et l'Île au Prêtre. On y trouve des zones d'habitation, des nécropoles et des zones agricoles.

### Antiquité
L'histoire de la ville est peu connue durant cette période. Une voie romaine allant de Senlis à Bavay traverse la ville par la Chapelle Saint-Jean puis l'actuelle rue Charles-Lescot. Au début du Moyen Âge, la ville s'appelle Levandriac, du nom de la déesse gauloise Leva. Ceci laisse penser que Pont existe déjà durant l'Antiquité.
Durant la période gallo-romaine, il y a un oppidum le long de cette voie romaine, qui vivait du trafic routier et de celui permis par le port sur l'Oise, ainsi qu'un poste de guet au mont Calipet. Cette terre, dépendante de la tribu des Bellovaques, occupe une position stratégique, à la limite du territoire des Meldes et des Suessons. Il y aurait eu un pont à cent mètres en amont du pont actuel.
En mars 2014, à l'occasion de fouilles préventives préalables à la construction d'un supermarché ont été décourtes au Champ Lahyre les vestiges d'un sanctuaire datant du IIe siècle, compris dans une enceinte de 70 m sur 105 m comprenant les fondations de deux pavillons à l'arrière, et, surtout, une  cella, puissante plateforme maçonnée, accessible par un escalier en façade et qui constituait le cœur du sanctuaire gallo-romain où était érigée la statue d'une divinité, Vénus accroupie est associée à une tête de vieille femme. « L'entrée du sanctuaire se faisait par une façade monumentale de près de 10 m de haut sur 70 m de long, dimensions exceptionnelles en Gaule romaine. Cette façade est percée d'une série de 13 à 17 arcades, surmontées d'un entablement et, fait exceptionnel, d'une frise d'attique qui évoque davantage le vocabulaire architectural des arcs triomphaux », dont la modélisation virtuelle 3D a été réalisée en 2017 avec l'aide de mécénat d'entreprises,. L'ornementation, parfois rehaussée de couleurs, révèle une profusion de décors sculptés d'une qualité remarquable : animaux, scènes mythologiques, statues de divinités,.

### Moyen Âge

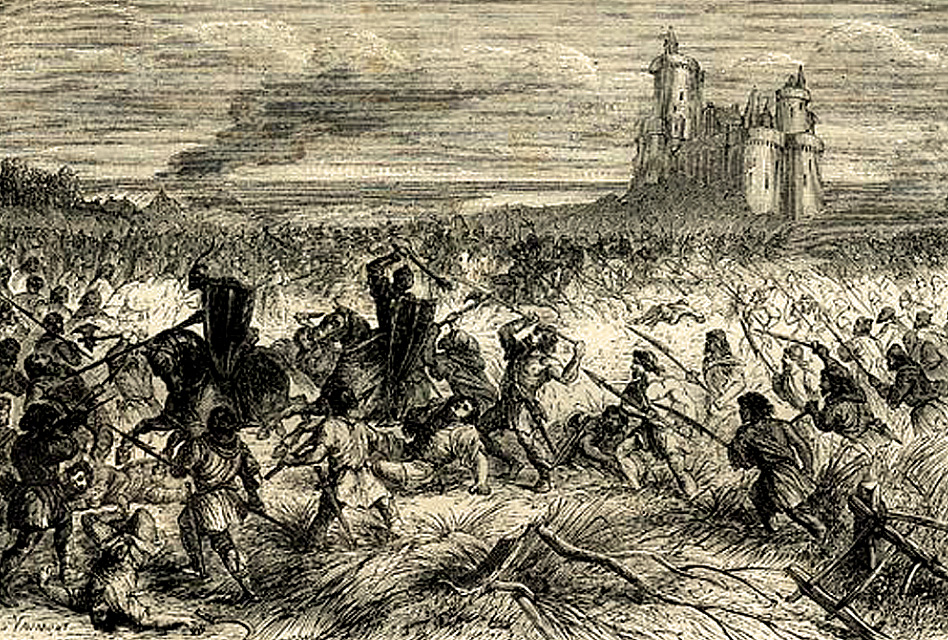
Paysans affrontant les nobles pendant la Grande Jacquerie en 1358, dessin d'Édouard Vaumort et gravure de Jean Baptiste Amédée Guillaume, illustration de lHistoire de France populaire d'Henri Martin, 1886.

Au VIe siècle, la région subit un combat entre les Austrasiens et les Neustriens. L'Oise matérialise la limite du domaine royal des Mérovingiens et Pont-Sainte-Maxence est rattachée au bailliage de Senlis, tout en étant maintenue dans le diocèse de Beauvais. Dès lors, le lieu devient prisé par les rois notamment pour sa forêt riche en gibier.
En 683, Ébroïn traverse l'Oise à Pont-Sainte-Maxence qui est alors une ville fortifiée, vraisemblablement issue d'un castrum romain. Au passage, il massacre les guerriers qui défendaient le passage de la rivière. Le roi Charles le Chauve donne les terres de Pont-Sainte-Maxence à l'abbaye de Saint-Denis en 860. La ville est alors dans le comté de Beauvais et appartient directement au roi. Elle possède déjà un pont et un péage. Ce pont est un point de passage vers les Flandres, une région économiquement riche. Le péage rapporte beaucoup d'argent au roi. Pour protéger ce point de passage, un château est construit en 1016 sur l'île de la Plaine puis la ville est entièrement fortifiée en 1190.
Les rois de France qui se succèdent continuent de doter la localité en infrastructures. Saint Louis fait construire un Hôtel-Dieu au XIIIe siècle tandis que Philippe le Bel fonde l'abbaye du Moncel en 1309 et un hôpital en 1325. Pont-Saint-Maxence souffre des conflits qui ont lieu durant cette période. En 1358, la Jacquerie fait des ravages dans la ville. Les paysans se révoltent et détruisent les propriétés des nobles. Dans le contexte de la guerre de Cent Ans, elle est prise l'année suivante par les Anglais. Elle est également occupée par les Bourguignons. La ville occupe une situation stratégique, aux portes de l'Île-de-France et de la Champagne. Elle bénéficie également de sa position pour devenir une place commerciale avec des marchés de céréales, de bois ou de cuir.

### Époque moderne

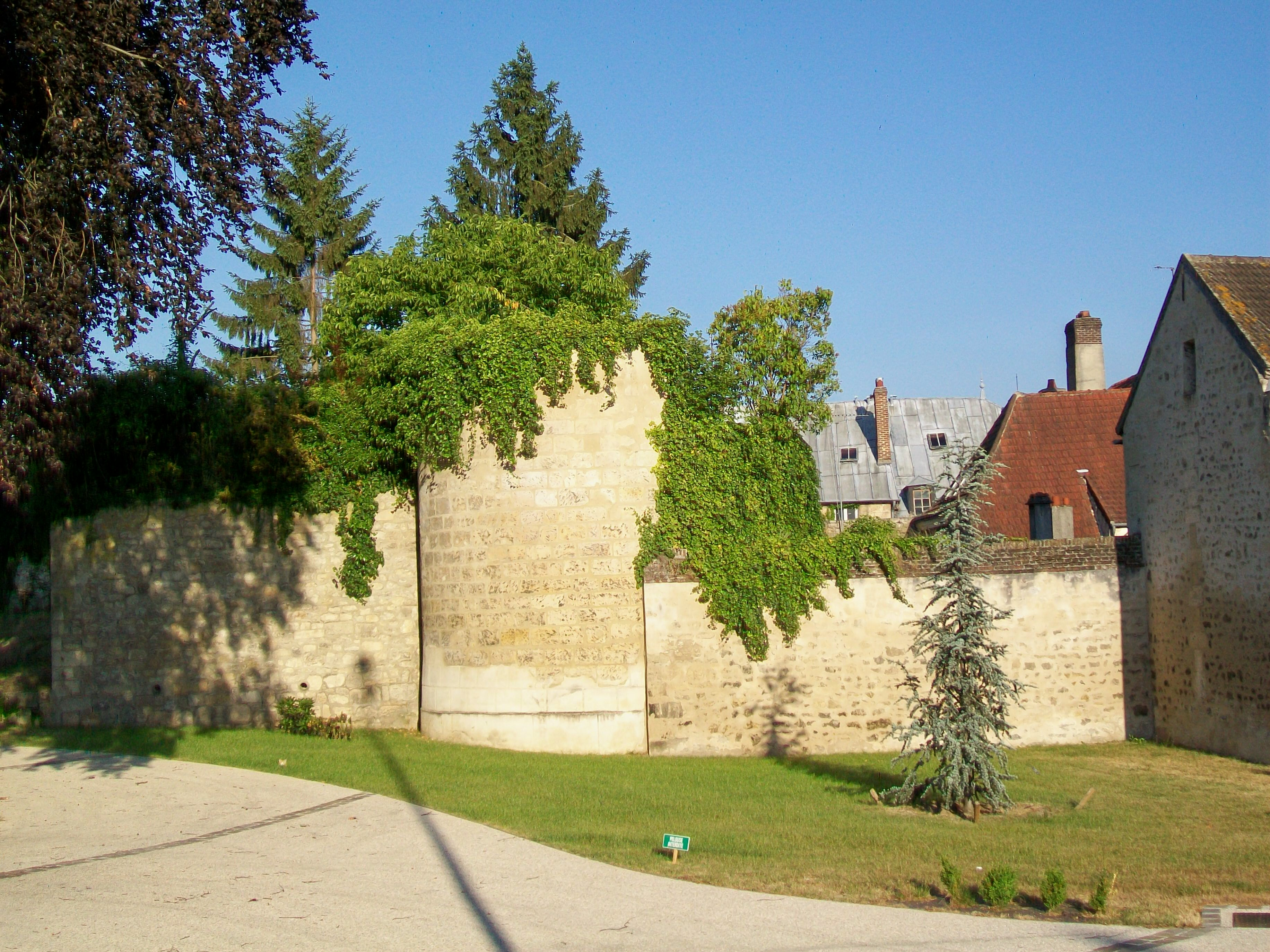
Vestiges du fief de Mello qui a accueilli le nouveau manoir seigneurial après 1658.

Le château seigneurial de 1016 est détruit lors d'une crue de l'Oise en 1658. Un nouveau manoir seigneurial est construit au Fief de Mello,.
Au XVIIIe siècle, Louis XIV fait construire la route des Flandres et aménage la forêt en chemins de chasse. Ces travaux modifient l'organisation de la ville avec la destruction de maisons et la création de remblais pour la mise à niveau. L'actuelle rue Charles-Lescot devient un axe secondaire. Au début du XVIIIe siècle, la ville présente encore un aspect médiéval. Elle ne s'étend pas au-delà de ses fortifications mais celles-ci sont démolies en 1772. Des écarts grossissent le long des voies de communication. Un nouveau pont est achevé en 1785, le pont Perronet. Celui-ci est remarquable pour les innovations qu'il apporte.
C'est en 1761 que le marquis Pierre-Charles de Villette, après l'acquisition de la châtellenie de Sacy-le-Grand en 1755, entreprend la construction du château de Villette au lieu-dit du Plessis Longueau pour remplacer le château de Fontaine-le-Comte dans les marais.

### Révolution française et Empire
À la Révolution française, les nobles perdent leurs biens qui deviennent biens nationaux. Le château de Villette, propriété du marquis Charles de Villette et le moulin de Calipet, propriété d'Anne-Julie-Françoise de Crussol, sont notamment saisis, tout comme les terres appartenant à la seigneurie. En 1790, Pont-Sainte-Maxence devient une commune française et un chef-lieu de canton dans le département nouvellement créé de l'Oise. La commune prend successivement les noms révolutionnaires de Pont-la-Montagne et Pont-sur-Oise. Une assemblée générale des citoyens de Pont s'est tenue le 4 nivôse an II (24 décembre 1793) ayant vocation à modifier les noms des rues et placer sur l'église l'inscription « Temple de la raison et de la vertu ».
En 1832, une épidémie de choléra fait 87 morts.

### Époque contemporaine
En 1847, la Compagnie des chemins de fer du Nord ouvre le premier tronçon de la ligne de Creil à Jeumont entre Creil et Compiègne. La gare est inaugurée le 20 octobre et mise en service le lendemain.
L'ouverture de la gare offre une opportunité au développement industriel de Pont-Sainte-Maxence qui démarre à la fin du XIXe siècle et se poursuit durant la Belle Époque. La ville s'agrandit et s'étend en rive droite, entre l'Oise et la voie ferrée. Le nouveau quartier est surnommé « quartier des usines ». La plus ancienne usine de ce nouveau quartier est la Cérabati. Implantée dans la commune dès 1882, elle est spécialisée dans la céramique et le bâtiment. Suivront ensuite la Soudure Autogène Française (SAF) en 1909, la Salpa française en 1929 et la papeterie en 1932. Ces usines bénéficient de la présence de la voie ferrée pour l'acheminement des matières premières. Durant cette même période, la commune possède un port à sable, à l'emplacement actuel du quai Auguste-Deschamps, qui transporte du sable par péniche pour l'entreprise Saint-Gobain. En 1915, 500 tonnes de sables extraites des sablières de Fleurines sont acheminés vers le port par le biais d'un petit train reliant Fleurines à Pont-Sainte-Maxence qui traverse l'actuelle RD 1017,.
Pour empêcher l'avancée des Uhlans lors de la Première Guerre mondiale, les chasseurs alpins font sauter le pont Perronnet, construit entre 1774 et 1785, à la dynamite le 2 septembre 1914 tandis que les troupes ennemies franchissent l'Oise à Verberie. Le génie militaire construit un pont suspendu en 1915.
Durant ses 27 années de mandat, le maire Georges Decroze entreprend la construction de nouvelles infrastructures, en lien avec la croissance démographique de la ville. Il projette d'abord de construire un hôpital régional moderne en 1913 mais ses projets sont arrêtés par la guerre. Ce nouvel hôpital ouvrira finalement en 1923 et remplace l'hospice datant de 1664. Il fait ensuite construire un nouvel hôtel de ville en 1928, plus haut que l'église Sainte-Maxence, pour répondre aux besoins des Maxipontains puis la même année, un nouveau bureau de poste rue Charles Lescot,. Il fait également construire un établissement de bains-douches avec lavoirs à l'emplacement du port à sable. Cet établissement fonctionnera pendant 22 ans jusqu'en 1950.
La ville est touchée par les bombardements allemands durant les premiers mois de la Seconde Guerre mondiale. Le second pont, construit en 1924, est détruit le 9 juin 1940 à 16 heures. La destruction provoque des dégâts importants aux habitations environnantes. Le pont actuel est construit en 1949. Pont-Sainte-Maxence a été libérée les 31 août et 1er septembre 1944.
La commune de Sarron est réunie à Pont-Sainte-Maxence par décret le 5 juillet 1951. En 1946, le conseil municipal de Sarron avait déjà demandé ce rattachement par rapport au quartier Saint-Antoine, quartier contigu à Pont s'étendant le long de la Frette.
La seconde moitié du XXe siècle est caractérisée par un secteur industriel en crise. L'activité décline peu à peu à partir des années 1960 et les usines, pourvoyeuses de centaines d'emplois, ferment les unes après les autres, générant du chômage dans une ville où un tiers de la population est ouvrière,.
En 1972, le château des Marais, situé non loin de la gare, est démoli et remplacé en 1981 par une résidence pour personnes âgées.

## Politique et administration

### Rattachements administratifs et électoraux

#### Rattachements administratifs
La commune se trouve dans l'arrondissement de Senlis du département de l'Oise.
Elle était depuis 1793 le chef-lieu du canton de Pont-Sainte-Maxence. Dans le cadre du redécoupage cantonal de 2014 en France, cette organisation territoriale administrative a disparu, le canton n'est plus qu'une circonscription électorale.
La commune fait partie du parc naturel régional Oise-Pays de France mais pas sur la totalité de son territoire. Seule la rive gauche (y compris le lieu-dit de l'Évéché) ainsi que le château de Villette, le bois et le hameau entrent dans le périmètre du parc. Le parc a établi une charte qui intervient aussi bien dans le domaine de l'environnement, que dans le domaine du développement économique, social et culturel ou l'aménagement du territoire.
Pont-Sainte-Maxence relève du tribunal d'instance de Senlis, du tribunal de grande instance de Senlis, de la cour d'appel d'Amiens, du tribunal pour enfants de Senlis, du conseil de prud'hommes de Creil, du tribunal de commerce de Compiègne, du tribunal administratif d'Amiens et de la cour administrative d'appel de Douai.

#### Rattachements électoraux
Pour les élections départementales, la commune est depuis 2014 le bureau centralisateur du canton de Pont-Sainte-Maxence, qui a été porté de.
.Pour l'élection des députés, elle fait partie depuis 1986 de la quatrième circonscription de l'Oise.

### Intercommunalité
La commune est membre de la communauté de communes des Pays d'Oise et d'Halatte, un établissement public de coopération intercommunale (EPCI) à fiscalité propre, depuis sa création le 1er janvier 1998. Elle en est la commune la plus peuplée et le siège.
En 2020, la commune est également membre d'autres structures intercommunales :
- Syndicat des énergies des zones Est de l'Oise :
- SI d'aménagement et de construction des communes de l'Oise ;
- SI pour le transport et le traitement des eaux usées de la région de Pont-Sainte-Maxence (SITTEUR) ;
- Syndicat d'Énergie de l'Oise ;
- SM des transports collectifs de l'Oise ;
- SM Oise très haut débit ;
- SM d'aménagement et de gestion du parc naturel régional Oise-Pays de France.

### Tendances politiques et résultats
Au regard des résultats des dernières élections, aucune tendance politique nette ne semble se dégager de l'électorat maxipontain. Les résultats des élections présidentielles sont similaires à la tendance nationale.
Lors des élections municipales de 2008, les 33 conseillers municipaux ont été élus au second tour ; le taux de participation était de 58,35 %. Michel Delmas est élu maire de la commune à l'issue du scrutin.
Lors des élections municipales de 2014 dans l'Oise, les 33 conseillers municipaux ont été élus au second tour ; le taux de participation était de 61,15 %. Arnaud Dumontier est réélu maire de la commune à l'issue du scrutin.
Lors des élections municipales de 2020 dans l'Oise, la liste menée par le maire sortant Arnaud Dumontier (LR) remporte le scrutin dès le premier tour avec 69,83 % des suffrages exprimés, devançant la liste menée par Didier Gaston (SE / LDVG) avec ses 16,89 % et celle menée par Reynald Rossignol (RN), qui a obtenu 13,26 %. La participation s'est élevée à 49,97 %,,.

### Administration municipale
Le nombre d'habitants lors des derniers recensements étant compris entre 10 000 et 19 999 habitants, le nombre de membres du conseil municipal est de 33.

### Liste des maires
Dix maires ont été élus à Pont-Sainte-Maxence depuis la Libération :
| Période    | Période                      | Identité           | Étiquette    | Qualité |
| ---------- | ---------------------------- | ------------------ | ------------ | --- |
| 1944       | 1947                         | Georges Massart    |              | |
| 1947       | 1949                         | André Pierson      |              | |
| 1949       | mars 1959                    | Fernand Girod      | DVD          | Docteur en médecine Conseiller général du canton de Pont-Sainte-Maxence (1955 → 1961) |
| mars 1959  | mars 1971                    | Gérard Palteau     | SFIO         | Vétérinaire |
| mars 1971  | mars 1977                    | Michel Bourdeau    | UDR puis RPR | Médecin généraliste |
| mars 1977  | 1992                         | Jean-Luc Pingrenon | PS           | Instituteur puis cadre de la fonction publique territoriale |
| 1992       | mars 2001                    | Jean Doisy         | PS           | |
| mars 2001  | mars 2008                    | Antoine Aubrée     | RPR puis UMP | Banquier Président de la CCPOH (2002 → 2008) |
| mars 2008  | avril 2014                   | Michel Delmas      | PS           | Ingénieur Conseiller général du canton de Pont-Sainte-Maxence (2011 → 2015) Président de la CCPOH (2008 → 2014) |
| avril 2014 | En cours (au 7 juillet 2020) | Arnaud Dumontier   | UMP → LR     | Fonctionnaire Conseiller départemental de Sainte-Maxence (2015 → ) Vice-président du conseil départemental de l'Oise (2017 → ) Vice-président (2014 → ) puis président (2020 → ) de la CCPOH Président de l'OPAC de l'Oise Réélu pour le mandat 2020-2026 |

### Politique de développement durable

#### Gestion de l'eau
La commune s'occupe elle-même de cette compétence. La ville assure la production et la distribution d'eau potable à partir de cinq forages régulièrement contrôlés,.
L'assainissement des eaux usées s'effectue de manière collective par la commune (collecte) et par une station d'épuration d'une capacité de 37 650 EH (équivalent-habitant) située sur la commune de Brenouille. Le rejet des eaux usées a lieu dans l'Oise. La communauté de communes assure quant à elle l'assainissement non collectif des eaux usées.

#### Gestion des déchets
Ce domaine de compétence est assuré par la communauté de communes des Pays d'Oise et d'Halatte. La collecte des ordures ménagères a lieu tous les mardis à Pont ainsi que tous les vendredis pour le centre-ville. Il existe une déchetterie située sur la commune voisine de Brenouille, dans la zone industrielle Pont-Brenouille.

#### Espaces verts
La ville avait mis en place la gestion différenciée de ses espaces verts, programme lancé par le parc naturel régional Oise - Pays de France. Ce mode de gestion prévaut le non usage de produits phytosanitaires, la diminution des tontes et des fauches, la transformation des gazons tondus en prairies. Ce programme a une facette culturelle visant à transformer la perception de l'enherbement sauvage et les pratiques individuelles.
En 2019, elle a décidé d'avoir un entretien plus protecteur de la nature, moins intensif, moins agressif et plus spontané dans le square Pierre Lesenne (à Sarron), ainsi que du parc de Saultemont et aménage un parc urbain autour du Château Richard.

### Finances locales
Cette sous-section présente la situation des finances communales de Pont-Sainte-Maxence.
Pour l'exercice 2013, le compte administratif du budget municipal de Pont-Sainte-Maxence s'établit à  14 766 000 € en dépenses et 14 244 000 € en recettes :
En 2013, la section de fonctionnement se répartit en 10 652 000 €  de charges (892 € par habitant) pour 11 679 000 € de produits (977 € par habitant), soit un solde de 1 027 000 € (86 € par habitant), :
- le principal pôle de dépenses de fonctionnement est celui des charges de personnels[Note 11] pour une valeur totale de 5 612 000 € (53 %), soit 470 € par habitant, ratio inférieur de 26 % à la valeur moyenne pour les communes de la même strate (636 € par habitant). En partant de 2009 et jusqu'à 2013, ce ratio fluctue et présente un minimum de 426 € par habitant en 2010 et un maximum de 470 € par habitant en 2013 ;
- la plus grande part des recettes est constituée des impôts locaux[Note 12] pour un montant de 4 484 000 € (38 %), soit 375 € par habitant, ratio inférieur de 27 % à la valeur moyenne pour les communes de la même strate (511 € par habitant). Depuis 5 ans, ce ratio augmente de façon continue de 352 € à 375 € par habitant.

Les taux des taxes ci-dessous sont votés par la municipalité de Pont-Sainte-Maxence. Ils ont varié de la façon suivante par rapport à 2012 :
- la taxe d'habitation égale 18,06 % ;
- la taxe foncière sur le bâti sans variation 21,07 % ;
- celle sur le non bâti constante 90,96 %.

La section investissement se répartit en emplois et ressources. Pour 2013, les emplois comprennent par ordre d'importance :
- des dépenses d'équipement[Note 14] pour une valeur de 3 273 000 € (80 %), soit 274 € par habitant, ratio inférieur de 29 % à la valeur moyenne pour les communes de la même strate (387 € par habitant). Depuis 5 ans, ce ratio fluctue et présente un minimum de 124 € par habitant en 2010 et un maximum de 274 € par habitant en 2013 ;
- des remboursements d'emprunts[Note 15] pour  841 000 € (20 %), soit 70 € par habitant, ratio inférieur de 18 % à la valeur moyenne pour les communes de la même strate (85 € par habitant).

Les ressources en investissement de Pont-Sainte-Maxence se répartissent principalement en :
- fonds de Compensation pour la TVA pour  500 000 € (19 %), soit 42 € par habitant, ratio voisin de la valeur moyenne de la strate. Pour la période allant de 2009 à 2013, ce ratio fluctue et présente un minimum de 0 € par habitant en 2012 et un maximum de 42 € par habitant en 2013 ;
- subventions reçues pour une somme de 374 000 € (15 %), soit 31 € par habitant, ratio inférieur de 56 % à la valeur moyenne pour les communes de la même strate (70 € par habitant).

L'endettement de Pont-Sainte-Maxence au 31 décembre 2013 peut s'évaluer à partir de trois critères : l'encours de la dette, l'annuité de la dette et sa capacité de désendettement :
- l'encours de la dette pour  10 902 000 €, soit 912 € par habitant, ratio voisin de la valeur moyenne de la strate. Depuis 5 ans, ce ratio fluctue et présente un minimum de 668 € par habitant en 2011 et un maximum de 978 € par habitant en 2012[A2 5] ;
- l'annuité de la dette pour un montant de 1 072 000 €, soit 90 € par habitant, ratio inférieur de 24 % à la valeur moyenne pour les communes de la même strate (118 € par habitant). Pour la période allant de 2009 à 2013, ce ratio fluctue et présente un minimum de 69 € par habitant en 2012 et un maximum de 123 € par habitant en 2009[A2 5] ;
- la capacité d'autofinancement (CAF) pour une valeur totale de 1 851 000 €, soit 155 € par habitant, ratio inférieur de 14 % à la valeur moyenne pour les communes de la même strate (180 € par habitant). Depuis 5 ans, ce ratio fluctue et présente un minimum de 75 € par habitant en 2009 et un maximum de 155 € par habitant en 2013[A2 6]. La capacité de désendettement est d'environ 5 années en 2013. Sur une période de 14 années, ce ratio présente un minimum d'environ 3 années en 2005 et un maximum très élevé, de plus de 50 années en 2008.

### Distinctions et labels
Pont-Sainte-Maxence a reçu la récompense du guidon d'or 2016 de la FUB pour sa politique en faveur des cyclistes et piétons.

### Jumelages

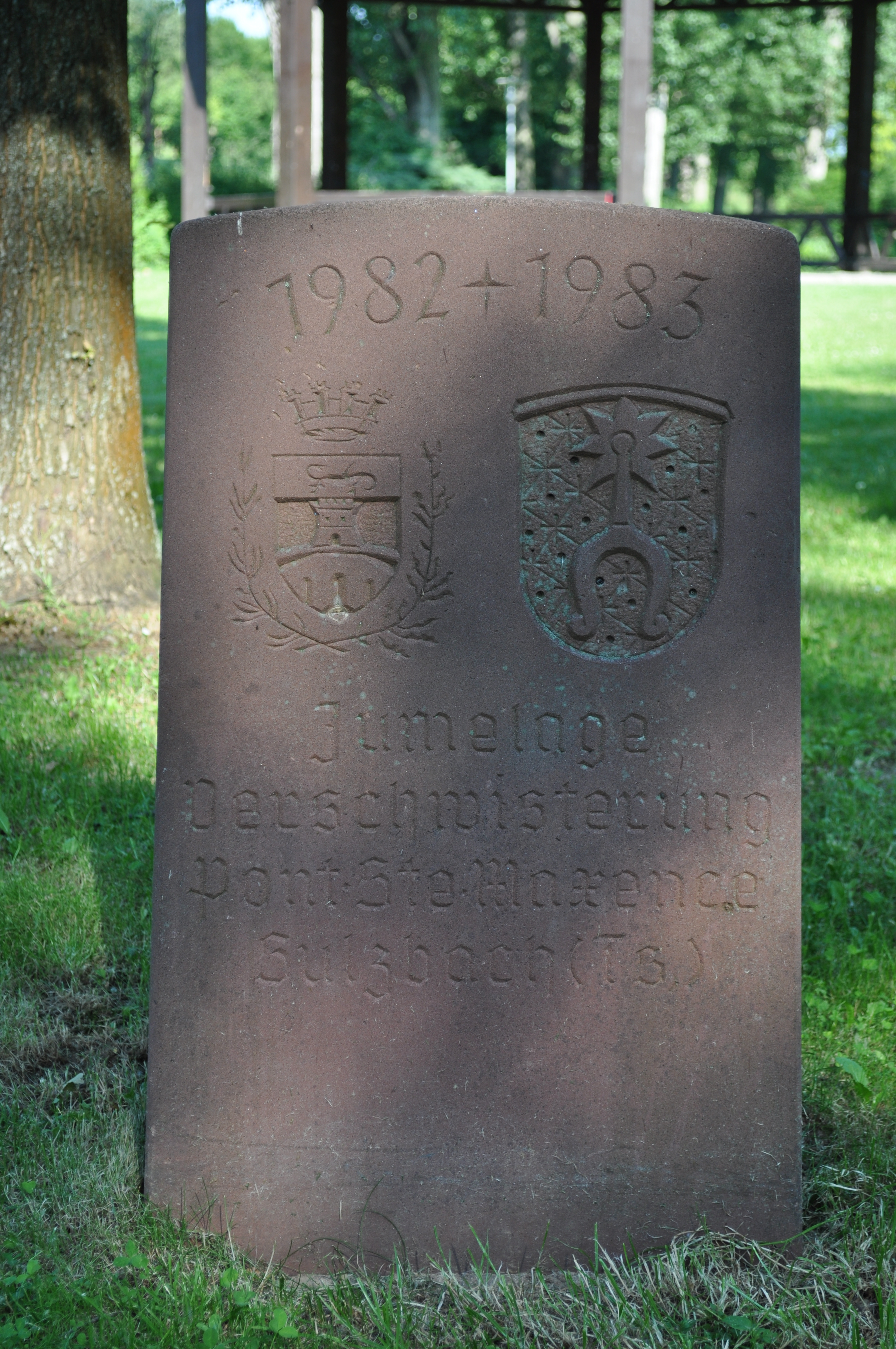
Stèle du jumelage avec Pont-Sainte-Maxence, implantée à Sulzbach.

Au 1er août 2015, Pont-Sainte-Maxence est jumelée avec, :
- Auvelais (Belgique) depuis 1970 ;
- Linguère (Sénégal) depuis 1974 ;
- Sulzbach (Taunus) (Allemagne) depuis 1982 ;
- Grignasco (Italie) depuis 1992 ;
- Felgueiras (Portugal) depuis 1993.

## Population et société
Les habitants de la commune sont appelés les Maxipontains(aines) ou Pontois(es) selon les mandats.

### Démographie

#### Évolution démographique
L'évolution du nombre d'habitants est connue à travers les recensements de la population effectués dans la commune depuis 1793. Pour les communes de plus de 10 000 habitants les recensements ont lieu chaque année à la suite d'une enquête par sondage auprès d'un échantillon d'adresses représentant 8 % de leurs logements, contrairement aux autres communes qui ont un recensement réel tous les cinq ans,.

En 2022, la commune comptait 12 343 habitants, en évolution de −1,02 % par rapport à 2016 (Oise : +0,87 %, France hors Mayotte : +2,11 %).
| 1793  | 1800  | 1806  | 1821  | 1831  | 1836  | 1841  | 1846  | 1851  |
| ----- | ----- | ----- | ----- | ----- | ----- | ----- | ----- | ----- |
| 2 875 | 2 701 | 2 461 | 2 530 | 2 575 | 2 482 | 2 455 | 2 450 | 2 444 |

| 1856  | 1861  | 1866  | 1872  | 1876  | 1881  | 1886  | 1891  | 1896  |
| ----- | ----- | ----- | ----- | ----- | ----- | ----- | ----- | ----- |
| 2 332 | 2 464 | 2 346 | 2 318 | 2 407 | 2 340 | 2 401 | 2 636 | 2 586 |

| 1901  | 1906  | 1911  | 1921  | 1926  | 1931  | 1936  | 1946  | 1954  |
| ----- | ----- | ----- | ----- | ----- | ----- | ----- | ----- | ----- |
| 2 615 | 2 418 | 2 610 | 2 851 | 3 142 | 4 031 | 4 269 | 4 407 | 5 700 |

| 1962  | 1968  | 1975  | 1982  | 1990   | 1999   | 2006   | 2011   | 2016   |
| ----- | ----- | ----- | ----- | ------ | ------ | ------ | ------ | ------ |
| 7 261 | 8 639 | 9 359 | 9 479 | 10 934 | 12 445 | 12 128 | 12 263 | 12 470 |

| 2021   | 2022   | - | - | - | - | - | - | - |
| ------ | ------ | - | - | - | - | - | - | - |
| 12 291 | 12 343 | - | - | - | - | - | - | - |

|                                           | 1968 - 1975 | 1975 - 1982 | 1982 - 1990 | 1990 - 1999 | 1999 - 2006 | 2006 - 2012 |
| ----------------------------------------- | ----------- | ----------- | ----------- | ----------- | ----------- | ----------- |
| Taux de variation annuel de la population | + 1,2       | + 0,2       | + 1,8       | + 1,4       | 0,0         | + 0,2       |
| Solde naturel                             | + 1,2       | + 0,9       | + 1,0       | + 1,1       | + 0,8       | + 0,8       |
| Solde migratoire                          | - 0,1       | - 0,7       | + 0,8       | + 0,4       | - 0,8       | - 0,6       |

La population maxipontaine reste plutôt stable, entre 2 000 et 2 500 habitants, jusqu'en 1921. La ville connaît alors une croissance démographique constante jusqu'au début du XXIe siècle où la population semble stagner autour de 12 500 habitants. Depuis 1968, la commune gagne des habitants grâce au solde naturel qui reste positif entre 1968 et 2012 et autour de 1 %. Il comble un solde migratoire déficitaire qui reste négatif sauf sur les périodes 1982-1990 et 1990-1999. C'est durant ces périodes que la croissance de la commune est la plus forte.

#### Pyramide des âges
La population de la commune est relativement jeune.
En 2018, le taux de personnes d'un âge inférieur à 30 ans s'élève à 40,4 %, soit au-dessus de la moyenne départementale (37,3 %). À l'inverse, le taux de personnes d'âge supérieur à 60 ans est de 19,6 % la même année, alors qu'il est de 22,8 % au niveau départemental.
En 2018, la commune comptait 6 057 hommes pour 6 544 femmes, soit un taux de 51,93 % de femmes, légèrement supérieur au taux départemental (51,11 %).
Les pyramides des âges de la commune et du département s'établissent comme suit.
| Hommes | Classe d’âge | Femmes |
| ------ | ------------ | ------ |
| 0,4    | 90 ou +      | 1,3    |
| 4,4    | 75-89 ans    | 6,7    |
| 13,1   | 60-74 ans    | 13,2   |
| 21,2   | 45-59 ans    | 21,1   |
| 18,7   | 30-44 ans    | 19,2   |
| 20,7   | 15-29 ans    | 19,1   |
| 21,6   | 0-14 ans     | 19,4   |

| Hommes | Classe d’âge | Femmes |
| ------ | ------------ | ------ |
| 0,5    | 90 ou +      | 1,4    |
| 5,5    | 75-89 ans    | 7,6    |
| 15,6   | 60-74 ans    | 16,3   |
| 20,8   | 45-59 ans    | 20     |
| 19,4   | 30-44 ans    | 19,4   |
| 17,6   | 15-29 ans    | 16,2   |
| 20,6   | 0-14 ans     | 19,1   |

### Enseignement

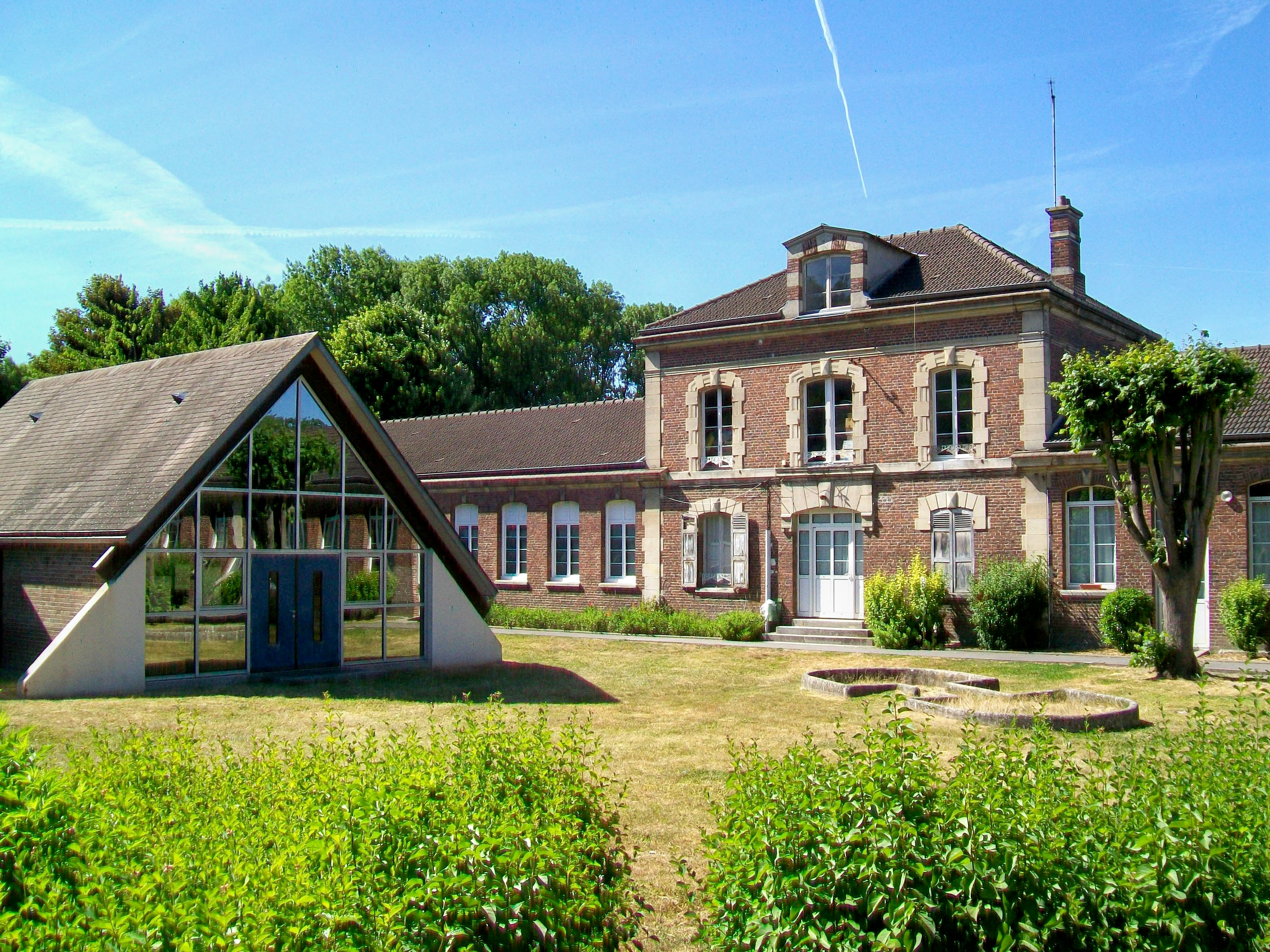
L'école élementaire Ferdinand-Buisson.

Pont-Sainte-Maxence dépend de l'académie d'Amiens et de l'inspection académique de l'Oise.
En 2015, la ville compte six écoles maternelles publiques (Jacques Prévert, Marie Curie, Paul Langevin, Françoise Dolto, Max Drains et Paul Verlaine) ainsi que six écoles élémentaires publiques (Jules Ferry, Ferdinand Buisson, Robert Desnos, Fabre d'Églantine, Jean Rostand et Adrien Bonnel.
Quatre établissements publics secondaires sont présents dans la ville dont deux lycées : le collège public Lucie et Raymond Aubrac avec 476 élèves et 36 enseignants en 2014 ; le collège privé de Saint Joseph du Moncel avec 588 élèves en 2014 ; le lycée professionnel privé Saint Joseph du Moncel avec 97 élèves en 2014 et le lycée général et technologique privé Saint Joseph du Moncel avec 349 élèves en 2014.
La création d'un lycée public est prévue à Pont-Sainte-Maxence aux environs de 2022, évitant aux adolescents d'avoir à se rendre à ceux de Senlis, Compiègne ou de Chantilly.

### Culture

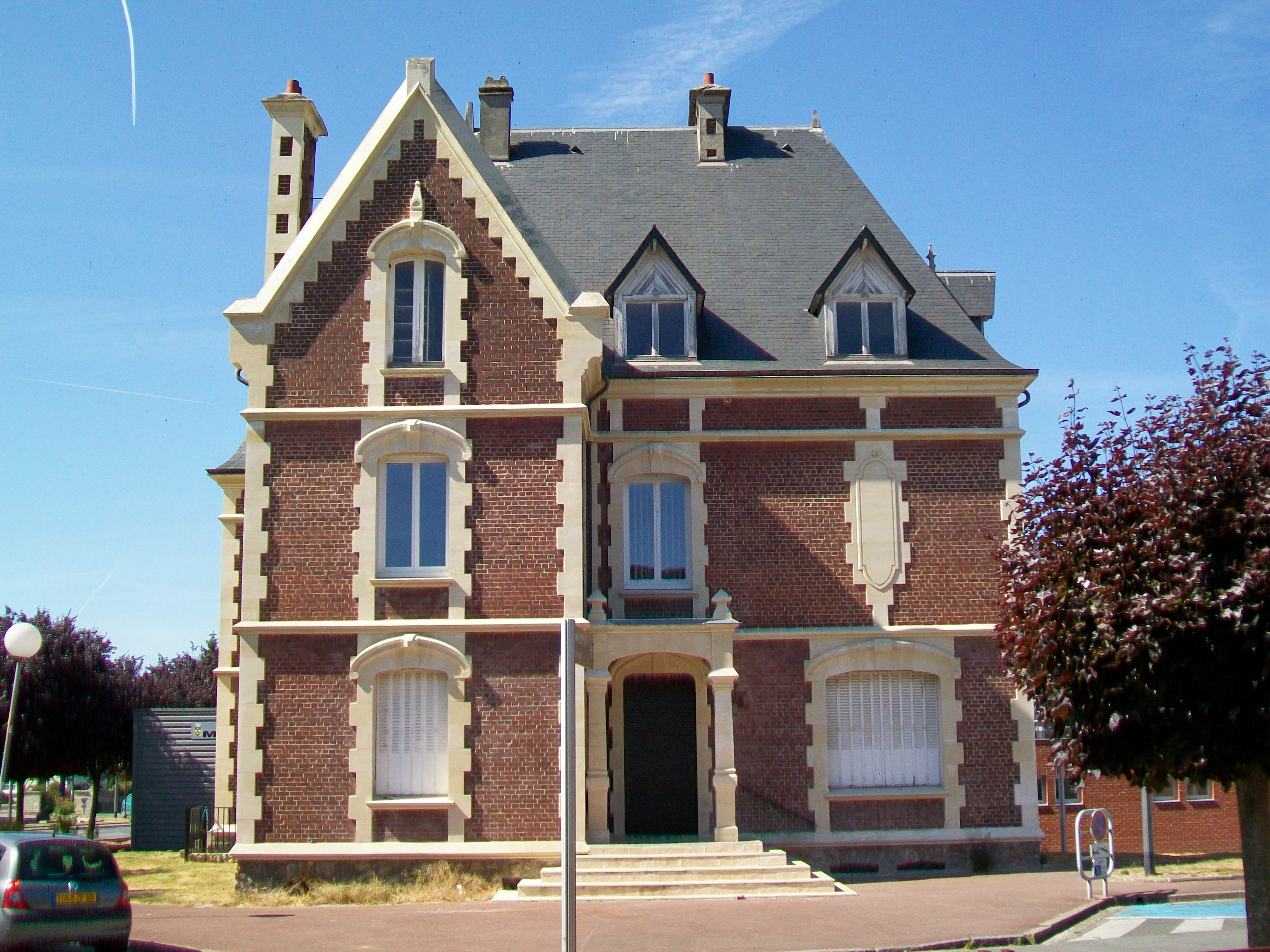
Le château Richard, devenu centre culturel municipal.

La Direction de la Vie Associative, Sportive et Culturelle (DVASC), anciennement nommée la Maison des Jeunes et de la Culture (MJC), ouvre en 1967 dans le château Richard, racheté par la mairie en 1963. Plusieurs activités de loisirs y sont organisées. De 1995 à 2019, l'Amicale des Artistes et Amateurs Pontois (3AP) y siégeait. Aujourd'hui, l'Office de tourisme est installé dans l'une des dépendances du château. L'ancien gymnage Léo Lagrange, déplacé dans le complexe sportif Georges Decroze et rebaptisé La Salamandre, était situé dans le parc de sa construction en 1968 jusqu'à sa démolition en 2017.
La Manekine est un bâtiment à vocation culturelle construit en 1977. Il possède un centre de loisirs, une salle de danse et un théâtre. La bibliothèque municipale s'y est installée entre 1979 et 1996. Aujourd'hui, La Manekine est un centre intercommunal,.
La Bibliothèque Reine-Philiberte est inaugurée en 1996. Auparavant, elle était à l'hôtel de ville entre 1929 et 1979 puis à La Manekine. La bibliothèque organise des manifestations culturelles comme des expositions ou des festivals.
En 2015, la ville dispose d'un conservatoire de musique et de danse situé derrière l'église, le conservatoire Adam de la Halle. Créé en 1991, il a été réhabilité entre 2002 et 2005 et est maintenant à vocation intercommunale,.
Il y a aussi un cinéma équipé de deux salles de projection.

### Sports

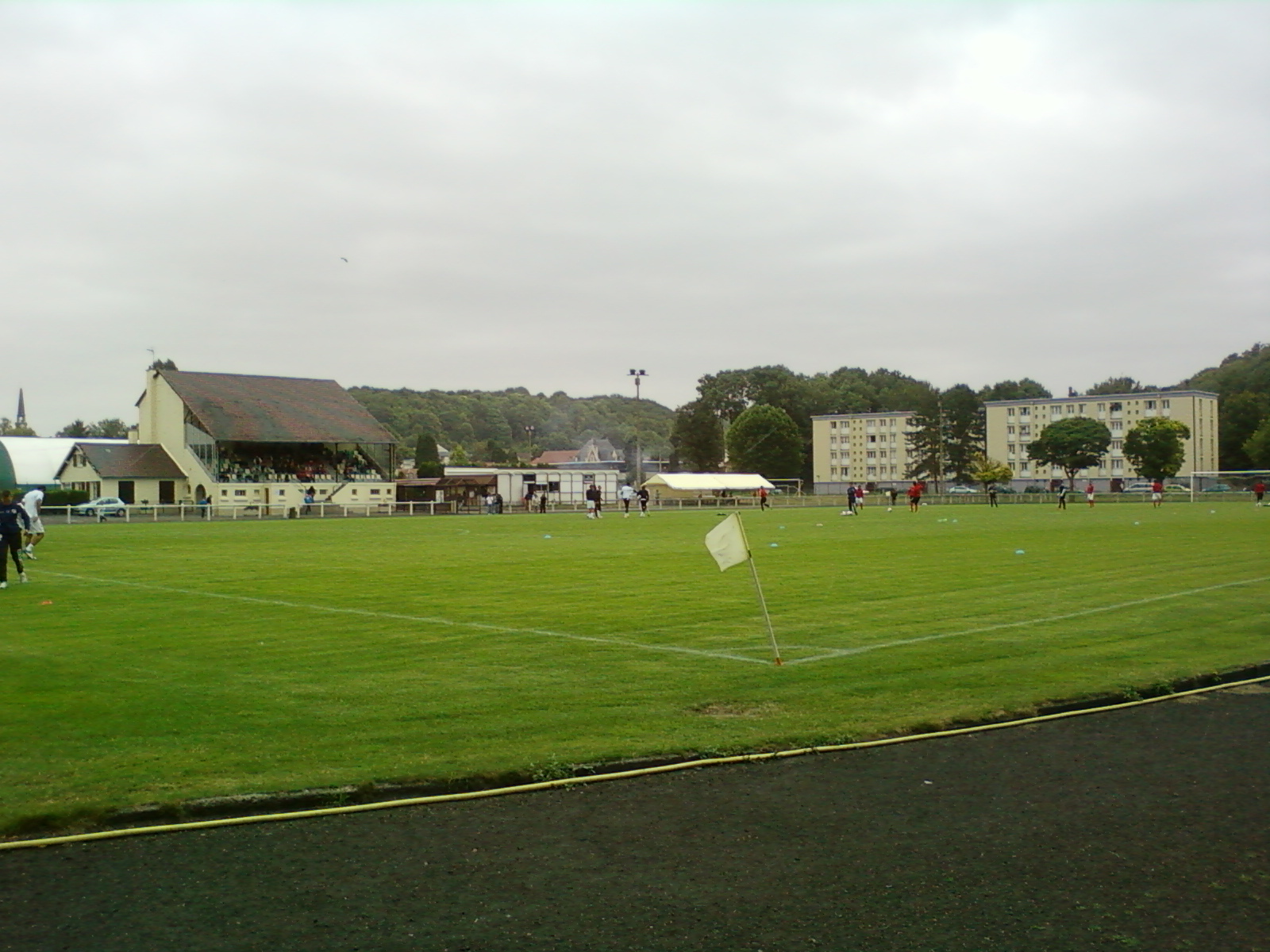
Le stade Georges-Decroze en 2011.

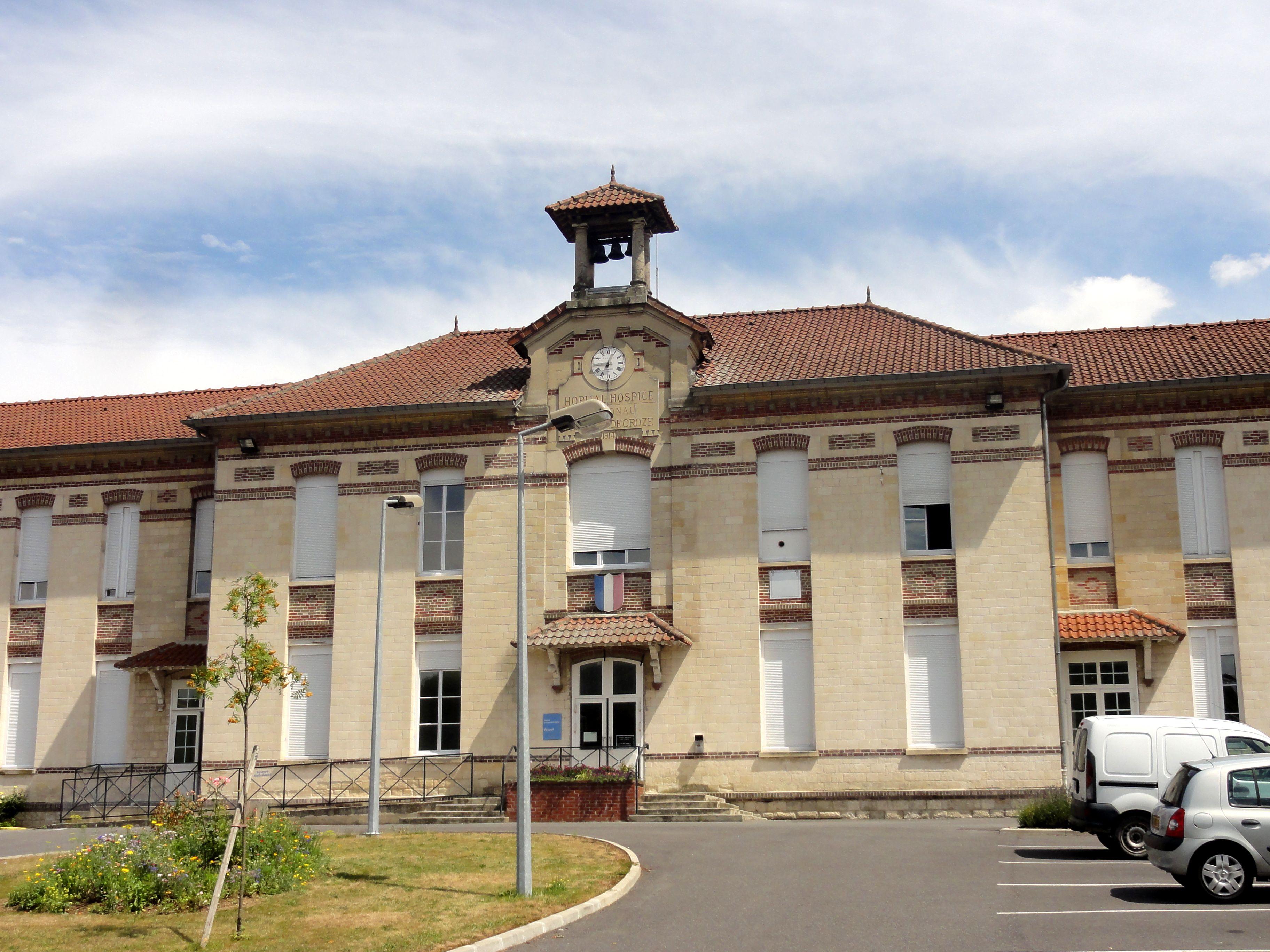
L'hôpital Georges-Decroze en 2013.

En 2015, la commune dispose de trois stades, une piscine, deux gymnases, une salle d'armes, deux stands de tir (un couvert et un en plein air), une salle de danse, une salle de boxe, un boulodrome et un skate parc.

### Santé
Pont-Sainte-Maxence regroupe plusieurs praticiens : médecins généralistes, dentistes, gynécologues, cardiologues, ophtalmologues et pédiatres, ainsi qu'un cabinet de radiologie. L'Union nationale des associations de parents, de personnes handicapées mentales et de leurs amis (UNAPEI) dispose d'un centre d'hébergement pour adultes handicapés.
En 2018, la commune possède un hôpital spécialisé en gériatrie, le Centre Hospitalier Georges Decroze avec une unité de soins de longue durée (USDL) d'une capacité de 80 lits. Depuis septembre 2013, il compte une unité Alzheimer d'une capacité de 33 lits,, ainsi qu'une résidence pour personnes âgées, la résidence l'Âge d'or, construite en 1981 et rénovée en 2020/21.
À la suite du départ du dernier pédiatre de la ville, l'hôpital Georges Decroze a organisé à compter de juin 2018 une conultation bimensuelle de pédiatrie, qui fait suite aux consultations ophtalmologiques proposées depuis 2015.

### Sécurité
En 2015, la commune dispose d'une police municipale d'une gendarmerie nationale.
Pont-Sainte-Maxence dispose à la même date d'un centre d'incendie et secours couvrant 10 communes.
De 2016 à 2020, la municipalité dirigée par Arnaud Dumontier a fait installer 76 caméras de vidéosurveillance dans les espaces publics de la ville,.

### Associations
Pont-Sainte-Maxence compte plusieurs associations à but culturel, sportif, environnemental ou social situées principalement dans la nouvelle maison des associations au centre-ville.

### Culte
Pont-Sainte-Maxence dépend de la paroisse catholique du même nom au sein du diocèse de Beauvais, Noyon et Senlis, suffragant de l'archidiocèse de Reims.
Bien qu'il y ait eu fusion entre Pont et Sarron, le découpage ecclésiastique reste antérieur à 1951. Il y a donc deux lieux de culte catholique dans la commune : l'église Sainte Maxence de Pont-Sainte-Maxence et l'église Saint Lucien de Sarron,.
À l'église Sainte Maxence, les messes dominicales sont célébrées tous les dimanches à 10h30 et les messes de semaine le lundi à 18h30 et du mardi au samedi à 9h. À l'église Saint Lucien, les messes dominicales étaient célébrées le premier dimanche du mois à 9h30 de septembre à juin. À partir de septembre 2022, seuls les baptêmes, mariages et obsèques subsistent.
Les Témoins de Jéhovah sont également présents et possèdent un temple, dans le quartier de Fond Robin, avec un culte les mardis à 19h30 et les samedis à 18h.

## Économie

### Revenus de la population et fiscalité
En 2011, le revenu fiscal médian par ménage était de 26 191 €, ce qui plaçait Pont-Sainte-Maxence au 22 787e rang parmi les 31 886 communes de plus de 49 ménages en métropole.
En 2012, 40 % des foyers fiscaux n'étaient pas imposables.

### Emploi
La population âgée de 15  à   64 ans s'élevait en 2013 à 8 204 personnes (7 909 en 2008), parmi lesquelles on comptait 73,3 % d'actifs dont 59,4 % ayant un emploi et 13,8 % de chômeurs. En 2013, 23,2 % des actifs ayant un emploi et résidant dans la commune travaillaient dans la commune contre 76,8 dans une autre commune.
La répartition par catégories socioprofessionnelles de la population active de Pont-Sainte-Maxence fait apparaître une sous-représentation des « cadres et professions intellectuelles » et une sur-représentation des « artisans et commerçants » et des « ouvriers » par rapport à la moyenne de la France métropolitaine.
Répartition de la population active par catégories socioprofessionnelles (recensement de 2013)
|                              | Agriculteurs | Artisans, commerçants, chefs d'entreprise | Cadres, professions intellectuelles | Professions intermédiaires | Employés | Ouvriers |
| ---------------------------- | ------------ | ----------------------------------------- | ----------------------------------- | -------------------------- | -------- | -------- |
| Pont-Sainte-Maxence          | 0,1 %        | 2,2 %                                     | 5,4 %                               | 12,3 %                     | 21,2 %   | 18,7 %   |
| Moyenne nationale            | 0,9 %        | 3,5 %                                     | 9,0 %                               | 14,1 %                     | 16,6 %   | 12,9 %   |
| Sources des données : INSEE, |              |                                           |                                     |                            |          |          |

On comptait 2 963 emplois dans la zone d'emploi, contre 3 216 en 2008. Le nombre d'actifs ayant un emploi résidant dans la zone d'emploi étant de 4 927, l'indicateur de concentration d'emploi est de 60,1 %, ce qui signifie que la zone d'emploi offre un emploi pour deux habitants actifs.

### Entreprises et commerces
Au 31 décembre 2014, Pont-Sainte-Maxence comptait 730 établissements : 7 dans l'agriculture-sylviculture-pêche, 38 dans l'industrie, 78 dans la construction, 492 dans le commerce-transports-services divers et 115 étaient relatifs au secteur administratif. En 2015, 83 entreprises ont été créées à Pont-Sainte-Maxence, dont 64 par des autoentrepreneurs,.
Le tableau ci-dessous détaille la répartition des entreprises implantées à Pont-Sainte-Maxence en fonction de leur secteur d'activité et du nombre de salariés :
|                                                              | Total | %     | 0 salarié | 1 à 9 salariés | 10 à 19 salariés | 20 à 49 salariés | 50 salariés ou plus |
| ------------------------------------------------------------ | ----- | ----- | --------- | -------------- | ---------------- | ---------------- | ------------------- |
| Ensemble                                                     | 730   | 100,0 | 503       | 189            | 19               | 12               | 7                   |
| Agriculture, sylviculture et pêche                           | 7     | 1     | 6         | 1              | 0                | 0                | 0                   |
| Industrie                                                    | 38    | 5,2   | 17        | 12             | 3                | 4                | 2                   |
| Construction                                                 | 78    | 10,7  | 59        | 18             | 1                | 0                | 0                   |
| Commerce, transports, services divers                        | 492   | 67,4  | 341       | 137            | 9                | 5                | 0                   |
| dont commerce et réparation automobile                       | 160   | 21,9  | 116       | 38             | 4                | 2                | 0                   |
| Administration publique, enseignement, santé, action sociale | 115   | 15,8  | 80        | 21             | 6                | 3                | 5                   |
| Champ : ensemble des activités.                              |       |       |           |                |                  |                  |                     |

L'activité économique de la ville est dominée par la présence du secteur tertiaire occupée par plus de 80 % des entreprises. Le secteur primaire — agriculture, sylviculture et pêche — reste très peu représenté (1 %). L'activité industrielle n'est également plus très présente dans la vie économique avec seulement 5,2 %.
Plus de 9 établissements actifs sur 10 sont des très petites entreprises (TPE). Sept entreprises possèdent plus de 50 salariés, la majorité dans le secteur de l'administration publique, enseignement, santé, action sociale et seulement deux dans l'industrie. Ce secteur était autrefois le plus gros fournisseur d'emplois dans la commune,.

#### Agriculture
Le tableau ci-dessous présente les principales caractéristiques des exploitations agricoles de Pont-Sainte-Maxence, observées sur une période de 22 ans :
|                                            | 1988 | 2000 | 2010 |
| ------------------------------------------ | ---- | ---- | ---- |
| Nombre d'exploitations                     | 6    | 2    | 2    |
| Équivalent Unité de travail annuel         | 9    | 2    | 2    |
| Surface Agricole Utile (SAU) (ha)          | 26   | 24   | 49   |
| Cheptel (nombre de têtes)                  | 27   | 0    | 0    |
| Terres labourables (ha)                    | –    | –    | –    |
| Superficie moyenne d'une exploitation (ha) | 4,3  | 12   | 24,5 |

L'agriculture de Pont-Sainte-Maxence se spécialise dans les céréales et oléoprotéagineux. Elle ne représente plus une activité très importante puisqu'il n'y avait que deux exploitations en 2010. L'activité décline depuis 1988 où il y avait six exploitations et un cheptel de 27 têtes. À contrario, la SAU augmente depuis 22 ans et plus particulièrement sur les années 2000, ce qui a pour effet d'augmenter sensiblement la superficie moyenne d'une exploitation sur l'ensemble de la période — elle passe de 4,3 à 24,5 hectares —.
Il existait auparavant à Sarron une cendrière où était exploitée l'argile à lignites.
En lien avec la forêt d'Halatte, il existe trois entreprises liées au secteur de la sylviculture opérant dans le domaine des services de soutien à l'exploitation forestière.

#### Artisanat et industrie
L'industrie est arrivée à Pont-Sainte-Maxence à la fin du XIXe siècle. Plusieurs entreprises s'installent en rive droite de l'Oise et fournissent de l'emploi aux habitants. Les plus importantes étaient la Cérabati (carrelage), la SAF (construction métallique et chaudronnerie), la Salpa (cuir synthétique) et la papeterie. La société VOTAT S.A., spécialisée dans la fabrication d'appareils à combustible liquide, est située en rive gauche en 1876. L'activité industrielle décline durant la seconde moitié du XXe siècle et entraîne la fermeture de la plupart des usines.
VOTAT SA s'est recentrée sur la sous-traitance de produits métalliques et est en 2019 une entreprise familiale de 40 salariés qui fabrique des pièces métalliques pour l'automobile, le bâtiment, le marché du bricolage et le nucléaire, qui investit pour assurer lon développement.
La zone industrielle de Pont-Brenouille, créée en 1967, s'étend le long de la RD 29, à cheval sur la commune et Brenouille. Elle répond à l'implantation d'entreprises plus petites et accueille en 2016 des entreprises telles que Paprec, Air Liquide ou Saga Décor. Cette zone accueille sur les deux villes et ses 100 ha, 60 entreprises et 1 300 salariés en 2019. Sa modernisation, notamment pour la voirie, l'aménagement de zones de stationnement pour les poids lourds, d'un espace paysager conçu pour empêcher le stationnement sauvage et d'une rénovation complète de l'éclairage public, est engagée par l'intercommunalité fin 2019.

#### Commerces
Pont-Sainte-Maxence compte en 2011 quatre supermarchés. Un hypermarché s'est installé au Champ Lahyre, en remplacement de celui des Ageux.
La commune comporte également de nombreux commerces en centre-ville, sur la rive gauche de l'Oise, notamment le long de la route principale (RD 1017 / rue Jean Perronet, respectivement rue Georges Decroze) et rue Charles Lescot, et dans les petites rues qui relient ces deux rues parallèles au centre historique de Pont. Le marché hebdomadaire du vendredi se tient aux abords de l'hôtel-de-Ville
En 2011, Pont-Sainte-Maxence accueille 160 commerces, une Association des Commerçants, des Artisans et des Professions Libérales est présente.

## Culture locale et patrimoine

### Lieux et monuments
Pont-Sainte-Maxence compte trois monuments historiques sur son territoire :
- L'église Sainte Maxence, située place de l'Église et rue du Moustier (classée monument historique par arrêté du 23 mai 1921[140]), datant du XVIe siècle, est construite à l'emplacement d'une église médiévale. Elle est intéressante pour la transition entre les styles flamboyant et Renaissance dont elle constitue un parfait témoignage. Le clocher, la nef et le chœur ont été terminés en 1577. Le plan de l'église répond encore aux principes gothiques, avec un chœur à déambulatoire entouré de chapelles rayonnantes. D'autre part, les remplages arrondis des baies, ou les bénitiers des chapelles surmontés de coquilles Saint-Jacques montrent déjà l'influence Renaissance, tout comme le décor du clocher. La structure de ce dernier est toutefois encore influencée par le gothique ; il mesure trente-sept mètres de haut. L'orgue sur la tribune provient de l'hôtel-Dieu de Noyon et a été transféré ici en 1807[141]. Par ailleurs, l'église Sainte-Maxence possède la particularité d'être orientée sud-est - nord-ouest, au lieu d'est-ouest.

- L'église Saint Lucien est située dans le quartier de Sarron (village rattaché à la commune de Pont en 1951) rue Fould Stern (inscrite monument historique par arrêté du 30 novembre 1995[142]). Construite à la fin du XIe siècle, cette petite église romane est remarquable parce qu'elle n'a subi extérieurement que peu de modifications depuis, et elle est considérée comme l'une des églises les plus archaïques du département. De plan basilical, elle comporte une nef non voûtée accompagnée de deux bas-côtés, communiquant entre eux par des arcades non décorées en plein cintre ; ainsi qu'un chœur voûté en cul-de-four, qui s'inscrit dans un massif de maçonnerie de plan rectangulaire. Il est encore d'inspiration préromane, et sa partie basse avec son petit appareil de pastoureaux pourrait provenir d'une construction antérieure. La sacristie a été ajoutée au XVIIIe siècle, et le bas-côté nord a été reconstruit en 1851-52. L'intérieur est badigeonné et garni de boiseries de qualité médiocre, de sorte que l'austérité des volumes caractéristique des églises romanes ne peut plus s'apprécier. Les murs sont parfaitement lisses et dépourvus de toute ornementation architecturale. À l'extérieur, les fenêtres hautes sont surmontées d'un cordon de billettes qui se continue tout autour au niveau des impostes. Dans la façade occidentale, le portail s'inscrit dans une succession de trois arcatures plein cintre dont il occupe le centre, et qui sont décorées de cordons de billettes plus fines. Deux bandeaux moulurés sont gravés de dents de scie ou de zigzags excavés. Le sommet du pignon montre une croix en bas-relief, et il est couronné par une croix en antéfixe. Le clocher moderne, assis au centre du toit de la nef, est très court et exécuté en charpente, avec une couverture en ardoise[143],[144]. Il existait autrefois une petite fontaine dédiée à saint Lucien[RBCS 24].
- Le site néolithique de la vallée de l'Oise, situé sur le terrain d'une sablière, dans le repli d'un méandre de la rivière, aux lieux-dits le Poirier, le Jonquoire, le Pont de Pierre, la Ferme de l'Evêché, l'Île aux Prêtres (inscrit monument historique par arrêté du 5 mars 1998[145]) est d'une richesse sédimentaire exceptionnelle (édimentations tourbeuses et limoneuses), le site contient des dépôts archéologiques conservés sur une hauteur de cinq mètres, dans un contexte géomorphologique particulièrement favorable. À titre d'exemple, un ensemble de sépultures collectives du néolithique final y a été découvert. Les fouilles sont compliquées car la zone est inondable.

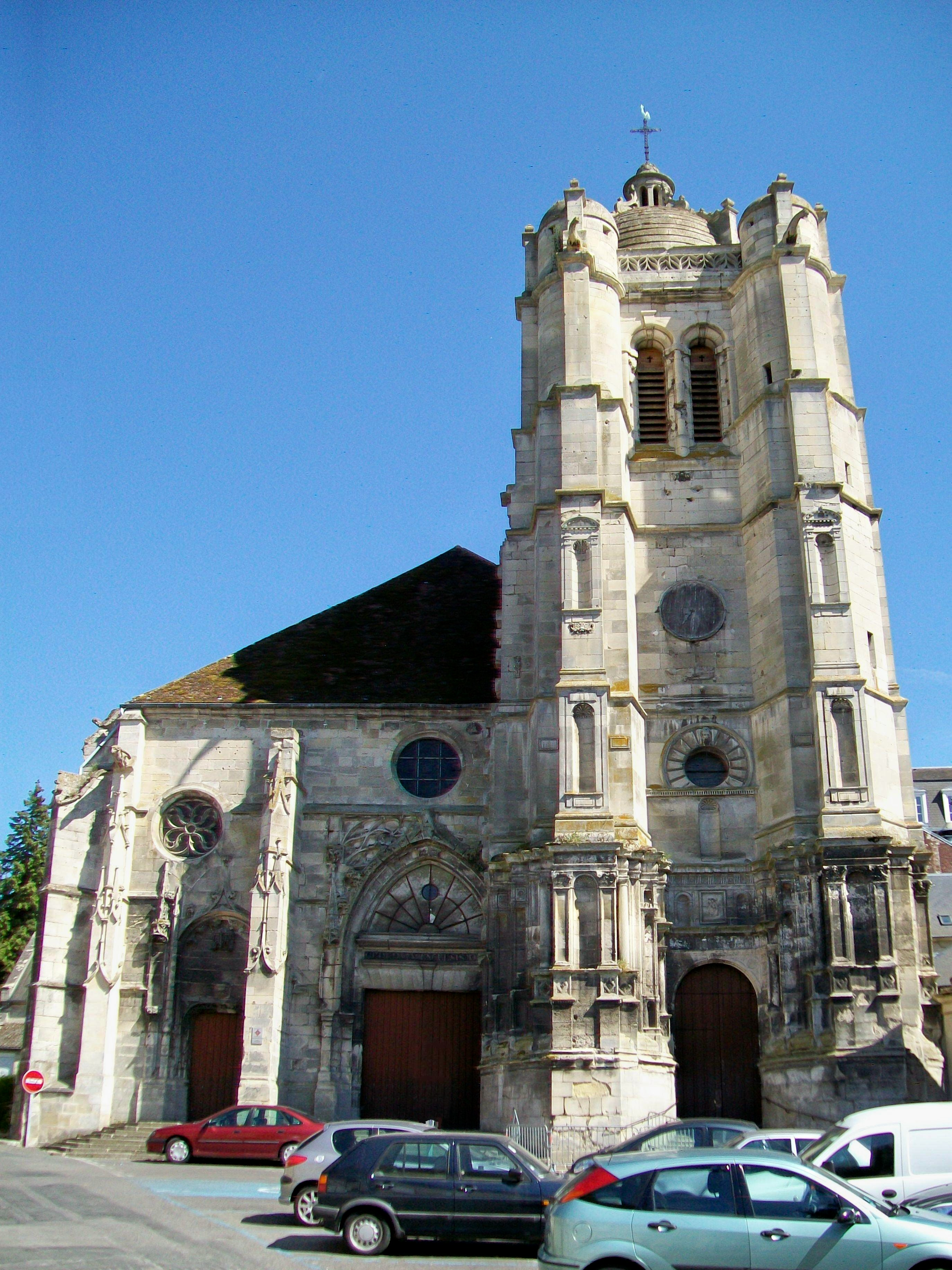
Le clocher et le portail de l'église Sainte Maxence (orienté nord-ouest).
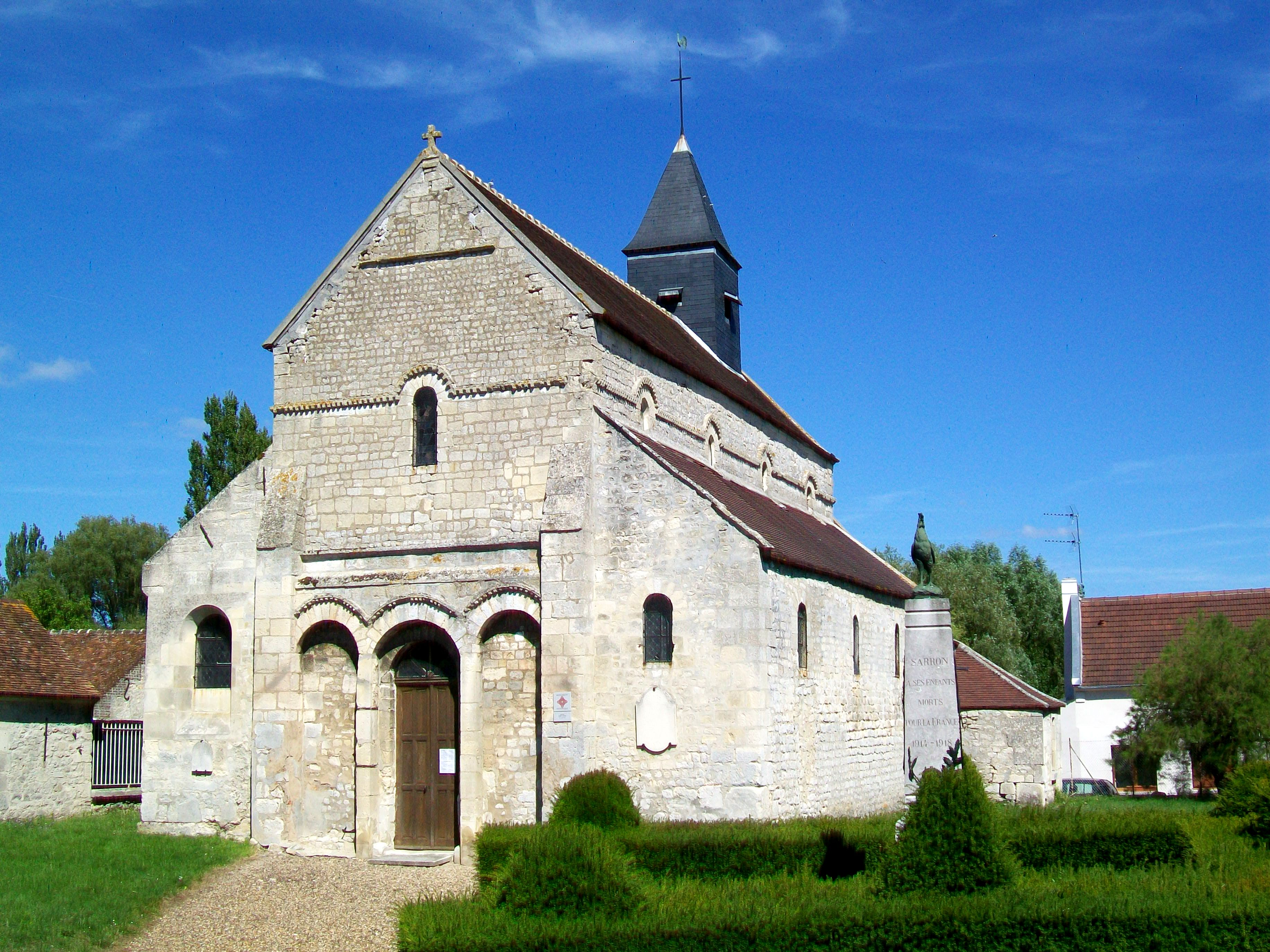
L'église romane Saint Lucien de Sarron, de la fin du XIIe siècle, conservant une belle unicité de style.
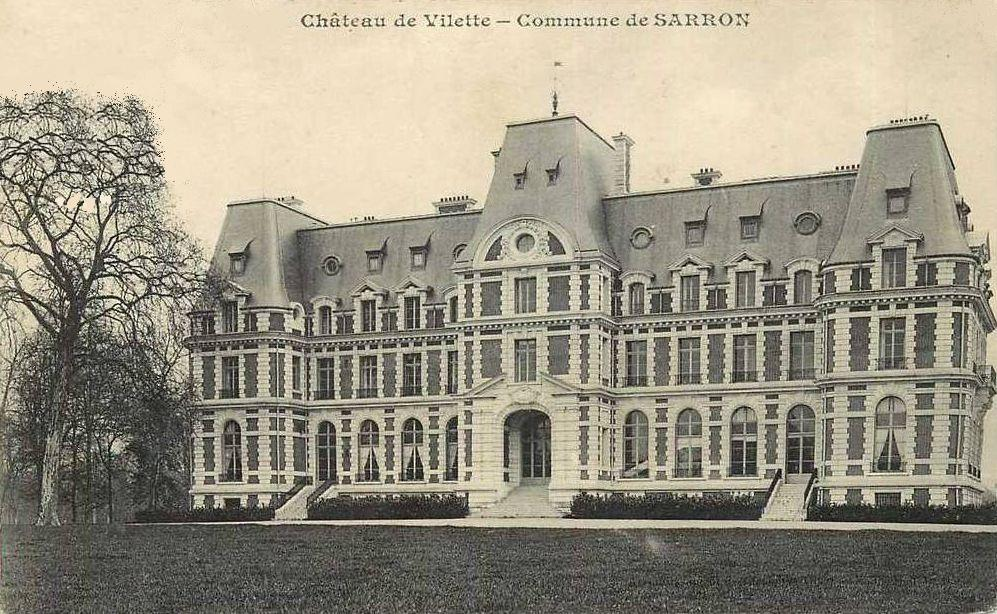
Le château de Villette de la famille Fould Stern, au début du XXe siècle.
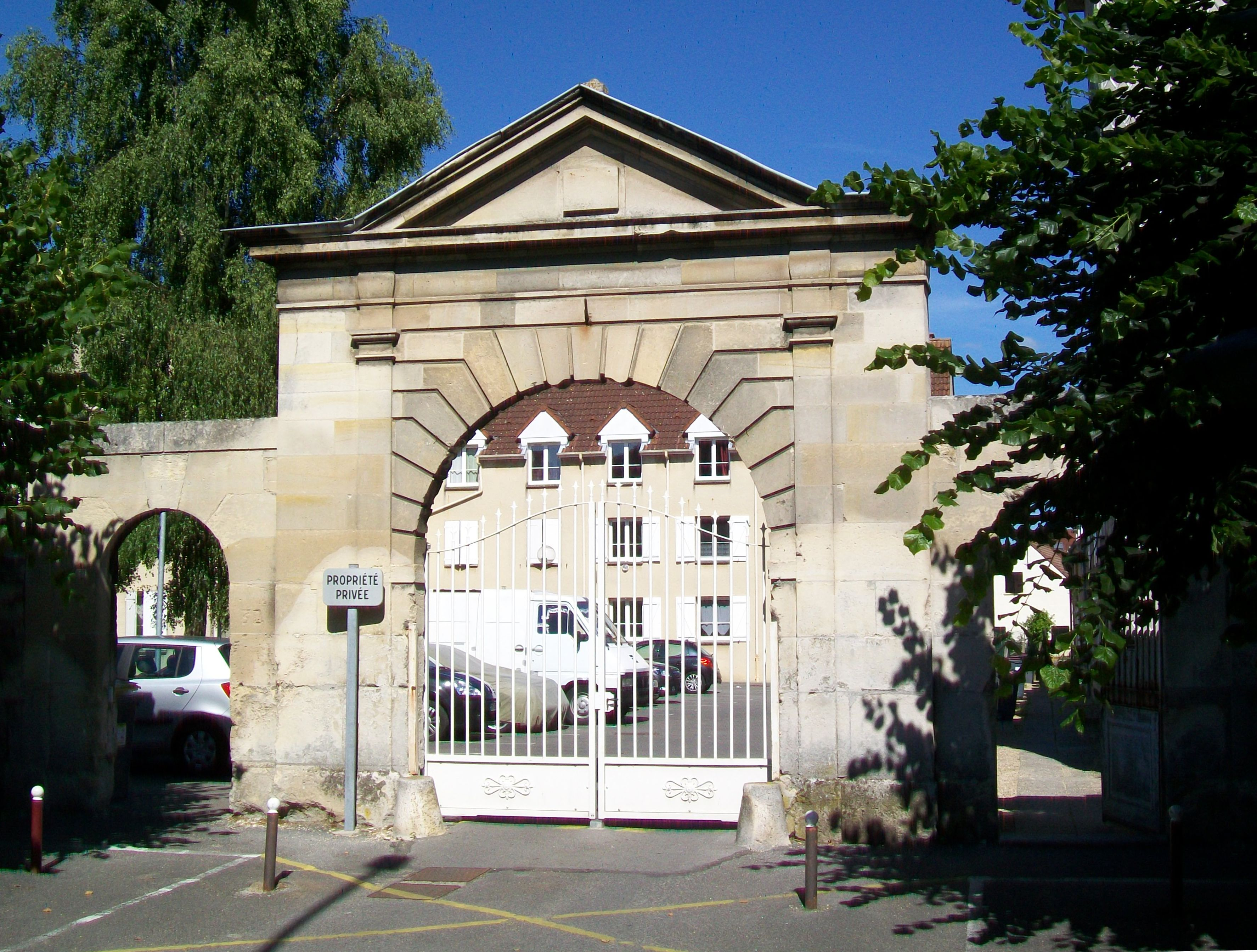
L'ancien portail du moulin à huile du marquis de Villette, avenue Aristide Briand.
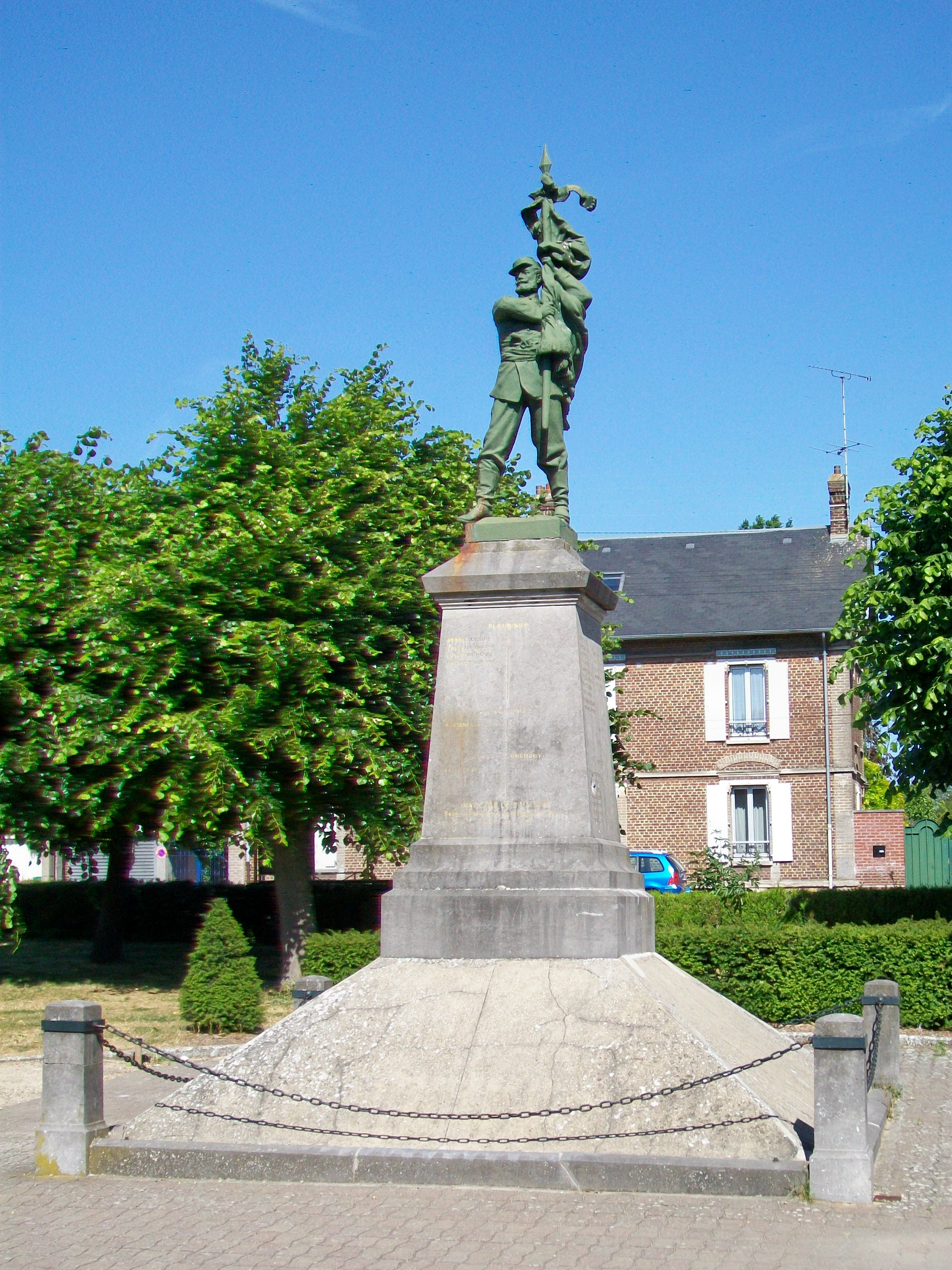
Le monument des Vétérans, place du Maréchal de Lattre de Tassigny, jardin public sur la rive droite de l'Oise.

On peut également signaler :
- Le château de Villette, au hameau du même nom, au nord de la commune est un édifice en brique et pierre édifié pour Stern Fould en 1903. Sa famille avait acquis le domaine avec son ancien château en 1900, mais décida de sa démolition en raison de son fort mauvais état. Le château ne se visite pas et n'est pas visible depuis le domaine public, sauf depuis la RD 200 (voie express) au sud[146], derrière un hippodrome privatif. - Le précédent château fut le domicile de la marquise Reine-Philiberte de Varicourt (1757-1822), fille adoptive de Voltaire, qui la maria au marquis Charles de Villette (1736-1793). Le château resta dans leur famille jusqu'en 1865, année de sa vente au baron de Montreuil[147]. À partir des années 1980, le château et ses annexes sont successivement tombés en ruines. Le rachat du domaine par l'expert en gestion forestière Jean-Charles Pigoni, en 2001, a permis un revirement de la situation. Le nouveau propriétaire a entamé une restauration complète du château, et la ferme du château, ainsi que l'orangerie avec la « maison rose » et la « maison carrée » ont été revendus à deux autres propriétaires, qui eux aussi se sont attachés à remettre ce patrimoine en état[RBCS 25].
- Le portail de l'ancien moulin à huile du marquisat de Villette est situé avenue Aristide-Briand, au nord de la ville[147].
- Le Monument des Vétérans, place du Maréchal de Lattre de Tassigny a été inauguré sur ce qui était alors le champ de Mars le 7 mai 1907[Note 24], à l'honneur des soldats morts pour la patrie. C'est donc l'un des rares monuments aux morts à dater de l'époque précédant la Première Guerre mondiale. 
Le monument se présente comme un obélisque de faible hauteur ressortant d'une pyramide, et couronné par une statue d'un soldat brandissant une lance à laquelle un drapeau est accroché. Sur l'obélisque, sont gravés les noms de soldats originaires de Pont, mais aussi des communes voisines. Il y restent des emplacements libres qui, heureusement, n'ont pas dû être remplis. Un monument aux morts existe en outre sur le cimetière de Pont, sous la forme d'un haut obélisque[RBCS 26].

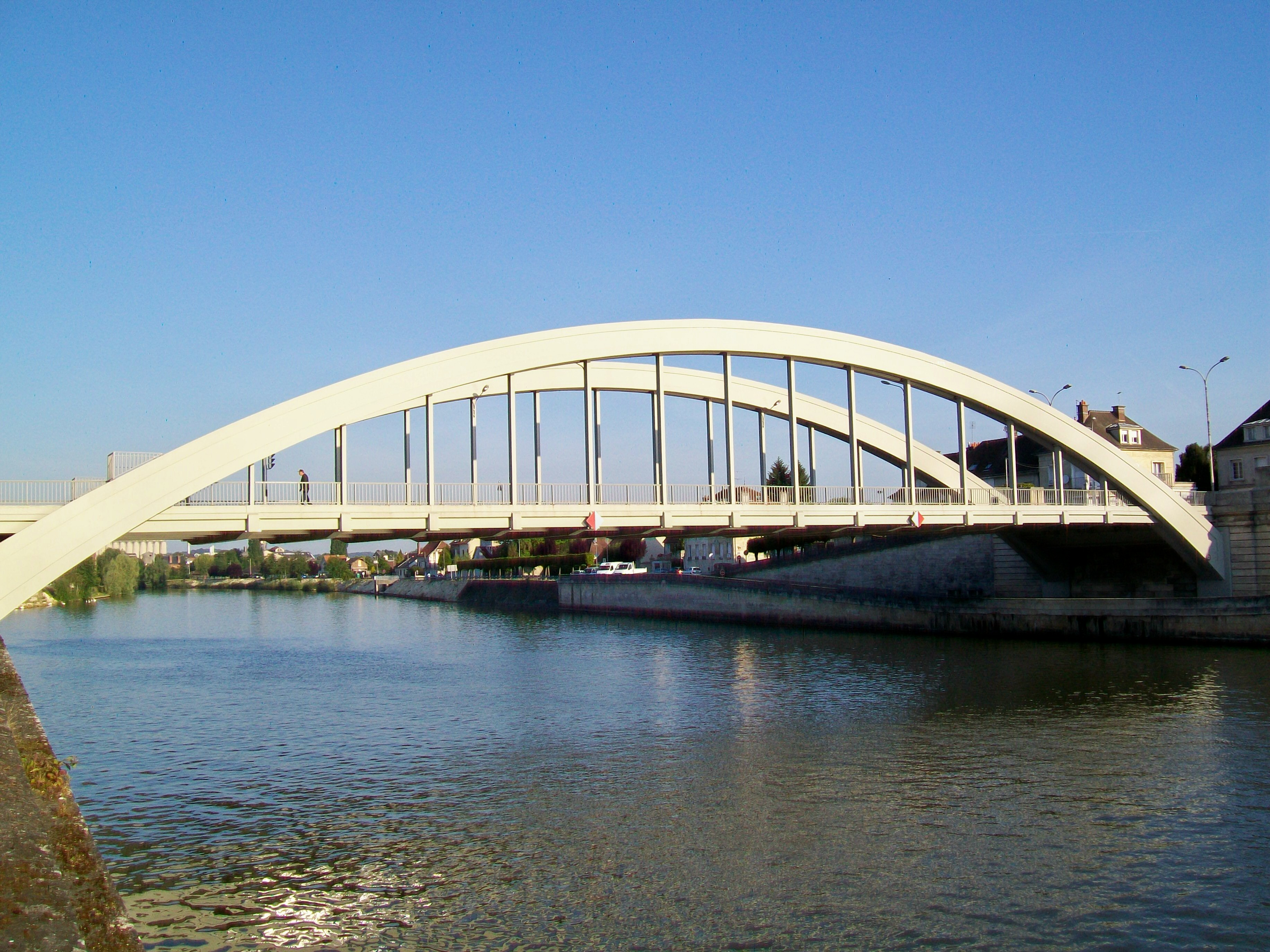
Le pont sur l'Oise, inauguré le 23 juillet 1949, depuis l'est.
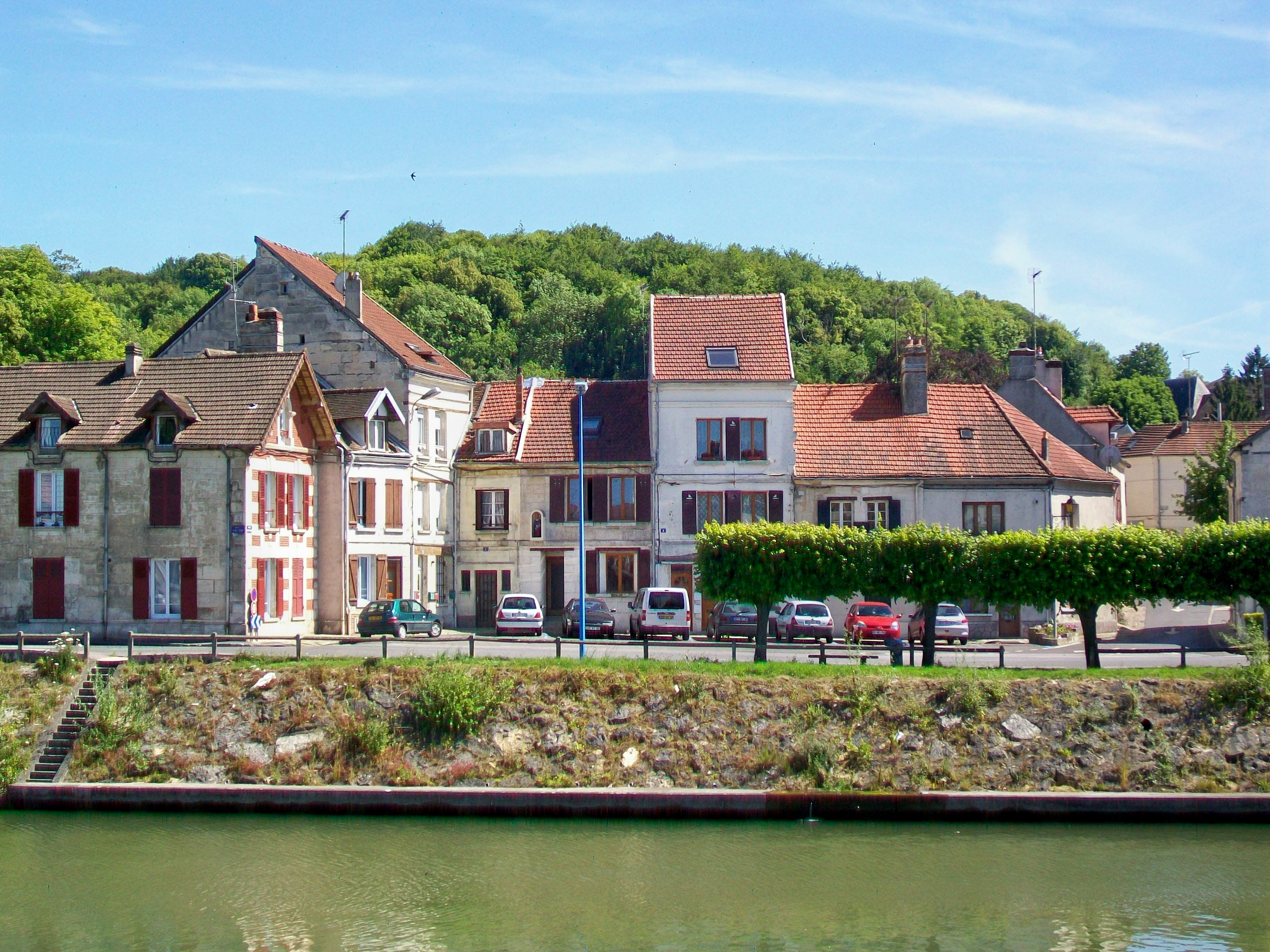
Le quai de la Pêcherie, sur la rive gauche de l'Oise, et la place Saint Pierre.
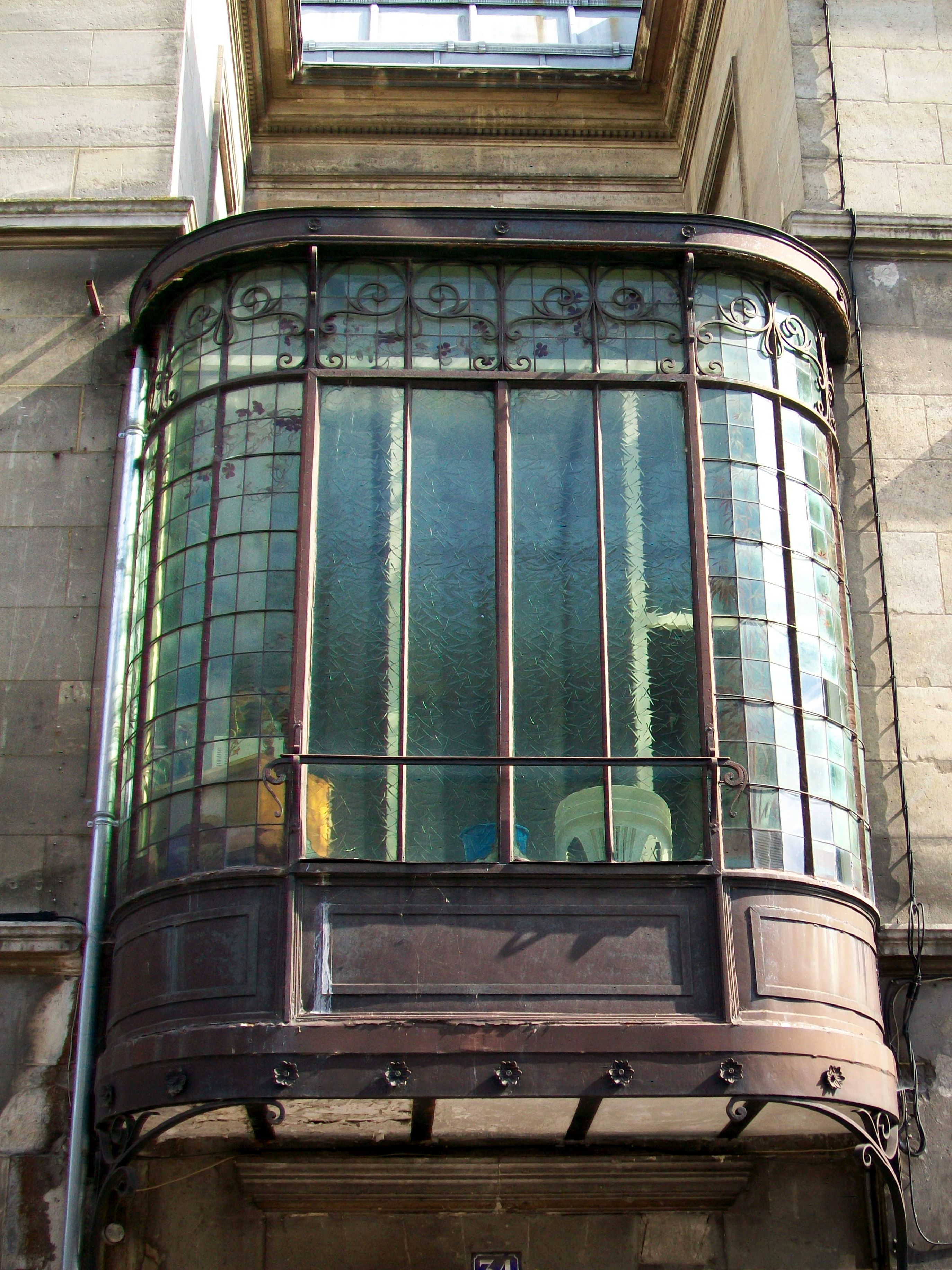
Oriel au centre de la façade de l'ancien hôtel Mangeaot, rue Henri Bodchon.
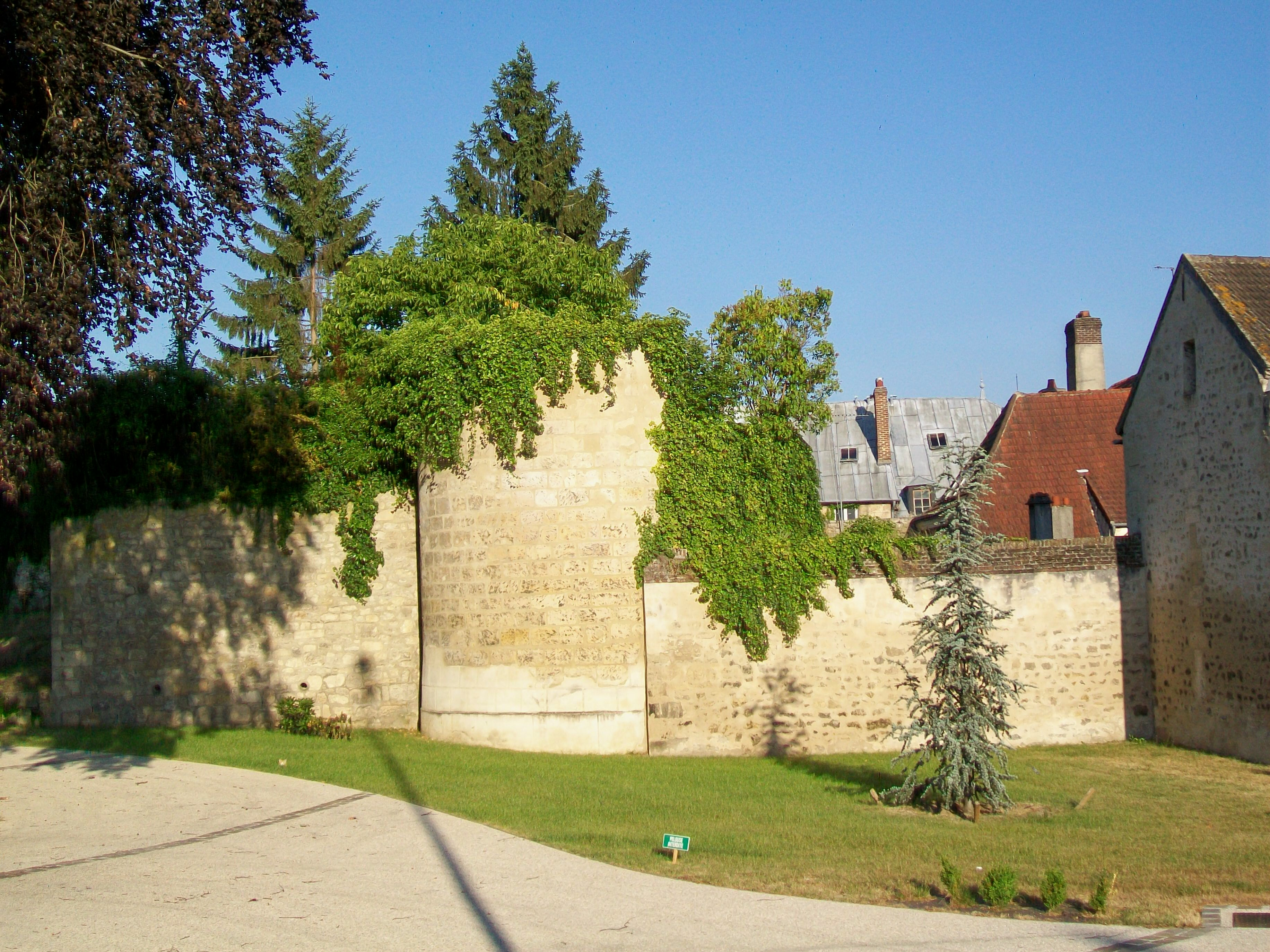
Vestiges du fief de Mello, ancien château-fort du XIIIe siècle.
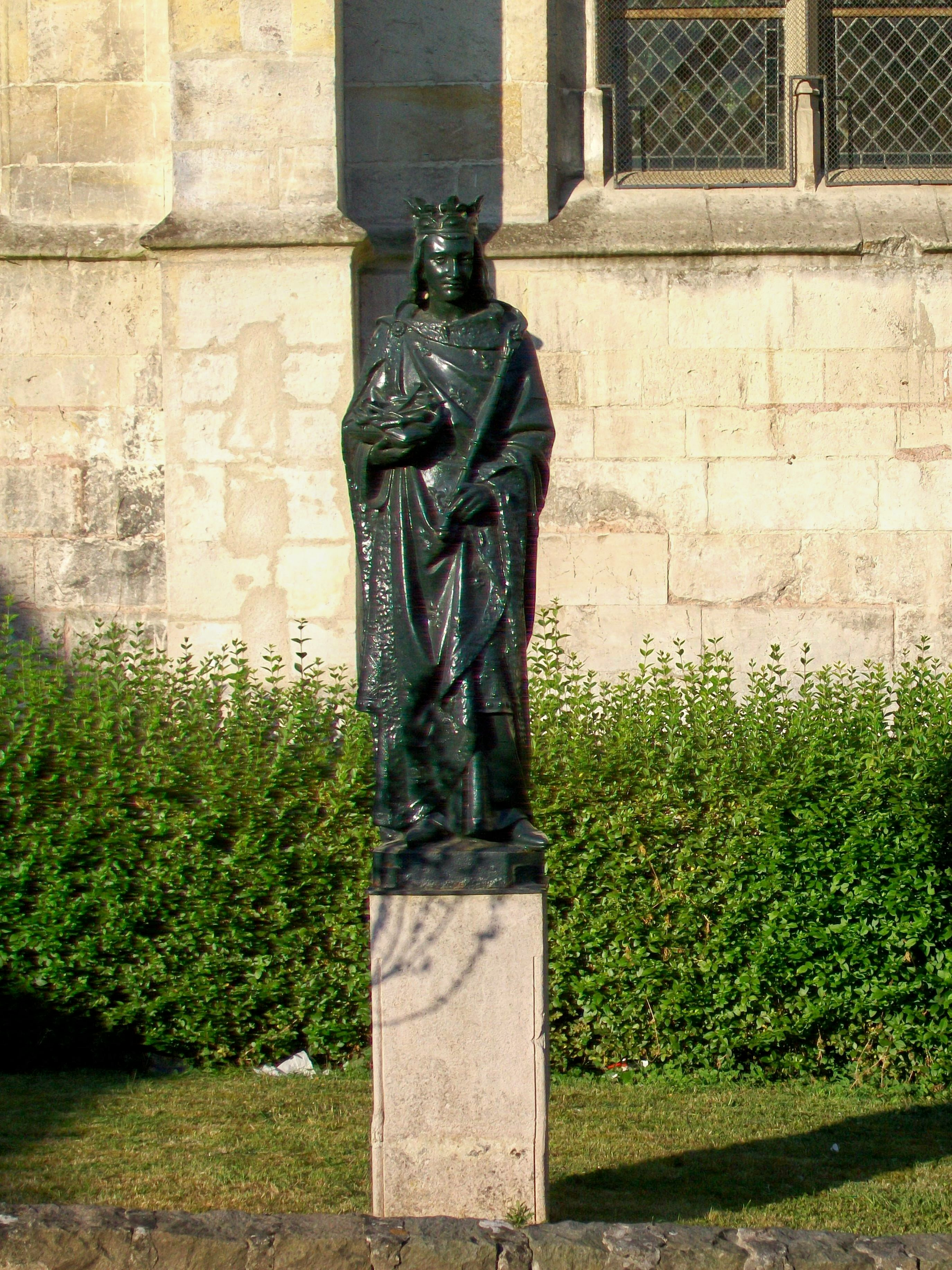
Statue de Saint-Louis dans le jardin de l'église Sainte Maxence.

L'actuel pont de l'Oise est le seizième pont en ce lieu depuis l'an 673, inauguré en octobre 1949. Il mesure quatre-vingt-deux mètres de portée, et sa flèche, quatorze mètres et demi de hauteur. 1 850 t de ciment, 950 m3 de bois, 315 m3 de pierre de taille, 368 t d'acier et 6 000 m3 de béton ont été nécessaires à sa construction. Le pont n'a pas été construit sur place, mais à Chimay en Belgique. Pont-Sainte-Maxence était naguère célèbre pour son pont, reconstruit en pierre entre 1774 et 1785 sous la direction de l'ingénieur Jean-Rodolphe Perronet selon un motif original et même controversé. Ce pont comportait trois arches surbaissées de 1,95 m et de 23,40 m de portée entre les piles. Les piles, larges de 2,90 m, étaient elles-mêmes composées de deux paires de fûts disjointes, une curiosité pour l'époque. Malheureusement, ce quatorzième pont classé Monument historique a été détruit le 1er septembre 1914 par les Allemands, au début de la Première Guerre mondiale. Le pont suspendu qui lui avait suivi a, quant à lui, été détruit le 9 juin 1940 lors de la Seconde Guerre mondiale.
Le Quai de la Pêcherie, sur la rive droite de l'Oise, au nord de la vieille ville où certaines maisons anciennes de cette rue comportent des éléments remontant au XIIIe siècle.
L'Hôtel Mangeaot, au 34 rue Henri Bodchon, près de la sortie ouest de la vieille ville est un ancien hôtel de voyageurs du XVIe siècle, dont la façade est cependant nettement plus récente, se trouvant dans un état de conservation médiocre. L'élément le plus intéressant est un oriel au-dessus de l'entrée, belle réalisation en fer forgé amplement vitrée avec des petits carreaux.
Les ruines du « fief de Mello », château fort du XIIIe siècle dont on peut apercevoir, depuis la place du Maréchal Leclerc, dans le jardin du conservatoire, une grosse tour ronde qui aurait servi de prison au Moyen Âge, ainsi qu'une portion de muraille. Le fief avait appartenu au 7e duc d'Uzès, Jean Charles de Crussol, en 1704.
La statue de saint Louis, rue de l'église est de provenance incertaine, elle a été retrouvée dans l'Oise en 1975, et placée dans le jardin de l'église, au nord de l'édifice, quatre ans plus tard. Saint Louis est le fondateur de l'Hôtel-Dieu de Pont. Une statue du Christ, de la même facture, est exposée quelques mètres plus loin, dans le jardin du presbytère.
L'hôtel de ville, rue Jean Perronet a été inauguré le 21 janvier 1930 sous le maire Georges Decroze, il a été dessiné par les architectes Marcel Jannin, Pierre Pattin et Jean Szelechoski. Les bas-reliefs sont de Louis-Henri Nicot et représentent le commerce et l'industrie ; la cérémonie du vote (une femme y est représentée parmi les électeurs, alors que le droit de vote féminin ne date que de 1944) ; la Liberté et l'Égalité (inspiré de l'idéal compagnonnique avec l'architecte et le maçon) ; la Fraternité et la Solidarité. Il a été rénové en 2019/2020 et est désormais accessible aux personnes à mobilité réduite.

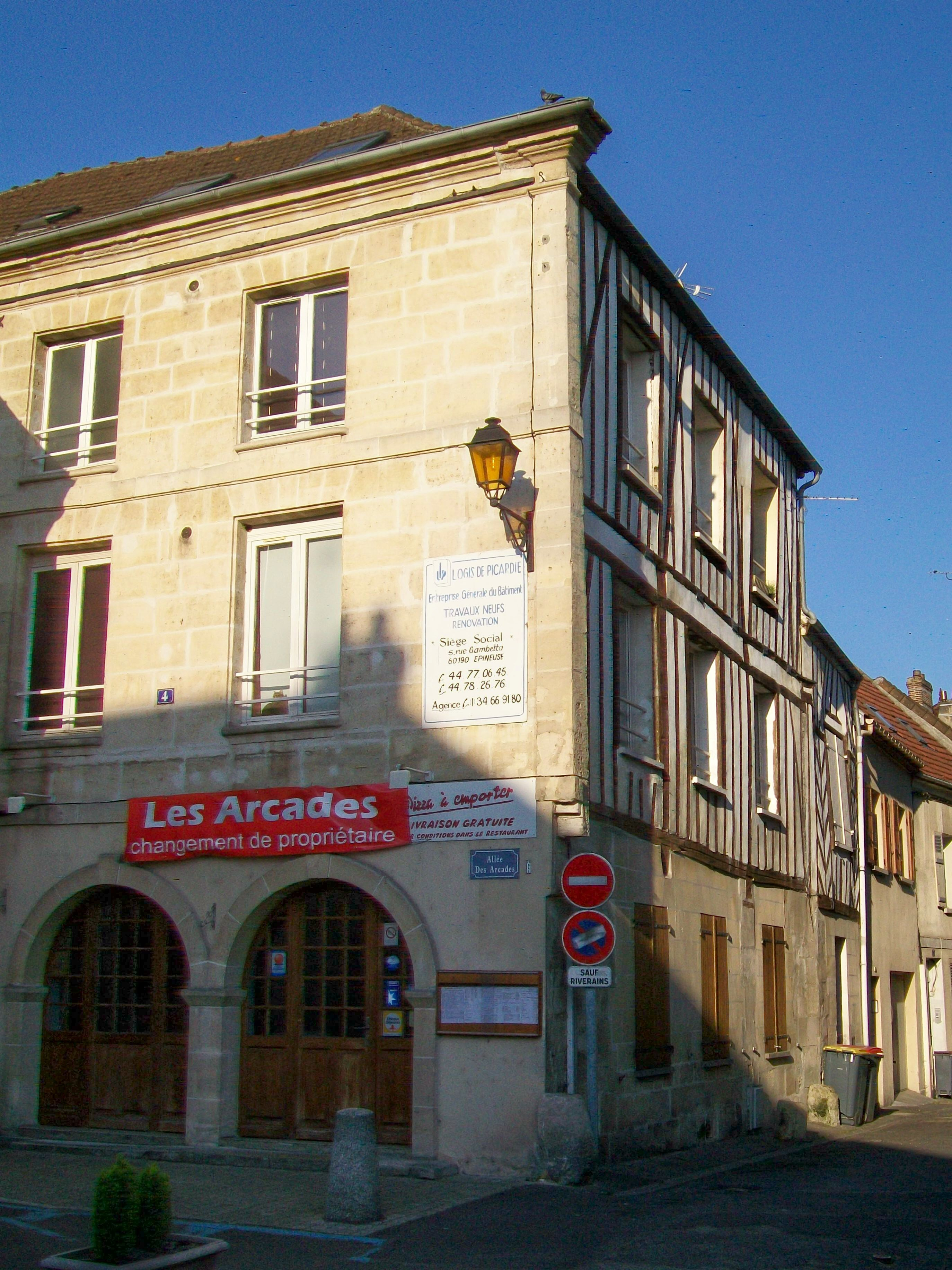
L'une des maisons à colombages les mieux restaurées de la ville, rue des Bouchers.
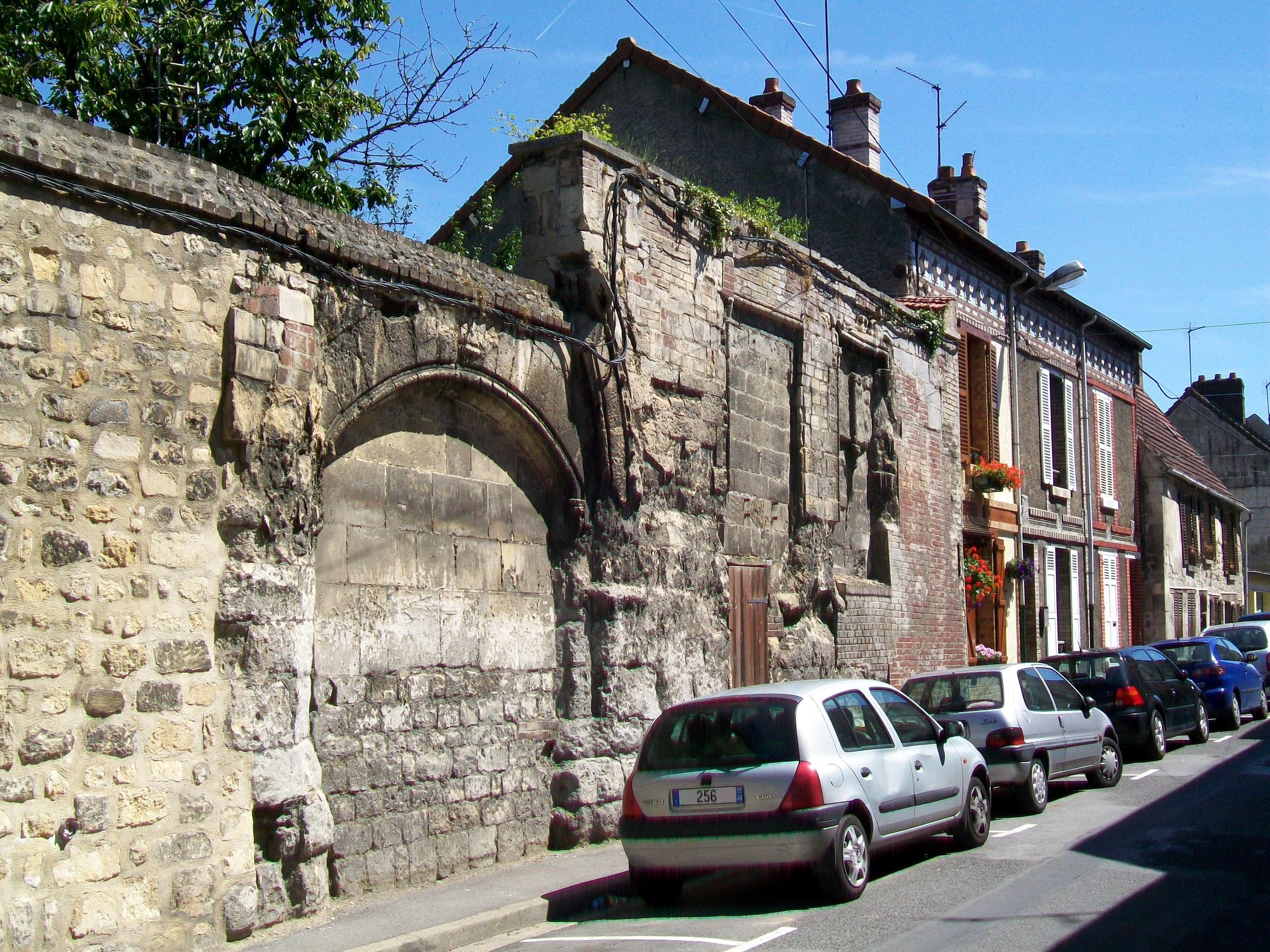
Vestiges du palais de l'Iraine, 3 rue Cavillé : restes d'un portail et de deux grandes fenêtres à meneaux.
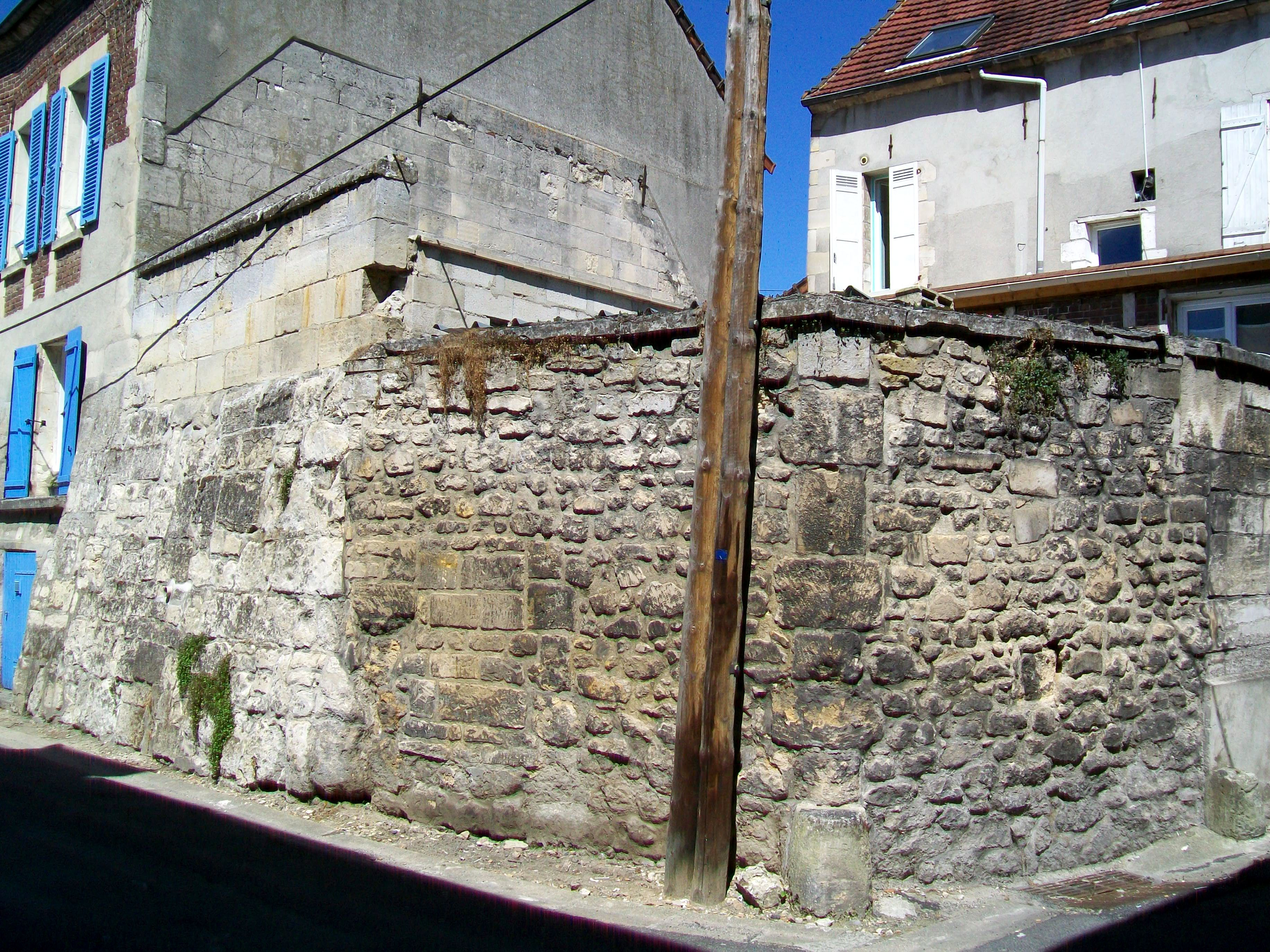
Vestiges des remparts, réparés pour la dernière fois en 1575 et démolis à la Révolution ; rue de l'Éperon.
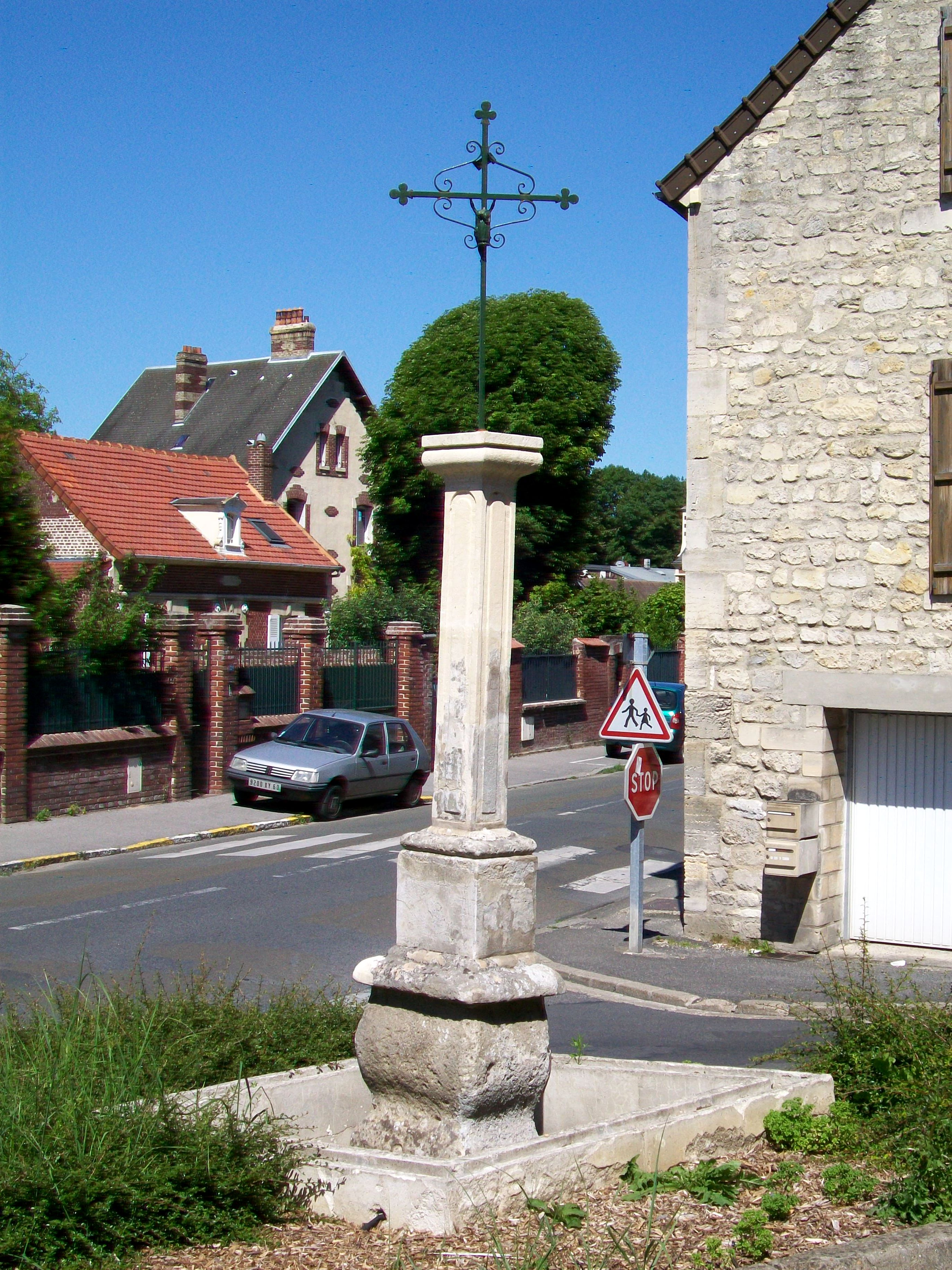
La croix Pierre-Aucher, à la sortie ouest de la ville, rue Louis Boilet / rue Croix Pierre Aucher.
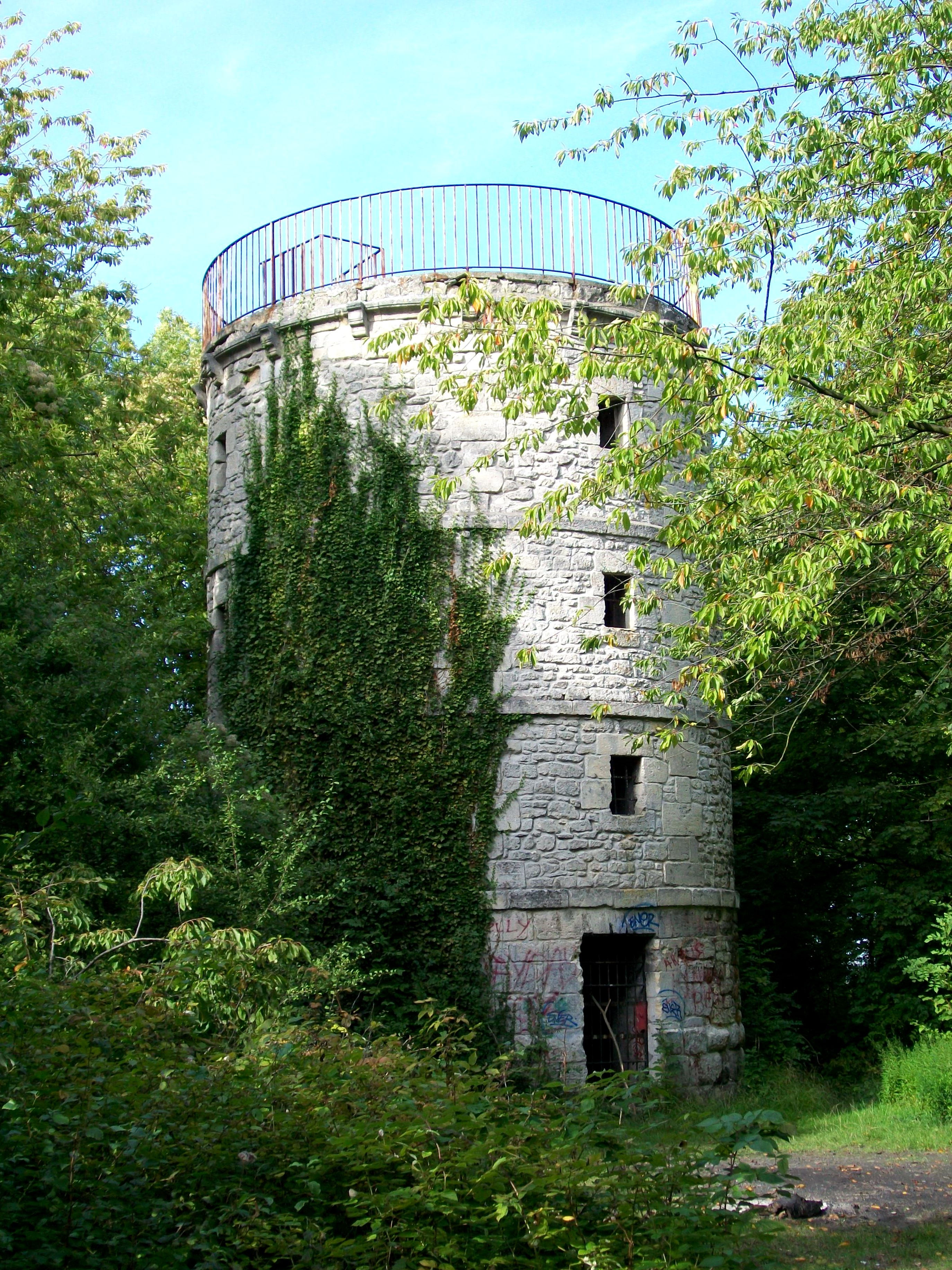
L'ancien moulin à vent du Mont Calipet, dans le bois communal dominant la ville.

Il reste encore plusieurs maisons à colombages dans la vieille ville, rue Charles Lescot et rue de Cavillé (son prolongement au sud), ainsi que dans les petites rues reliant cette voie à la RN 1017 (rue Jean Perronet / rue Georges Decroze).
Il reste également les vestiges de la façade de l'ancien palais de l'Iraine, au 3 rue Cavillé, au sud de la vieille ville. Cette façade remonte à une commanderie de l'ordre du Temple, puis de l'ordre de Saint-Jean de Jérusalem qui lui avait succédé après sa suppression et persécution. De cet hôtel subsiste également une tourelle, de l'autre côté, sur la cour de l'institution Saint-Joseph. Pendant la guerre de Cent Ans, les ducs de Bourgogne auraient été accueillis dans le palais par les chevaliers, bien que les habitants de Pont soutenaient les troupes royales, alors que les Bourguignons étaient les alliés des Anglais. À partir du XVe siècle, l'hôtel appartenait à l'abbaye de la Victoire près de Senlis,.
Les vestiges du rempart médiéval sont peu conservés. On trouve, rue de l'Éperon, un angle de mur de l'éperon qui se trouvait à cet endroit, qui correspondait à l'extrémité sud-ouest de l'enceinte fortifiée de Pont. Cette enceinte a encore été rebâtie sous Louis XI en 1467, et réparé en 1575 avec l'autorisation d'Henri III. Sa démolition eut lieu avant la Révolution.
Le calvaire de la Croix Pierre Aucher, au croisement de la rue Croix Pierre Aucher et de la rue Louis Boilet, à la sortie ouest du centre-ville en direction de Creil est monté sur un socle en pierre mesurant 1,50 m, ce filigrane et simple calvaire en fer forgé a la particularité de porter deux figurines : dans la direction de Pont, le Christ, et dans la direction de Creil, sainte Maxence, décapitée tenant sa tête dans ses mains.
Le mont Calipet abrite la ruine de l'ancien moulin à vent dans la forêt communale sur le mont Calipet, au sud-est de l'église, datant de 1694. Ce moulin a été édifié par le duc d'Uzès, seigneur de Pont. Après la fermeture du moulin, sa tour a été transformée en belvédère. Le mauvais état de l'édifice et le vandalisme ont obligé la commune de fermer la tour, mais le mont Calipet étant boisé à présent, la vue ne porterait pas loin de toute façon. À proximité se trouvent les murs d'une chapelle dédiée au Sacré-Cœur contiguës avec une ancienne habitation, également ruinée. Ces ruines paraissent banales et ne présentent que peu d'intérêt, d'autant plus qu'elles sont couvertes de tags et à moitié envahies par la végétation. La chapelle a été bâtie en 1880 par Jean-Baptiste Portalier, connu comme l'« ermite du Calipet » ou le « seigneur du Calipet ». Chapelle privée, la célébration de messes publiques n'y a jamais été autorisée, et il n'y eut que sporadiquement des messes pour le propriétaire et ses amis.
En 2014, est découvert en excellent état de conservation, la ruine d'un sanctuaire antique romain du IIe siècle, dont la façade mesurait 70 mètres de long sur 9 mètres de haut. Une frise représentant le panthéon gréco-romain et des sculptures ont été mises au jour,.

### Patrimoine naturel
Pont-Sainte-Maxence compte deux zones naturelles d'intérêt écologique, faunistique et floristique (ZNIEFF).
La ZNIEFF de type 1 de la Butte sableuse de Sarron et des Boursaults occupe sur la commune la totalité du bois de Sarron ou bois de Villette mais s'étend au-delà sur les communes de Bazicourt de d'Houdancourt. Elle héberge des espèces remarquables comme la Callune (Calluna vulgaris), la Fougère aigle (Pteridium aquilinum), la Bondrée apivore (Pernis apivorus), le Pic noir (Dryocopus martius) et le Pic mar (Dendrocopos medius). Cette zone est particulièrement intéressante pour sa nature sableuse et ses landes sèches à Callune.
La ZNIEFF de type 1 du Massif forestier d'Halatte occupe toute la partie boisée au sud de la commune. Elle intègre l'ensemble de la forêt d'Halatte. La zone compte plusieurs espèces végétales remarquables comme la Belladone (Atropa bella-donna), l'Osmonde royale (Osmunda regalis), l'Ophioglosse vulgaire (Ophioglossum vulgatum) et le Limodore à feuilles avortées (Limodorum abortivum). La faune se compose de Bondrée apivore (Pernis apivorus), de Grimpereau des bois (Certhia familiaris), de Grand murin (Myotis myotis), de Cerf élaphe (Cervus elaphus) et de Grenouille agile (Rana dalmatina).
La montagne de Calipet est intégrée au réseau Natura 2000. La zone de protection spéciale (ZPS) des Massifs forestiers d'Halatte, de Chantilly et d'Ermenonville vise à la protection de vingt espèces floristiques et d'espèces animales comme le Grand cuivré (Lycaena dispar) et le Petit rhinolophe (Rhinolophus hipposideros).

Faune et flore de Pont-Sainte-Maxence.
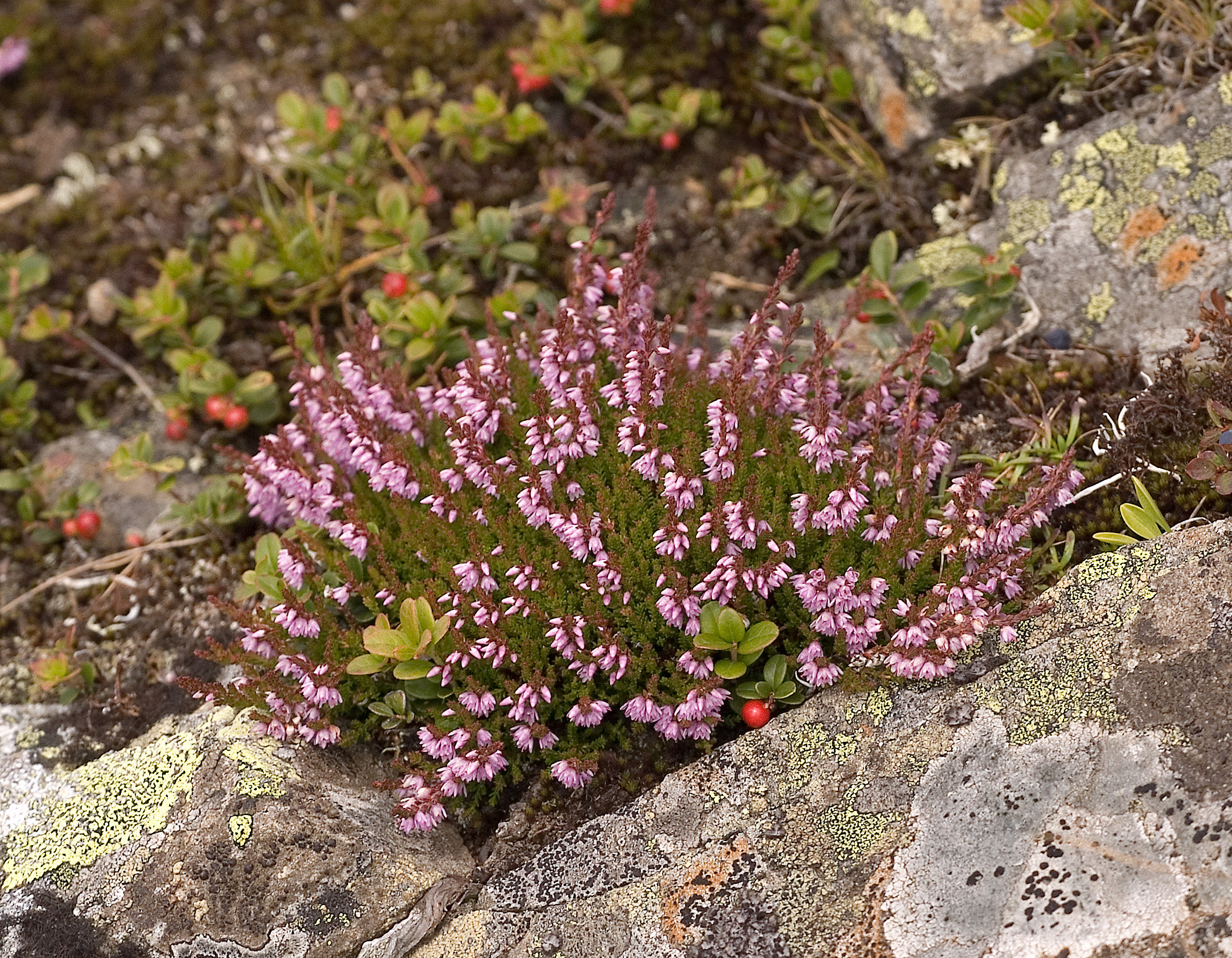
Callune.
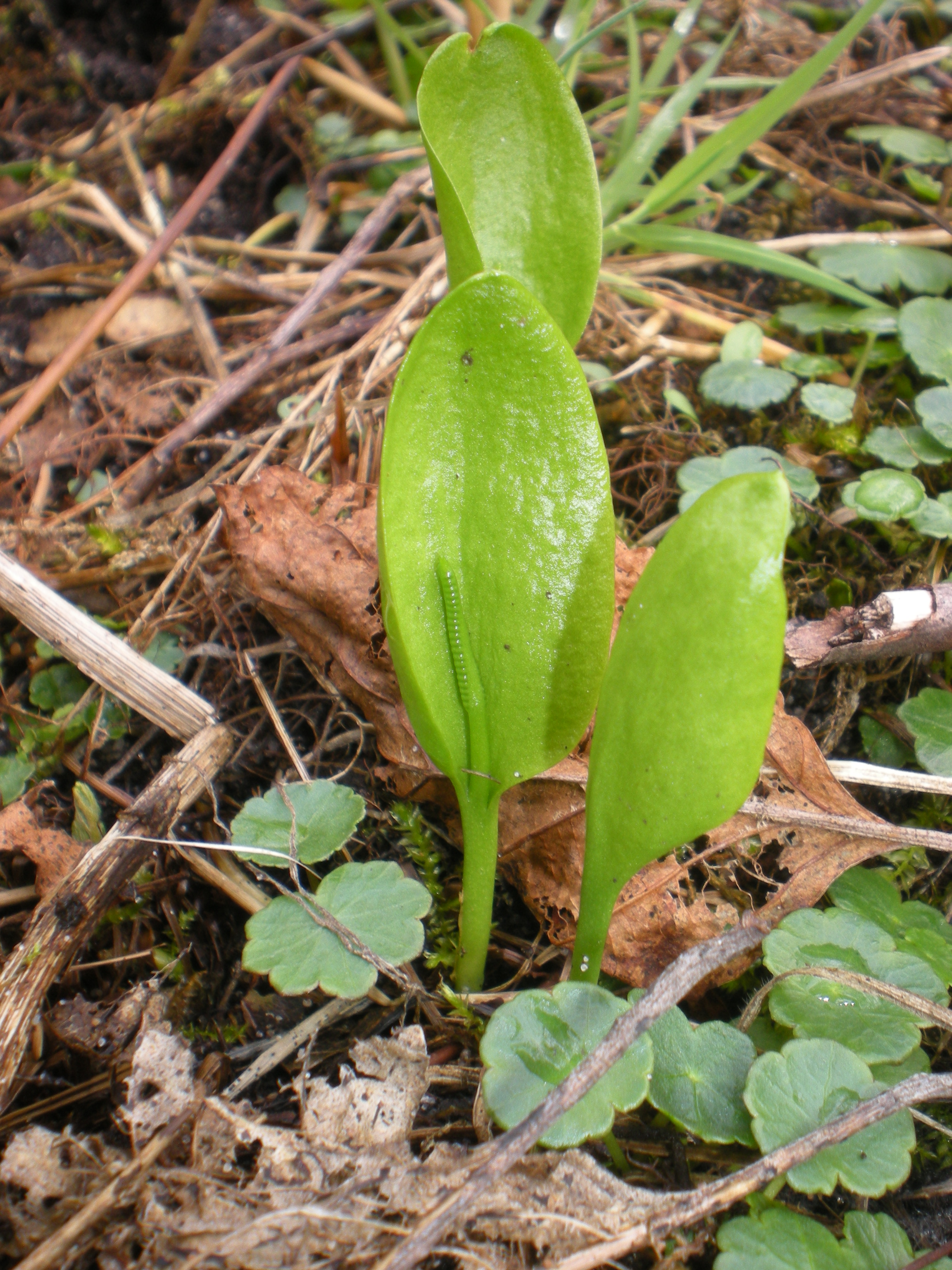
Ophioglosse vulgaire.
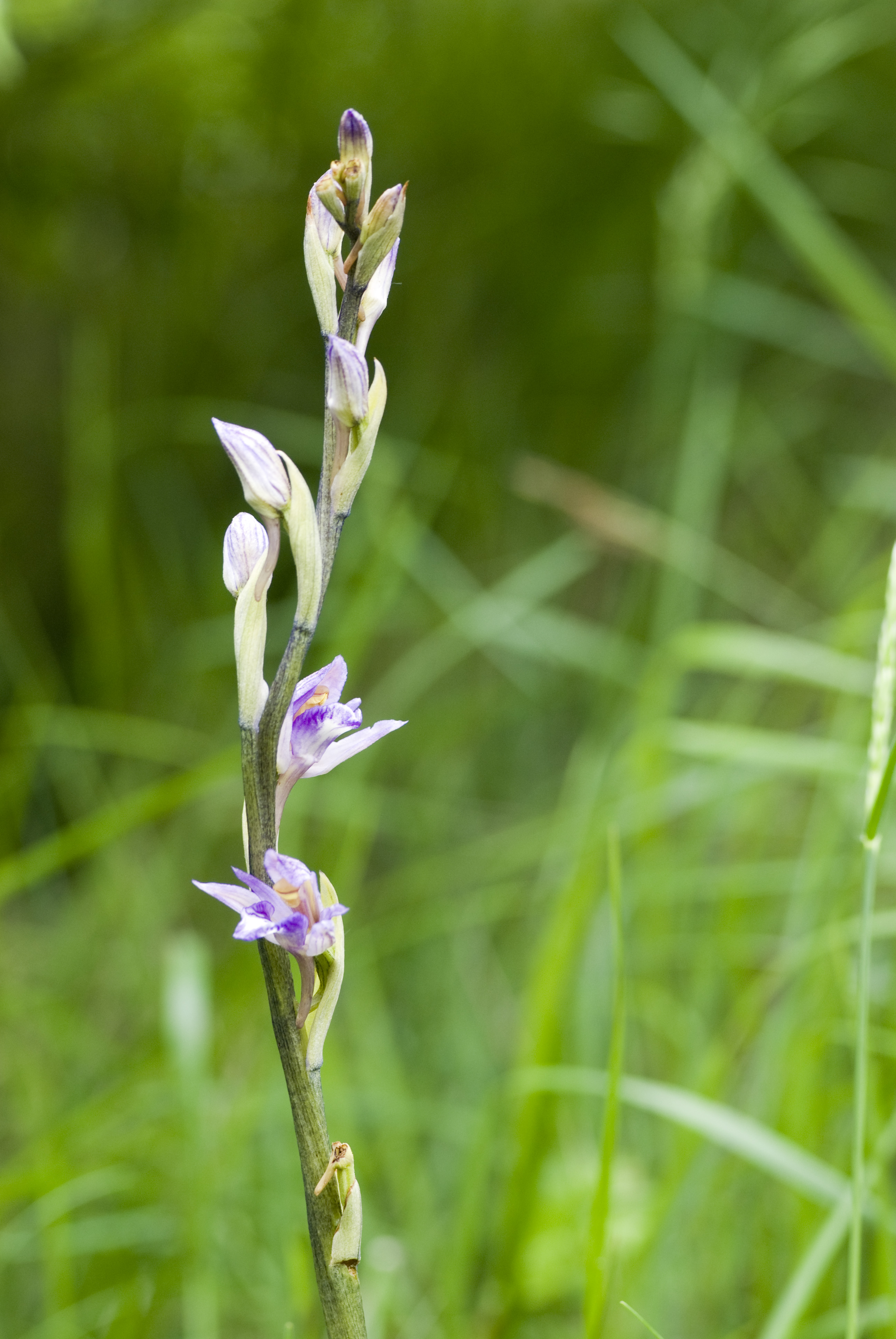
Limodore à feuilles avortées.
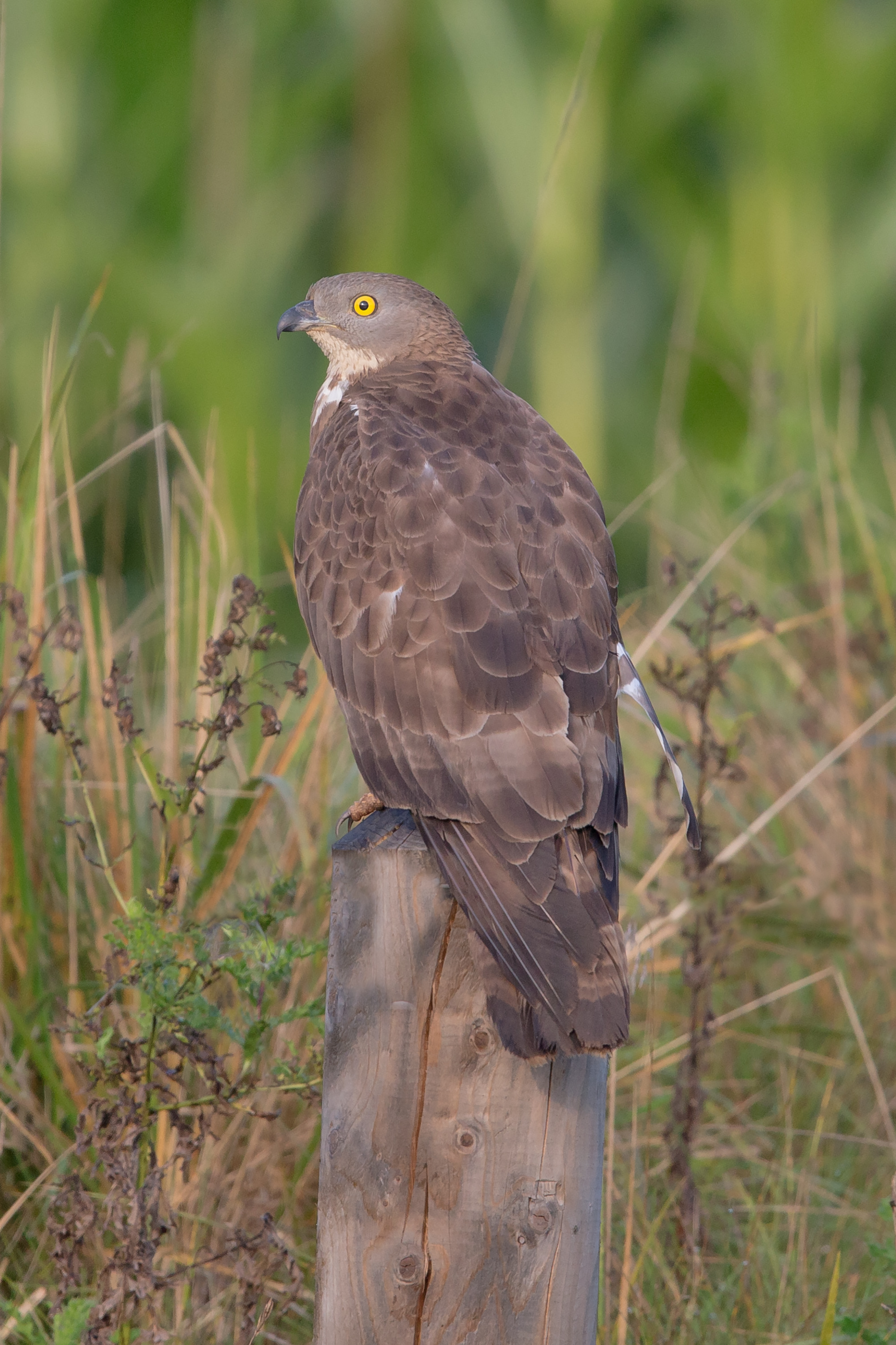
Bondrée apivore.
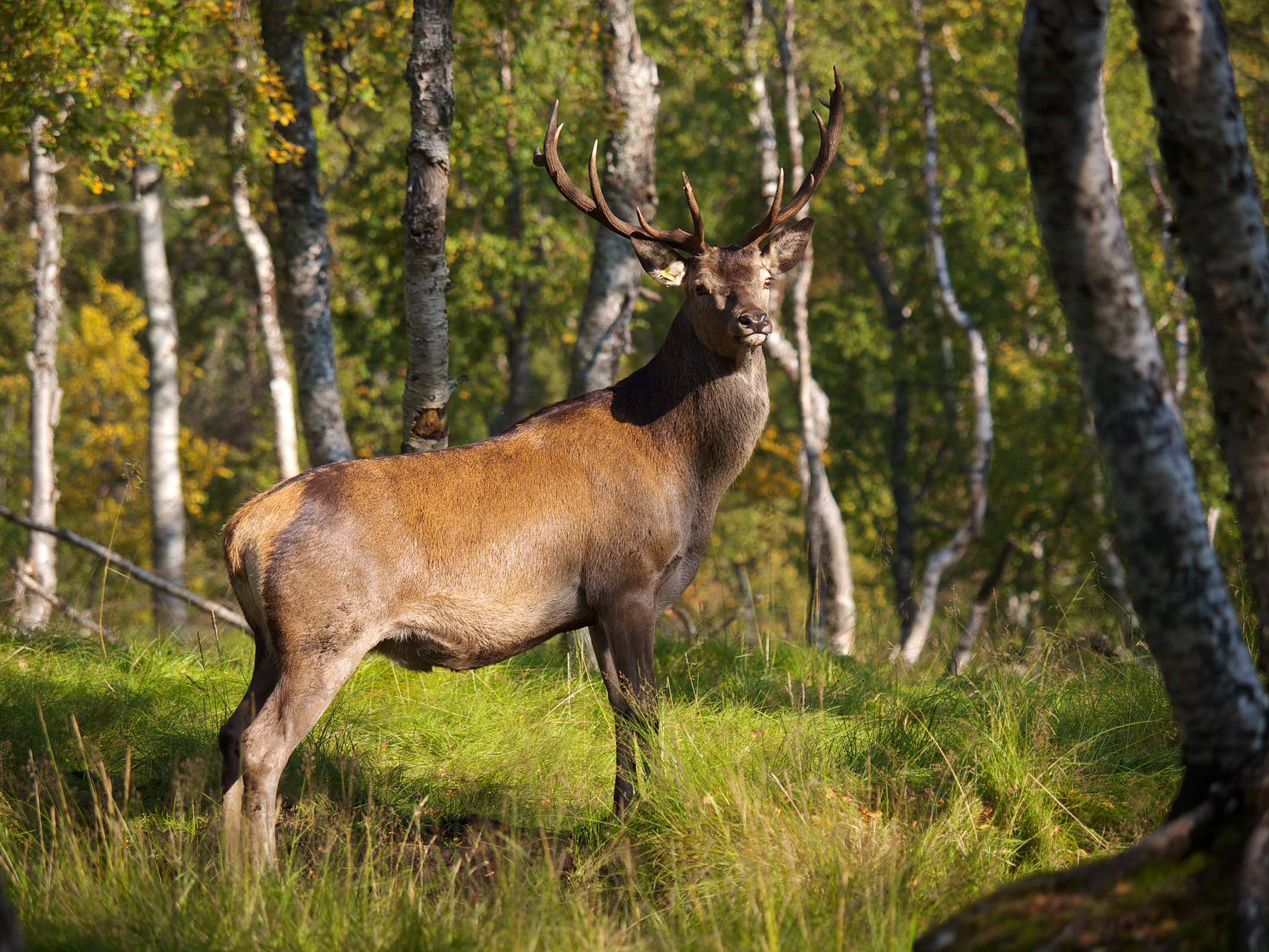
Cerf élaphe.

### Personnalités liées à la commune
- Guernes de Pont-Sainte-Maxence, dit Garnier ou Gervais (* XIIe siècle) : auteur de la première et remarquable biographie en langue d'oïl de Thomas Becket ;
- Charles Lescot (né en 1759 à Pont, mort en 1801) : ingénieur qui a travaillé à l'assèchement des marais de Rochefort et dirigé les travaux de la route du Simplon[réf. nécessaire]
- Paul Remoiville (1824 à Pont-Sainte-Maxence-1896 à Paris), homme politique, député de Seine-et-Oise de 1881 à 1889.
- Marc Tiffeneau (1873-1945) : chimiste, pharmacologue et médecin, qui a fait ses premières études à Pont-Sainte-Maxence, comme interne au pensionnat Saint-Joseph chez les Frères maristes, puis stagiaire à la pharmacie Frigaux ;
- Marie-Paule Belle (née en 1946 à Pont) : chanteuse, pianiste et comédienne ;
- Steve Pascolo (né en 1970 à Pont-Sainte-Maxence) : chercheur français, spécialiste des vaccins à ARN messager ;
- Romane Bohringer (née en 1973 à Pont) : actrice française.
- Roger Druine (en) (né en 1921 à Pont) : inventeur du Druine D.31 Turbulent, avion d'amateur.
- Le caporal-chef Alexandre Van Dooren, militaire français mort au Mali le 16 mars 2013 et le capitaine de police nationale Cyril Genest, tué dans l'exercice de ses fonctions le 21 février 2013, tous deux originaires de la ville. Deux rues d'un lotissement de Pont-Sainte-Maxence ont été baptisées de leur nom en 2018[159].

### Héraldique
| Armes de Pont-Sainte-Maxence | Les armes de Pont-Sainte-Maxence se blasonnent ainsi : d'or au pont de trois arches de sable sommé d'une tour du même, au chef d'azur chargé d'une salamandre d'argent sur sa patience de gueules. |